# Saint-Jean-du-Doigt
Pour les articles homonymes, voir Saint-Jean.
Saint-Jean-du-Doigt [sɛ̃ ʒɑ̃ dy dwa] (breton : Sant-Yann-ar-Biz) est une commune littorale de la Manche située dans le département du Finistère, dans la région Bretagne, en France. 

## Géographie

### Localisation
Saint-Jean-du-Doigt est une commune littorale de la Manche située au nord de la partie aujourd'hui finistérienne du pays trégorrois (plus précisément du Trégor finistérien), au bord de la Manche, à 17 km au nord de Morlaix.
Elle se trouve dans l'aire d'attraction de Morlaix, dans sa zone d'emploi et dans son bassin de vie, ainsi que dans l'Unité urbaine de Plougasnou.

### Communes limitrophes
Les communes limitrophes sont Lanmeur, Garlan, Guimaëc, Plouezoc'h et Plougasnou.
| La Manche  | La Manche           | La Manche |
| Plougasnou | Saint-Jean-du-Doigt | Guimaëc   |
| Plouezoc'h | Garlan              | Lanmeur   |

### Géologie et relief

Carte géologique du Massif armoricain.

Le bourg se trouve à environ 15 mètres d'altitude, les altitudes au sein du finage communal allant du niveau de la mer à 128 mètres d'altitude pour une altitude moyenne de 64 mètres. La superficie de la commune est de 19,81 km²
Saint-Jean-du-Doigt est localisée à l'extrémité occidentale du domaine nord-armoricain, dans le Massif armoricain qui est le résultat de deux chaînes de montagne successives : les chaînes cadomienne et varisque (ou hercynienne). Cette dernière orogenèse a été le siège d'un intense métamorphisme et d'un important plutonisme.
Au Dévonien, dans le secteur, s'est ouvert le petit bassin volcano-sédimentaire de Morlaix et s'est mis en place, vers 350 Ma, le gabbro de Saint-Jean-du-Doigt. Cette intrusion magmatique se présente sous la forme d'un grand complexe gabbro-dioritique dont les affleurements peuvent être observés tout le long de la côte entre Poul Rodou (en Guimaëc) et Primel (en Plougasnou),,. Près de Poul Rodou, on peut admirer de remarquables petits diapirs de diorite qui se sont injectés dans le gabbro quand celui-ci était à l'état pâteux, tandis que la côte de Primel expose un bel affleurement de pegmatitoïdes (ou pegmatites gabbroïques) à cristaux géants de plagioclase et d'amphibole. De beaux faciès de mélange magmatique (gouttes, rubannements formant des enclaves), ainsi que de spectaculaires brèches à fragments anguleux, sont visibles sur la côte entre Saint-Jean-du-Doigt et Plougasnou. Ce complexe gabbro-dioritique dévonien présente de nombreuses similitudes avec l'intrusion néoprotérozoïque affleurant au nord de l'île anglo-normande de Guernesey, où l'on peut également observer des diapirs et des pegmatitoïdes à plagioclase et amphibole.
À noter également la présence à Primel, près de Saint-Jean-du-Doigt, de l'un des éléments du chapelet de granites rouges nord-armoricains, datés de 300 Ma, décrits pour la première fois par le géologue Charles Barrois en 1909. Cet alignement plutonique du Carbonifère tardif, qui s'étend de Flamanville à Ouessant,, est contrôlé par de grands accidents directionnels WSW-ENE.

#### Le littoral
Le littoral est constitué pour l'essentiel de falaises abruptes, atteignant jusqu'à près de 80 mètres de dénivelé. Exposé au nord, ce littoral orienté ouest-est, est dans le détail festonné avec plusieurs petites pointes, dont celle de Beg Gracia. En dépit de la route touristique littorale D79A, dont la construction fit polémique et qui se termine en cul-de-sac à la limite communale avec Guimaëc, cette commune ayant décidé de ne pas construire le tronçon allant jusqu'à la pointe de Beg an Fri, ce littoral est resté, en raison de son relief, indemne de toute urbanisation et peut être découvert en parcourant le GR 34.

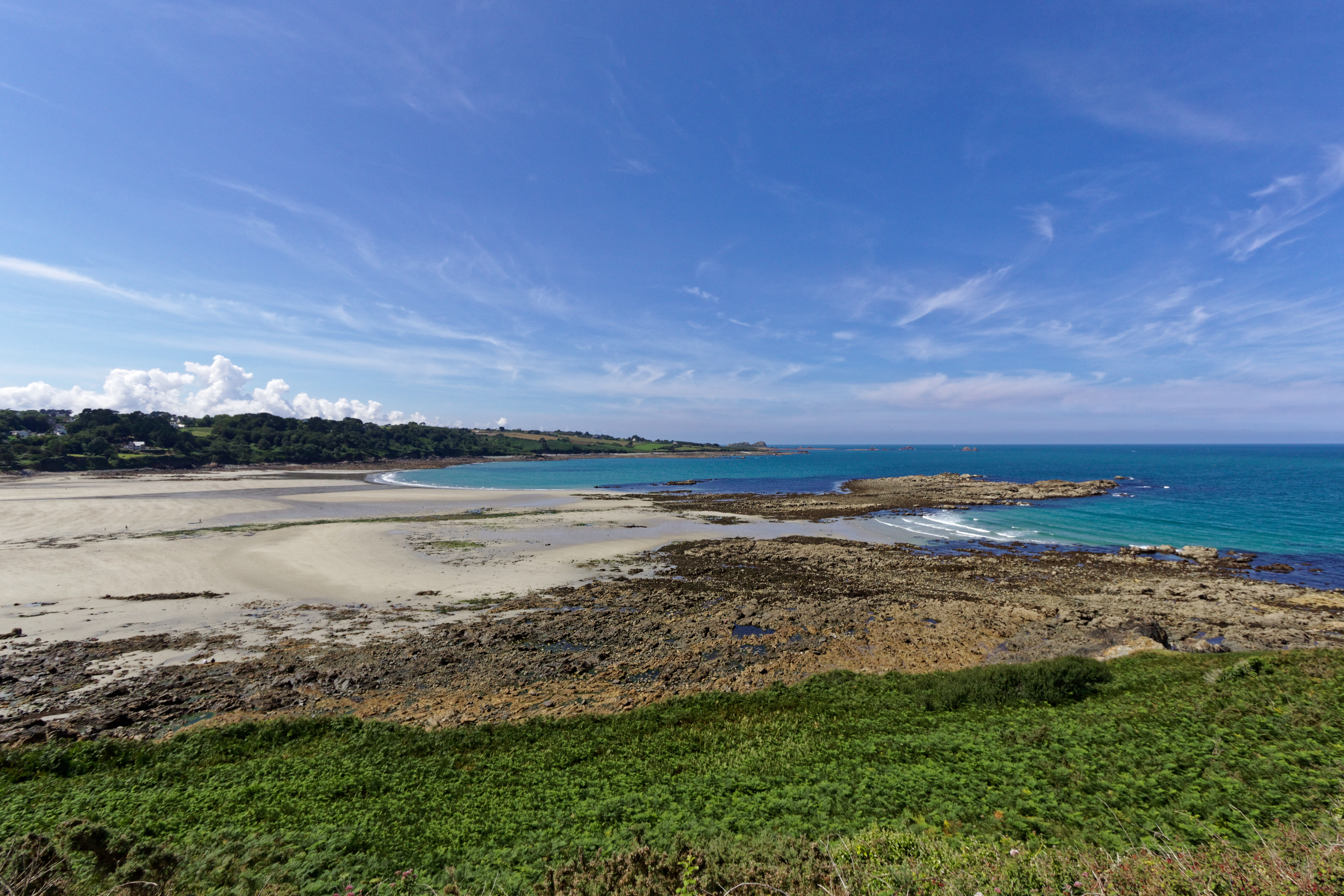
La plage de Plougasnou-Saint-Jean-du-Doigt.
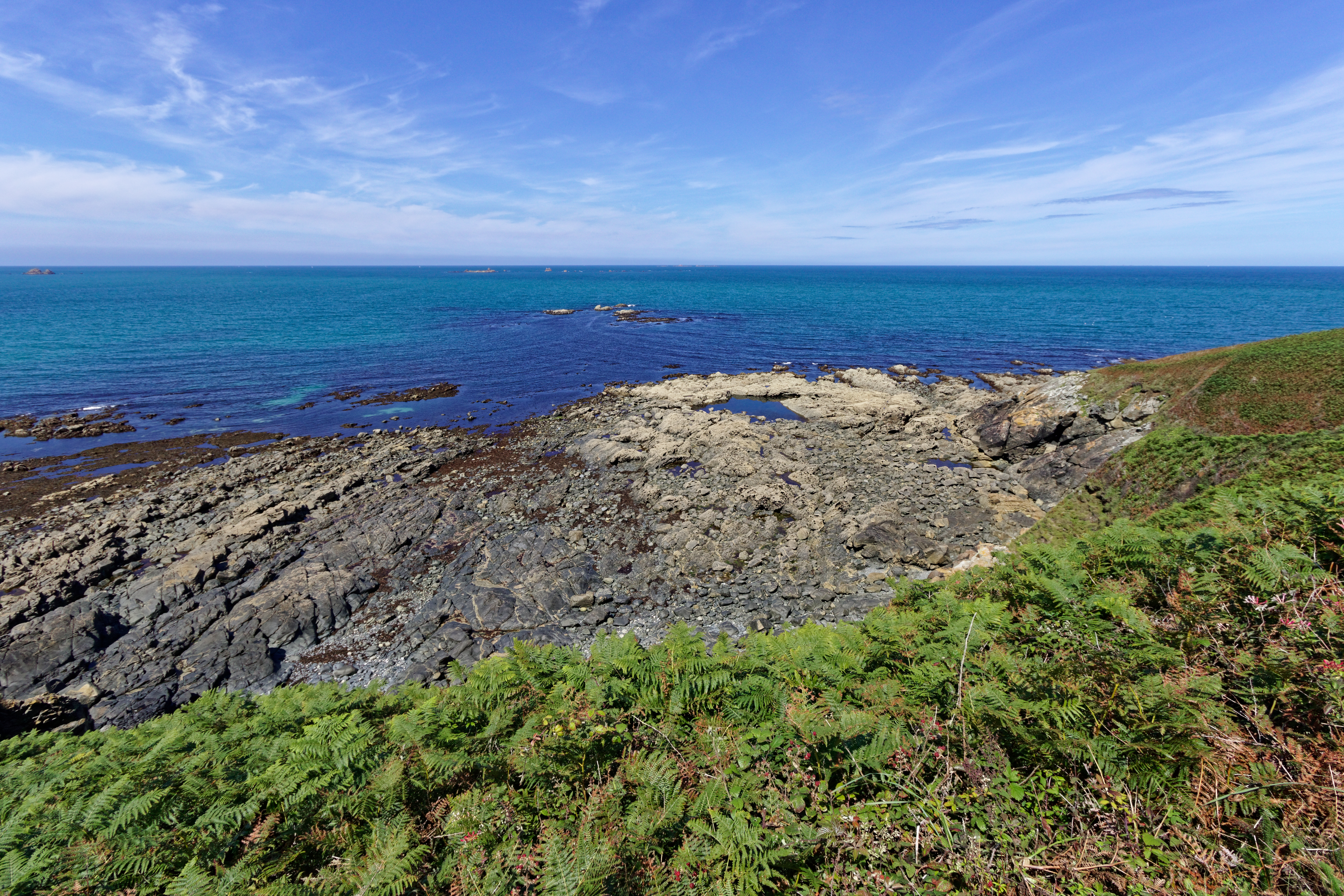
Les rochers à l'est de la plage de Plougasnou-Saint-Jean-du-Doigt.
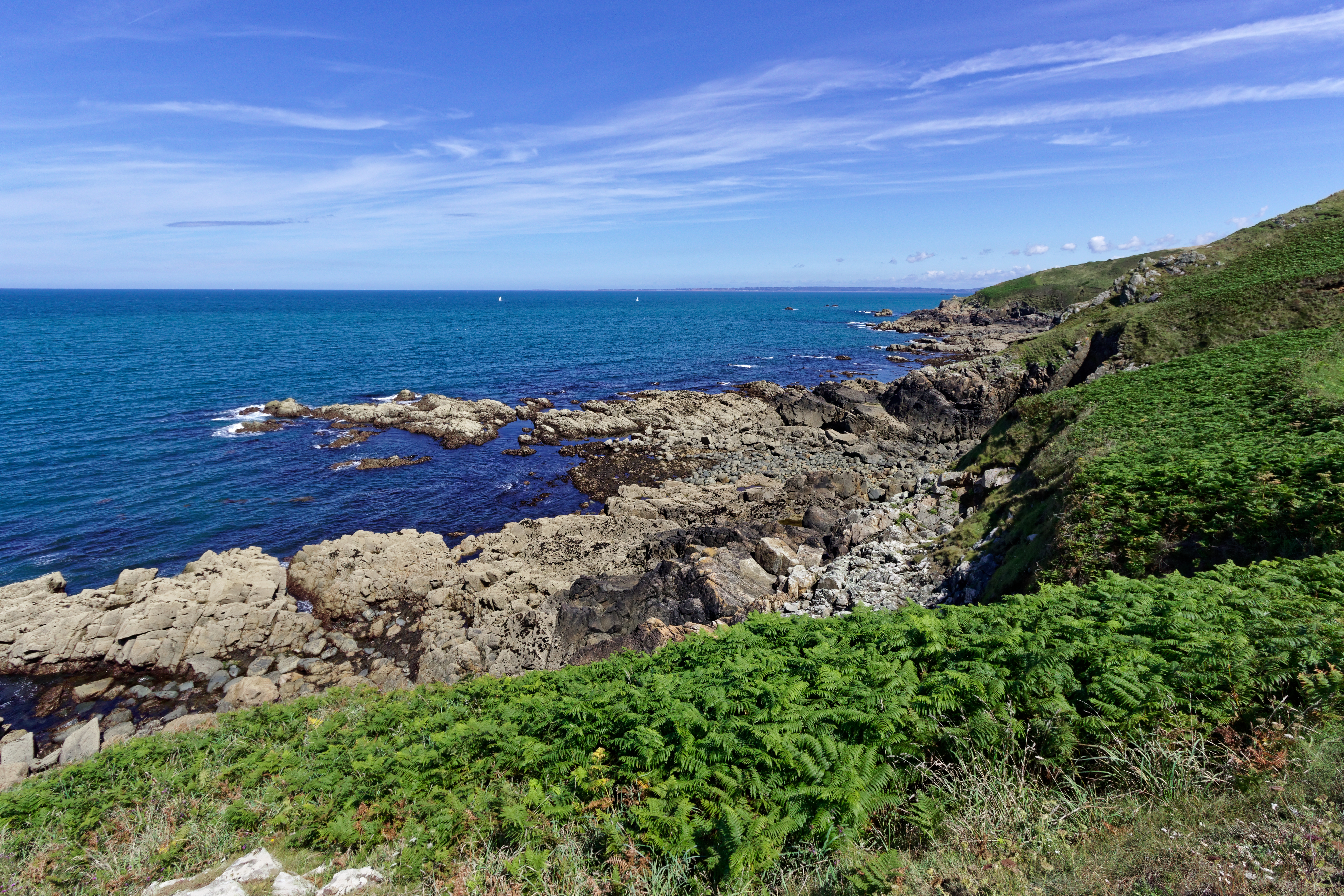
Falaises entre la plage de Saint-Jean-du-Doigt et Beg an Fri.
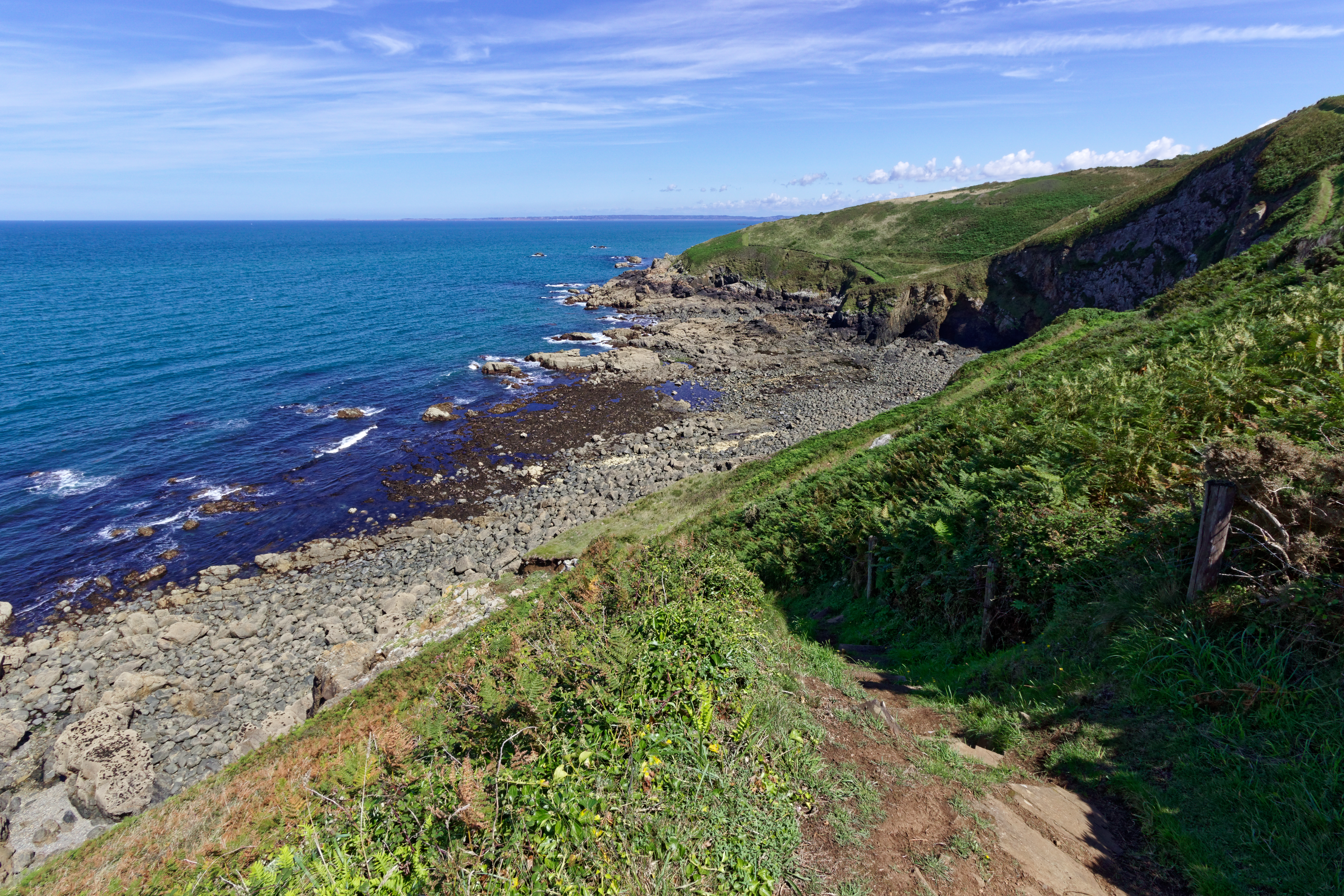
Falaises entre la plage de Saint-Jean-du-Doigt et Beg an Fri.
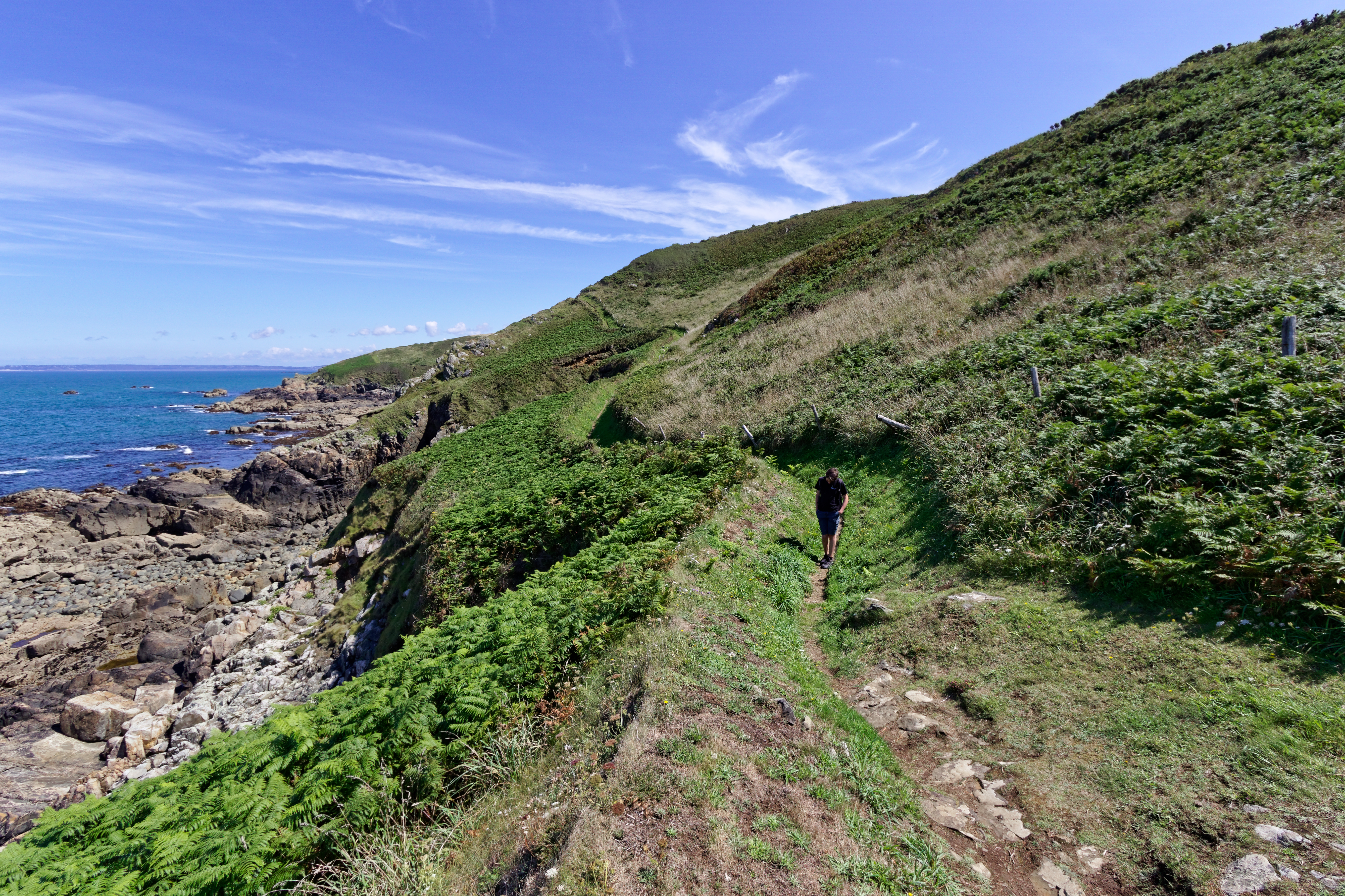
Le GR 34 entre la plage de Saint-Jean-du-Doigt et Beg an Fri.
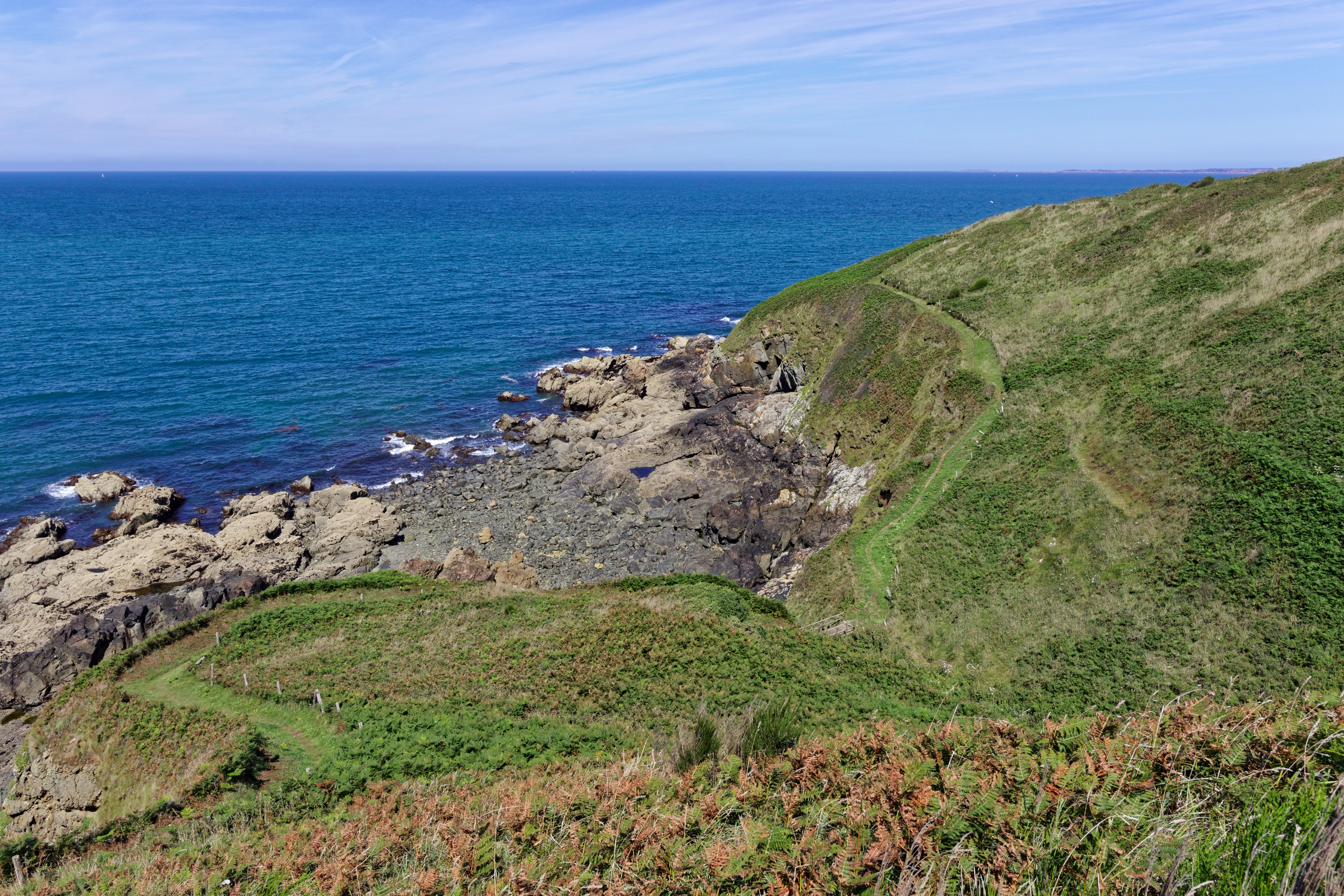
Falaises et GR 34 entre la plage de Saint-Jean-du-Doigt et Beg an Fri.

### Hydrographie
Pour un article plus général, voir Réseau hydrographique du Finistère.
La commune est située dans le bassin Loire-Bretagne. Elle est drainée par la Vallée des Moulins et divers autres petits cours d'eau,.
À l'extrême ouest, Saint-Jean-du-Doigt partage avec Plougasnou la "plage de Plougasnou-Saint-Jean-du-Doigt", le petit fleuve côtier Donan, qui se jette dans la Manche au milieu de cette plage, servant de limite communale.
De nombreux moulins étaient actionnés par le courant de ce cours d'eau.

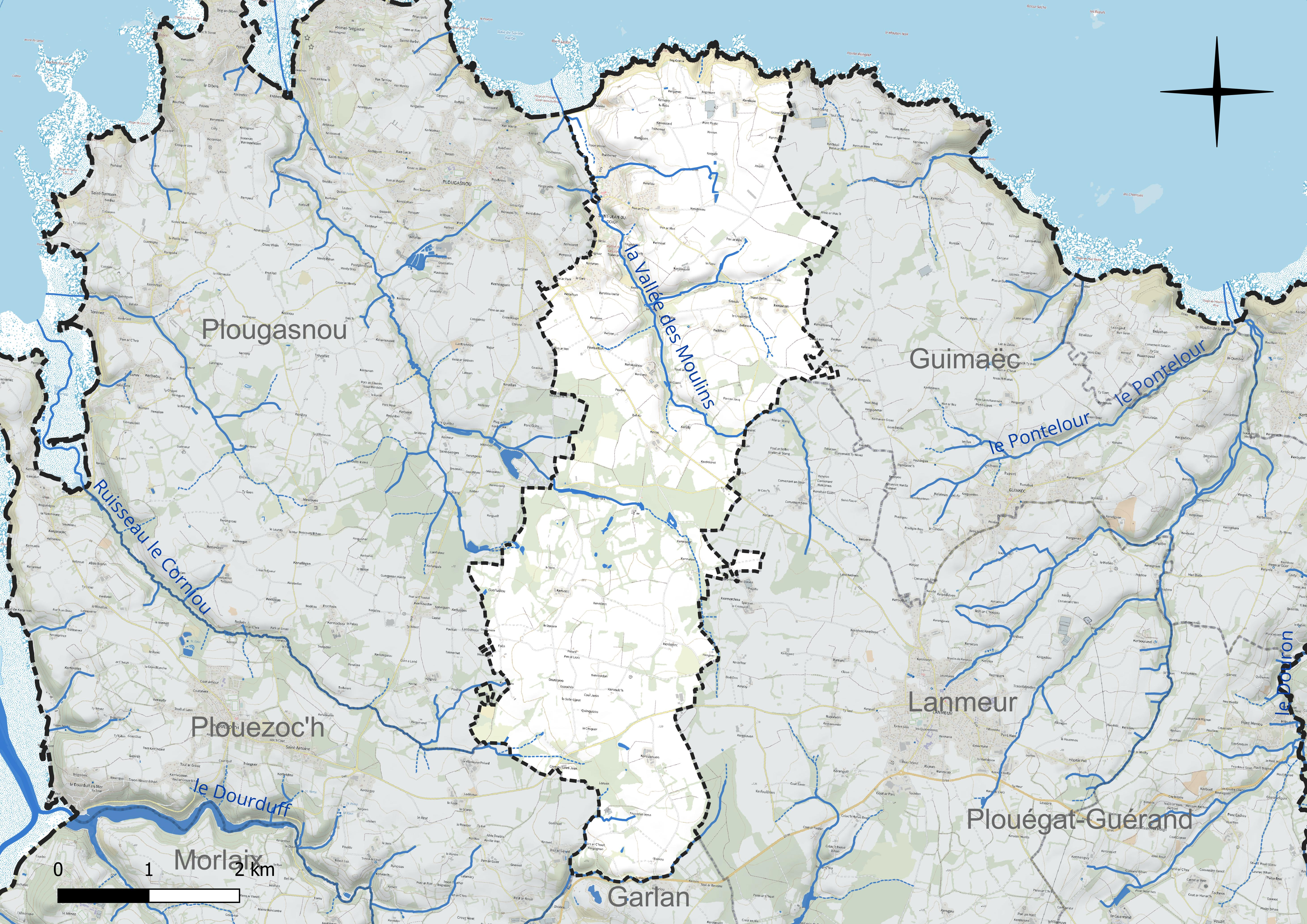
Réseau hydrographique de Saint-Jean-du-Doigt.

### Climat
Pour des articles plus généraux, voir Climat de la Bretagne et Climat du Finistère.
En 2010, le climat de la commune est de type climat océanique franc, selon une étude du CNRS s'appuyant sur une série de données couvrant la période 1971-2000. En 2020, Météo-France publie une typologie des climats de la France métropolitaine dans laquelle la commune est exposée à un climat océanique et est dans la région climatique Finistère nord, caractérisée par une pluviométrie élevée, des températures douces en hiver (6 °C), fraîches en été et des vents forts. Parallèlement l'observatoire de l'environnement en Bretagne publie en 2020 un zonage climatique de la région Bretagne, s'appuyant sur des données de Météo-France de 2009. La commune est, selon ce zonage, dans la zone « Littoral », exposée à un climat venté, avec des étés frais mais doux en hiver et des pluies moyennes.
Pour la période 1971-2000, la température annuelle moyenne est de 11,2 °C, avec  une amplitude thermique annuelle de 10 °C. Le cumul annuel moyen de précipitations est de 924 mm, avec 15,2 jours de précipitations en janvier et 7,8 jours en juillet. Pour la période 1991-2020, la température moyenne annuelle observée sur la station météorologique la plus proche, située sur la commune de Pleyber-Christ à 23 km à vol d'oiseau, est de 11,7 °C et le cumul annuel moyen de précipitations est de 1 101,6 mm,. Pour l'avenir, les paramètres climatiques de la commune estimés pour 2050 selon différents scénarios d'émission de gaz à effet de serre sont consultables sur un site dédié publié par Météo-France en novembre 2022.

## Urbanisme

### Typologie
Au 1er janvier 2024, Saint-Jean-du-Doigt est catégorisée commune rurale à habitat dispersé, selon la nouvelle grille communale de densité à 7 niveaux définie par l'Insee en 2022.
Elle appartient à l'unité urbaine de Plougasnou, une agglomération intra-départementale dont elle est une commune de la banlieue,. Par ailleurs la commune fait partie de l'aire d'attraction de Morlaix, dont elle est une commune de la couronne,. Cette aire, qui regroupe 24 communes, est catégorisée dans les aires de 50 000 à moins de 200 000 habitants,.
La commune, bordée par la Manche, est également une commune littorale au sens de la loi du 3 janvier 1986, dite loi littoral. Des dispositions spécifiques d'urbanisme s'y appliquent dès lors afin de préserver les espaces naturels, les sites, les paysages et l'équilibre écologique du littoral, tel le principe d'inconstructibilité, en dehors des espaces urbanisés, sur la bande littorale des 100 mètres, ou plus si le plan local d'urbanisme le prévoit.

### Occupation des sols

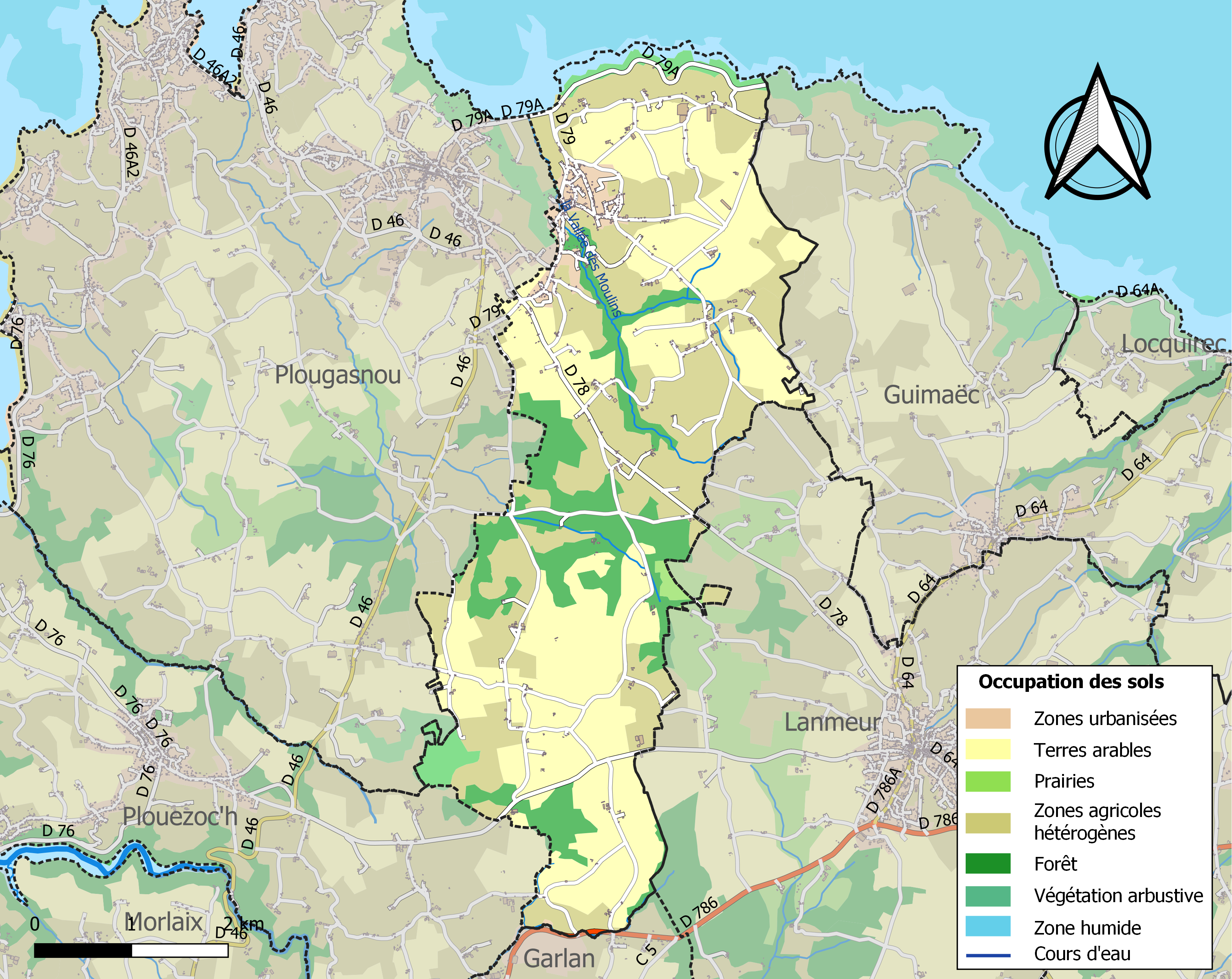
Carte des infrastructures et de l'occupation des sols de la commune en 2018 (CLC).

L'occupation des sols de la commune, telle qu'elle ressort de la base de données européenne d'occupation biophysique des sols Corine Land Cover (CLC), est marquée par l'importance des territoires agricoles (79,4 % en 2018), une proportion identique à celle de 1990 (79,4 %). La répartition détaillée en 2018 est la suivante : 
terres arables (42,8 %), zones agricoles hétérogènes (36 %), forêts (15,1 %), zones urbanisées (2,7 %), milieux à végétation arbustive et/ou herbacée (2,5 %), prairies (0,5 %), zones humides côtières (0,3 %), mines, décharges et chantiers (0,1 %). L'évolution de l'occupation des sols de la commune et de ses infrastructures peut être observée sur les différentes représentations cartographiques du territoire : la carte de Cassini (XVIIIe siècle), la carte d'état-major (1820-1866) et les cartes ou photos aériennes de l'IGN pour la période actuelle (1950 à aujourd'hui).

### Habitat et logement
En 2021, le nombre total de logements dans la commune était de 499, alors qu'il était de 476 en 2016 et de 456 en 2011.
Parmi ces logements, 65,3 % étaient des résidences principales, 31,2 % des résidences secondaires et 3,4 % des logements vacants. Ces logements étaient pour 96,9 % d'entre eux des maisons individuelles et pour 3,1 % des appartements.
Le tableau ci-dessous présente la typologie des logements à Saint-Jean-du-Doigt en 2021 en comparaison avec celle du Finistère et de la France entière. Une caractéristique marquante du parc de logements est ainsi une proportion de résidences secondaires et logements occasionnels (31,2 %) supérieure à celle du département (13,6 %) et à celle de la France entière (9,7 %).
| Typologie                                               | Saint-Jean-du-Doigt | Finistère | France entière |
| ------------------------------------------------------- | ------------------- | --------- | -------------- |
| Résidences principales (en %)                           | 65,3                | 79,3      | 82,2           |
| Résidences secondaires et logements occasionnels (en %) | 31,2                | 13,6      | 9,7            |
| Logements vacants (en %)                                | 3,4                 | 7,1       | 8,1            |

### Risques naturels et technologiques
Des catastrophes naturelles surviennent parfois à Saint-Jean-du-Doigt : des inondations et coulées de boue, le 27 mai 1992, le 9 août 1994, entre le 17 et le 31 janvier 1995 et entre le 25 et le 29 décembre 1999 ; le littoral a subi l'action de fortes tempêtes, en particulier dans la nuit du 15 au 16 octobre 1987 et le 10 mars 2008 qui ont provoqué des arrêtés de reconnaissance « catastrophe naturelle ».

## Toponymie

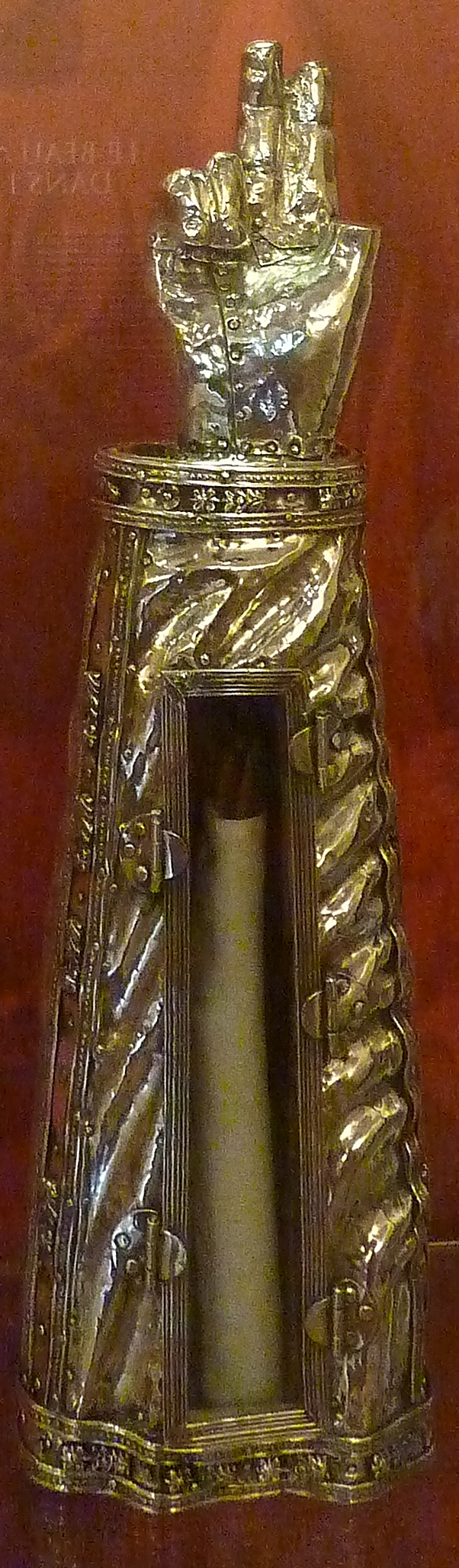
Saint-Jean-du-Doigt : Bras reliquaire contenant une relique de saint Maudez (vers 1500, argent et dorure, musée départemental breton)

La localité s'est appelée successivement « Sainct Jehan de Tnoumeryadec » (en 1533), « Saint Jean Traoun-Meriadec » (en 1636), « Saint Jean du Traon » (en 1639), « Sainct Jan du Doigt » (en 1656).
Tirant son nom de la relique supposée de la phalange antérieure de l'index de la main droite de saint Jean-Baptiste.
Le nom breton est Sant-Yann-ar-Biz.

## Histoire

### Origines

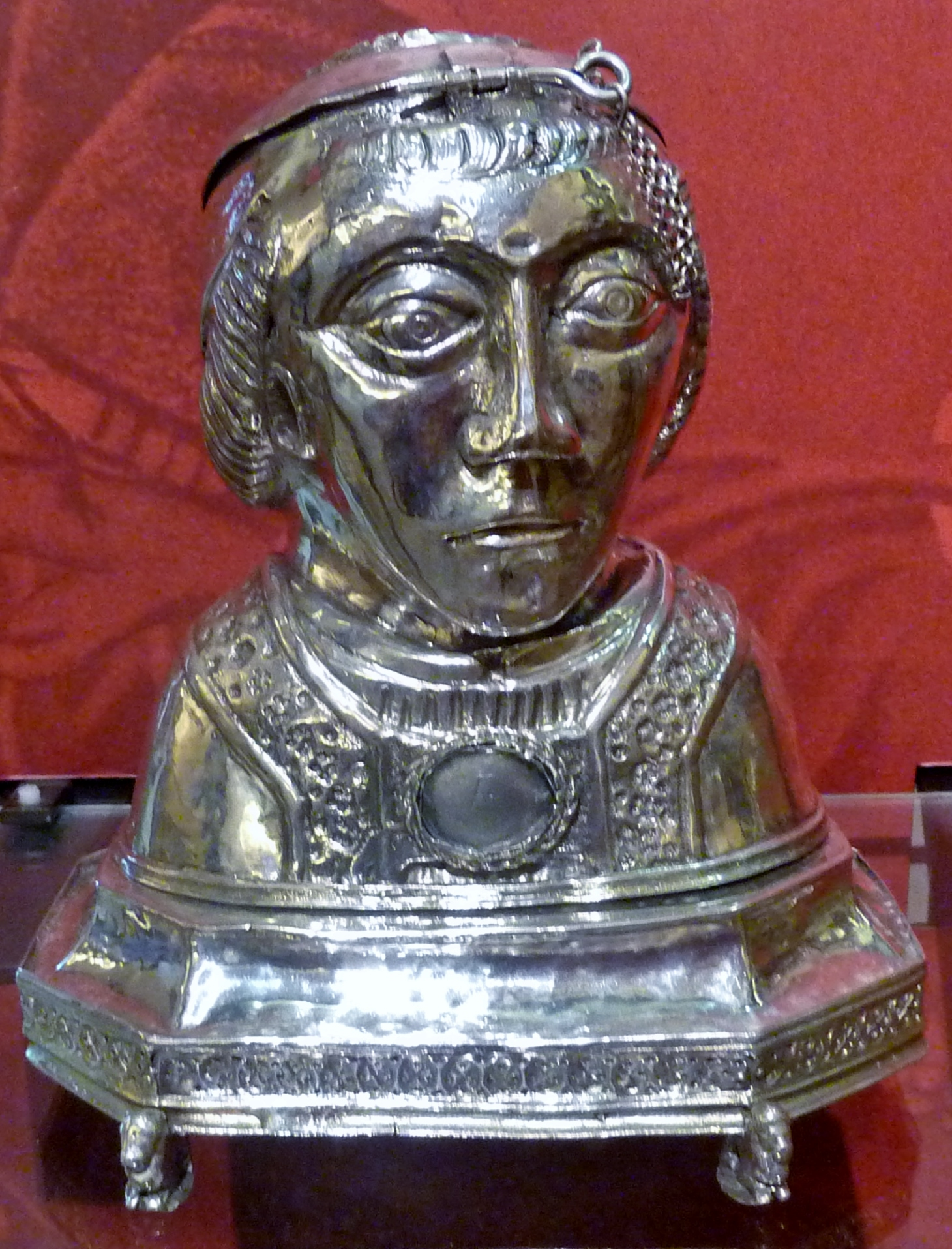
Saint-Jean-du-Doigt : buste reliquaire de saint Mériadec (fin XVe siècle-début XVIe siècle, en argent, musée départemental breton).

La paroisse, appelée autrefois Traon-Meriadec (ou Meriadek), en l'honneur de saint Mériadec, supposé être un descendant du roi légendaire Conan Meriadec ; la chapelle dédiée à saint Mériadec se trouvait dans un vallon situé à l'est de l'église de Plougasnou. Ce fut d'abord une simple succursale, même pas une trève, quoiqu'elle possédât dès le XVIe siècle des fonts baptismaux et un vicaire qui y exerçait les fonctions curiales, dépendant initialement de la paroisse de Plougasnou, paroisse primitive formée à l'époque de la christianisation de l'Armorique, avant d'être une paroisse dépendant de l'évêché de Tréguier.

### Moyen Âge

#### L'arrivée légendaire du doigt desaint Jean-Baptiste
Selon la légende racontée par Albert Le Grand dans la Vie des Saints de la Bretagne Armorique, c'est un jeune homme de Plougasnou qui en 1437 aurait ramené de Normandie, de la région de Saint-Lô où elle serait parvenue à l'époque des Croisades, cette phalange qui fut par la suite « authentifiée » par le duc de Bretagne lui-même et plusieurs évêques.

« Albert Le Grand a composé son « Histoire de la translation miraculeuse du doigt de saint Jean-Baptiste de Normandie en Bretagne » comme tous ses autres récits : les données fournies par les documents ou les textes anciens ont été copieusement augmentées à l'aide de prétendues traditions locales, et comme ces traditions étaient bien singulières et difficilement acceptables, l'auteur a voulu donner à toute son histoire une apparence de vérité en semant au milieu de son récit quelques dates et quelques noms de personnages historiques. »

La tradition rapporte que les Anglais, envoyés par Henri VII d'Angleterre au secours de la duchesse Anne, ayant pillé le bourg, en 1489, et enlevé le doigt du saint, pour le transporter dans leur île, ce doigt revint miraculeusement dans l'endroit où il avait été primitivement déposé[réf. nécessaire].
Le duc de Bretagne Jean V aurait fait déposer la relique dans un étui d'or et, la petite chapelle de Traon-Meriadec étant devenue trop petite pour recevoir tous les fidèles attirés par les miracles attribués à la relique qui y venaient en pèlerinage, il fit construire celle que l'on voit aujourd'hui dont la première pierre fut posée le 1er août 1440, mais qui ne fut achevée qu'en 1513, sa construction ayant été interrompue à plusieurs reprises (elle est dédiée à saint Jean-Baptiste par Antoine du Grignaux, évêque de Tréguier, le 18 novembre 1513). L'église possédait alors un riche mobilier (12 autels construits en haut de l'église sans compter ceux dédiés à saint Divy et saint Fiacre en bas de la nef, des retables, des croix et de nombreux chandeliers de cuivre, des fonts baptismaux surmontés d'un dôme de menuiserie, des orgues (remplacées en 1585, puis en 1652, dues à Robert Dallam, et maintes fois restaurées par la suite), etc.

#### Les seigneuries
La famille de Trogoff habitait le manoir de Kerprigent, pillé par le brigand Guy Éder de La Fontenelle en 1595.

### Époque moderne

#### Visite d'Anne de Bretagne
Le pèlerinage devint rapidement si célèbre qu'en 1505 la duchesse Anne de Bretagne, alors épouse du roi de France Louis XII, et qui avait les yeux malades, vint de Morlaix implorer la relique, faisant à pied les 5 ou 6 derniers kilomètres. Elle assista aux vêpres, puis le lendemain matin aux mâtines, puis à la messe, en l'église de Saint-Jean-du-Doigt. L'évêque de Nantes lui appliqua la relique sur les yeux et elle fut guérie ; en reconnaissance de ce miracle, Anne de Bretagne fit don à l'église de plusieurs pièces d'orfèvrerie dont un calice et une croix processionnelle en vermeil, et donna aussi de l'argent pour achever la construction de l'église paroissiale.
En fait la visite d'Anne de Bretagne à Saint-Jean-du-Doigt n'est pas prouvée historiquement : le chroniqueur Alain Bouchart, qui raconte dans son livre Grandes Chroniques de Bretaigne la seule visite faite par la reine Anne en Basse-Bretagne, ne mentionne pas la visite à Saint-Jean-du-Doigt. Il est toutefois prouvé qu'elle vint au Folgoët et séjourna à Morlaix qui ne sont pas très distants. Mais le récit fait par Albert le Grand 130 ans plus tard reste toutefois incertain compte tenu du manque de fiabilité de son récit évoqué précédemment.
Vers 1543, la paroisse de Plougasnou compte 16 frairies dont Mériadec, Kervron, Donnant, Quenquizou, Tréhenvel.

#### Comptes de la chapellenie de Saint-Jean et le pèlerinage

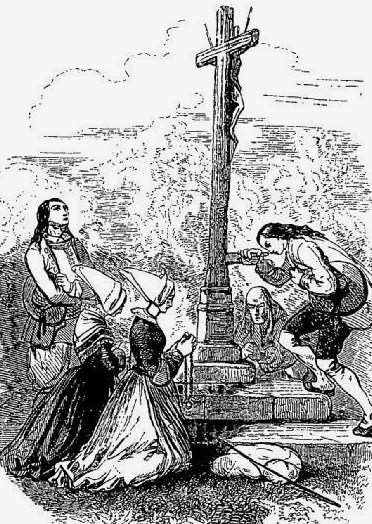
Le calvaire de Saint-Jean-du-Doigt (dessin de 1844).

D'après un arrêt du Parlement de Bretagne du 25 août 1560, le tiers des offrandes de la chapellenie de Saint-Jean était, suivant l'usage, perçu par le recteur de Plougasnou (dont la cure était pour cette raison l'une des plus lucratives de Bretagne et était très convoitée), les recettes provenant de l'opulente chapelle profitant donc à la paroisse de Plougasnou ; les deux autres tiers étaient consacrés à l'entretien de l'église sous la direction d'un prêtre et d'un gentilhomme élus par les habitants. Les revenus liés au pèlerinage étaient tels que les deux voies menant à la chapelle provenant de Morlaix et de Lameur étaient pavées « aux frais de la fabrique de Saint-Jean pour l'utilité des paroissiens et commodité des pèlerins » dit l'ancien chartrier de Saint-Jean pour l'année 1573, ce qui était très rare en Basse-Bretagne à l'époque.
Vers le milieu du XVIe siècle, Saint-Jean-du-Doigt était l'un des sanctuaires les plus visités de Bretagne : la relique du doigt de Saint-Jean-Baptiste « attirait au grand pardon de juin des multitudes de fidèles animés d'une ardente dévotion (...). Aussi les offrandes (...) pleuvaient-elles dans les troncs bardés de fer placés aux deux bouts des balustres du maître-autel. (...) Une fois le tiers du recteur perçu, il restait encore, à la disposition de la fabrique, une somme rondelette dont elle usait judicieusement pour (...) le plus grand bien de la paroisse. On ne marchandait au Précurseur ni merveilles d'orfèvreries, ni retables sculptés, ni orgues, ni vitraux peints, ni oratoire, ni fontaine ; on faisait de son église la plus belle "maison de prière" qui fût à vingt lieues à la ronde. (...) Mais les gens ne croyaient pas mal agir en puisant dans les coffres pour bâtir le clocher de la paroisse, entretenir les grands chemins, payer les maîtres d'écoles, soulager les pauvres, aider au budget des autres chapelles (...) Il était inévitable qu'un sanctuaire auquel la faveur populaire assurait d'aussi beaux revenus éveillât d'âpres convoitises ». Deux personnes, Jean Eudes, abbé commendataire de Saint-Maurice de Carnoët et doyen du Folgoët, et Pierre Chouart, chanoine de Tréguier, prétendirent chacune entre 1552 et 1555 obtenir l'érection d'une chapellenie en leur faveur, ce qui irrita fort les paroissiens de Saint-Jean-du-Doigt. Le sénéchal de Carhaix, Regnault de Botloy, se déplaça en personne, montant une véritable expédition guerrière, pour s'emparer du contenu des coffres, ce qui provoqua des troubles le jour du pardon de 1555 entraînant la mort de l'un des serviteurs du sénéchal et l'arrestation de « plusieurs mariniers et aultres ». Les paroissiens parvinrent à mettre fin aux prétentions des personnages précités grâce à l'intervention en leur faveur de Charles de Bourbon, prince de La Roche-sur-Yon, dont la femme, Philipette de Montespédon, possédait de nombreux fiefs à Guizcasnou [Plougasnou] et à Bodister.
Aux XVIIe siècle et XVIIIe siècle, les paroissiens élisaient deux marguilliers et ceux-ci, au bout d'un an, à l'époque de Pâques, présentaient leurs comptes à deux prêtres, deux gentilshommes et deux roturiers, désignés au prône de la messe paroissiale. Les comptes étaient ensuite soumis, suivant la règle ordinaire, au général de la paroisse, puis à l'évêque.

#### Conséquences des guerres de Religion
Les guerres de Religion provoquèrent un déclin temporaire du pèlerinage : les recettes annuelles perçues par la fabrique, qui étaient de 1 016 livres en 1585, tombèrent à 585 livres en 1592 et à 206 livres en 1595 et même à 196 livres en 1598 ; il fallut mettre en sûreté les reliques et les vases sacrés, une partie étant expédiée au château du Taureau et une autre partie cachée en divers endroits. Cette précaution ne fut pas inutile car Saint-Jean-du-Doigt fut visité par des gens de guerre, en particulier par les soudards du royaliste Goesbriand en 1591, puis par le capitaine-ligueur Anne de Sanzay de la Magnane, probablement en 1594. À partir de 1599, grâce au retour de la paix, le duc de Mercœur, chef des Ligueurs en Bretagne ayant conclu la paix avec Henri IV, les recettes remontent (741 livres en 1600) et dépassent presque chaque année les 1 000 livres aux XVIIe siècle et XVIIIe siècle, par exemple 1 119 livres pour le dernier exercice se terminant au printemps 1792 avant la tourmente révolutionnaire.

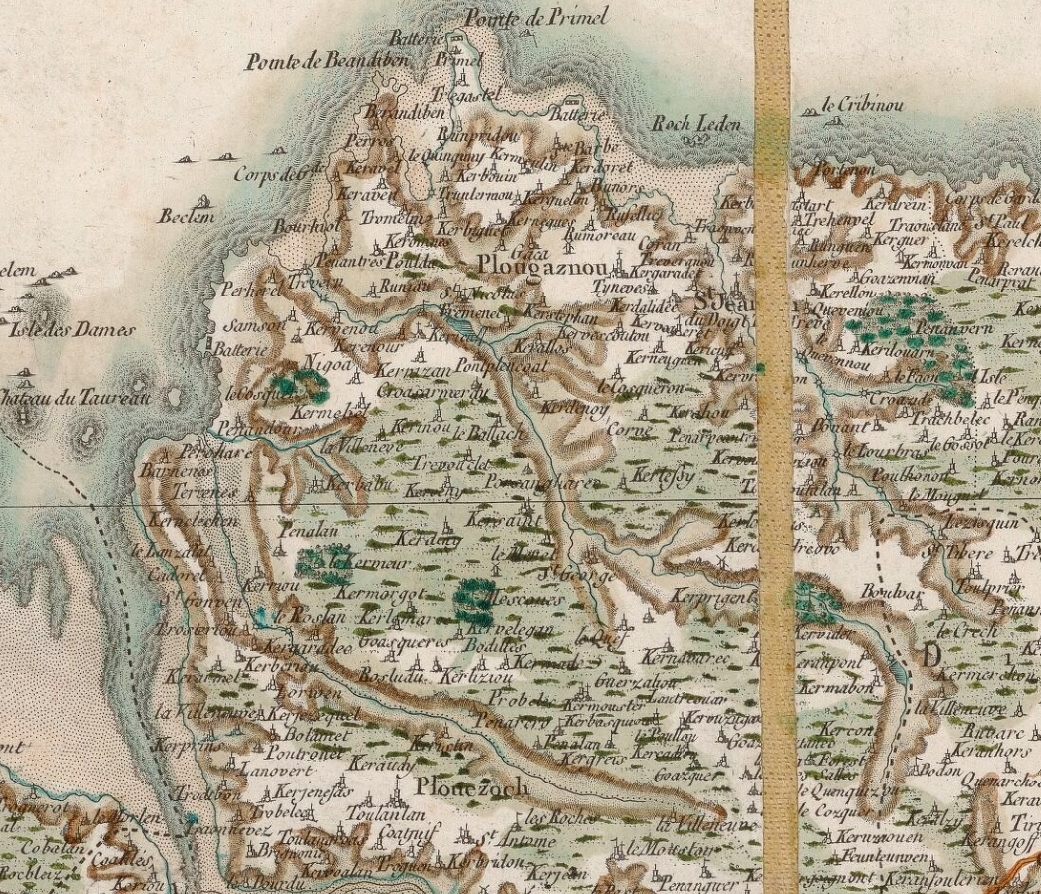
Carte de Cassini de la paroisse de Plougasnou, y compris sa trève de Saint-Jean-du-Doigt (1783).

Parmi les autres faits notables survenus à l'époque et évoqués dans les comptes de la chapellenie de Saint-Jean, la création en 1586 ou 1587 de deux foires et un marché à Saint-Jean ; des épidémies de peste sont évoquées en 1567 et 1599 ; l'insécurité liée aux actes de piraterie des Barbaresques  commis même aux abords de la Bretagne explique des aumônes faites en 1567 pour le rachat d'un jeune homme et en 1587 à quatre femmes de la paroisse « pour les aider à payer la rançon et rachat de leurs maris estant pris et détenus en captivité par les Turcs infidèles ». En 1599 et les années suivantes, des taxes de 20 sols par loup abattu sont payées au veneur du seigneur de Coetnisan, ce qui illustre la prolifération des loups à la suite des guerres de religion dans la région.
On trouve trace aussi dans les comptes de la chapellenie de Saint-Jean des frais de « nourriture » des enfants trouvés : des enfants étaient en effet souvent abandonnés à Saint-Jean par leurs mères, non pas que la moralité fut plus relâchée qu'ailleurs, mais parce que les mères abandonnant leur enfant préféraient le faire dans une paroisse non dénuée de ressources.

### Révolution française et Empire
Ce n'est qu'à partir de 1780 que des velléités séparatistes se font jour, mais la paroisse ne devint indépendante de Plougasnou que lors de la création des communes en 1793, se dénommant d'abord "Saint-Jean" avant de prendre en 1801 la dénomination de "Saint-Jean-du-Doigt".
Pendant la Révolution française, les richesses architecturales et le trésor (caché par les marguilliers) de Saint-Jean-du-Doigt furent épargnés par les destructions, seuls les écussons du marquis de Locmaria et de l'évêque de Tréguier Antoine du Grignaux furent martelés, l'église ne subissant par ailleurs aucun dommage.
Jacques Cambry décrit ainsi Saint-Jean-du-Doigt à la fin du XVIIIe siècle : « On cultive dans ce petit pays beaucoup d'orge et de froment, du lin, peu de chanvre, peu d'avoines ; on y trouve quelques moutons ». Il précise aussi : « Là, 1 800 habitants vivoient à l'aide des offrandes au doigt de saint Jean ; de la dépense d'une multitude incroyable de pèlerins qui s'y rendoient de la Bretagne, de la Normandie, des provinces les plus éloignées : malgré les chemins impraticables qui l'environnent, plus de vingt mille personnes de tout âge marchoient pieds nuds dans ce pèlerinage ».

### Époque contemporaine

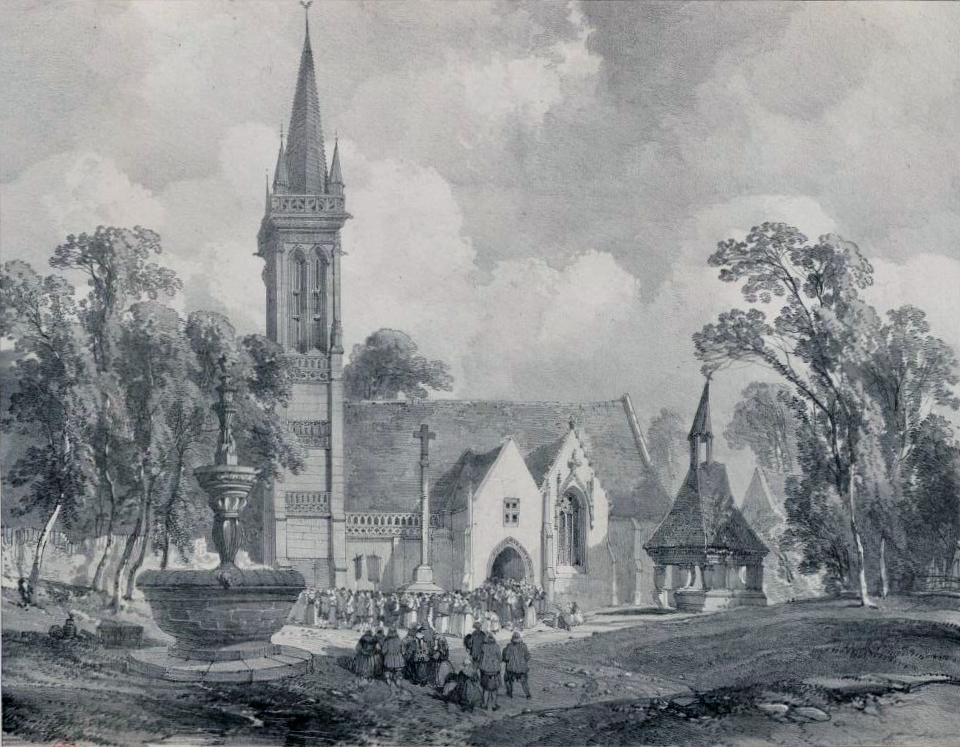
Auguste Mayer : Église et fontaine de Saint-Jean-du-Doigt (dessin publié en 1845-1846)

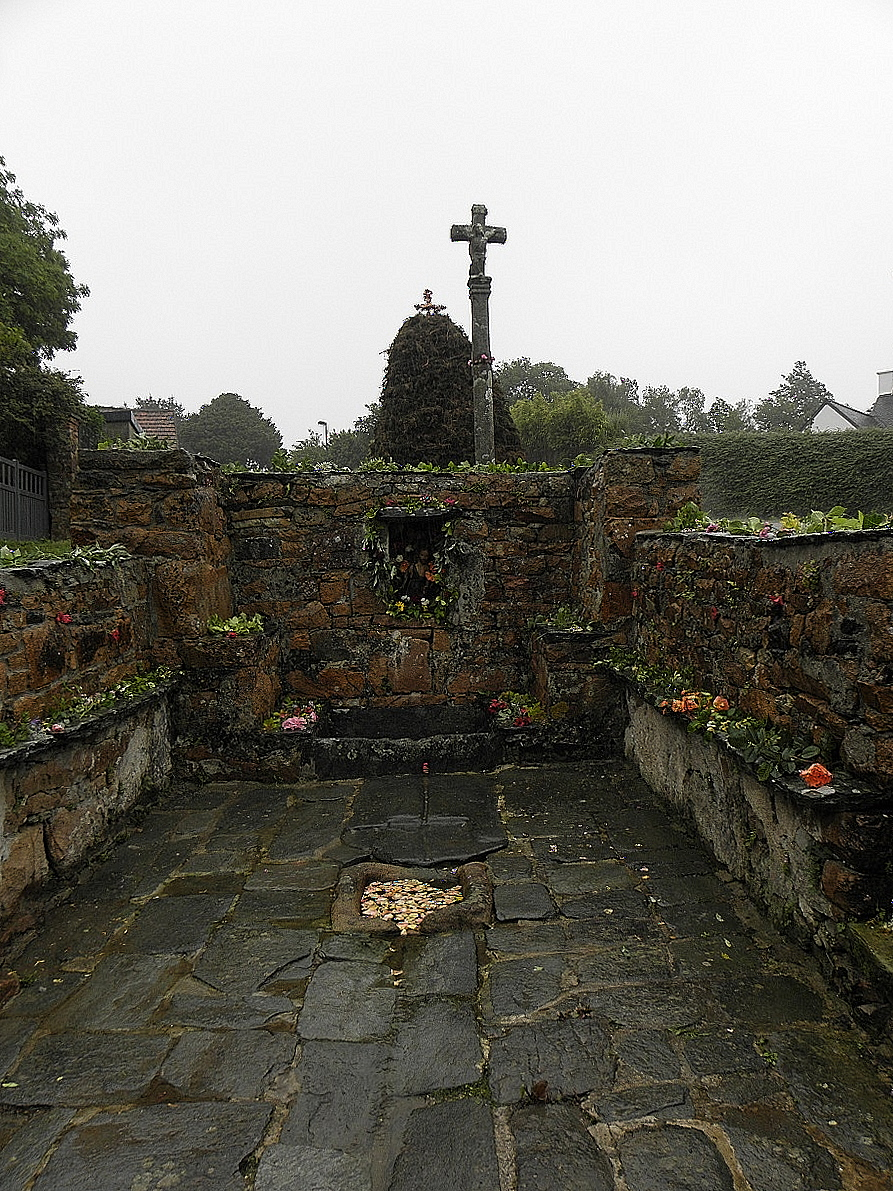
Le tantad, la fontaine et la croix de Pen ar C'hra, le jour du grand pardon de Saint-Jean-du-Doigt, le 24 juin 2012.

Le pardon de Saint-Jean-du-Doigt est resté renommé tout au long du XIXe siècle et de la première moitié du XXe siècle : « Le pardon de Saint-Jean est renommé dans toute la Basse-Bretagne. plus de dix mille pèlerins y viennent tous les ans demander à l'eau de la fontaine la guérison de leurs ophtalmies ; la cure se complète par l'application du doigt de saint Jean sur la partie malade. Toute la journée un prêtre reste à l'autel et accomplit cette fonction ». Dans la seconde moitié du XIXe siècle, le nombre des pèlerins qui y viennent chaque année est estimé à 15 000 à 20 000 personnes.
Le pardon perdure de nos jours : la population célèbre la relique du doigt lors du grand pardon de Saint-Jean-Baptiste. Le dernier dimanche de juin (par exemple le 26 juin 2011), une fois la messe terminée, la procession arborant les costumes traditionnels se rend à la fontaine du Doigt où brûle une haute pyramide de lande séchée, le tantad. Après ce feu de joie, et uniquement ce jour-là, les fidèles peuvent admirer le trésor et surtout la relique miraculeuse.

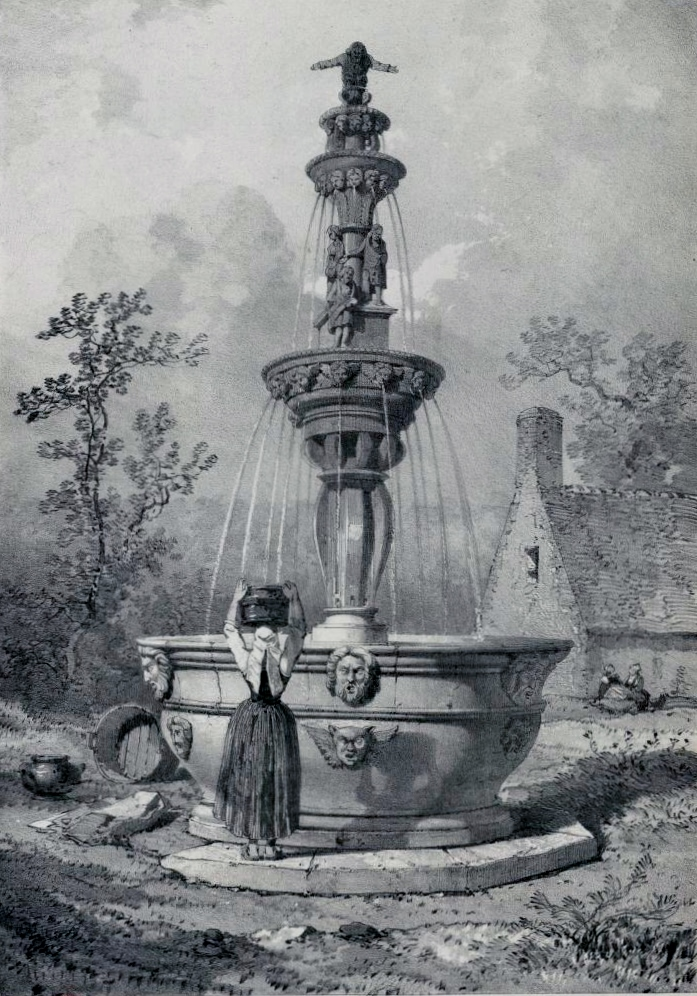
Eugène Cicéri : La fontaine de saint-Jean-du-Doigt (dessin publié en 1845-1846)
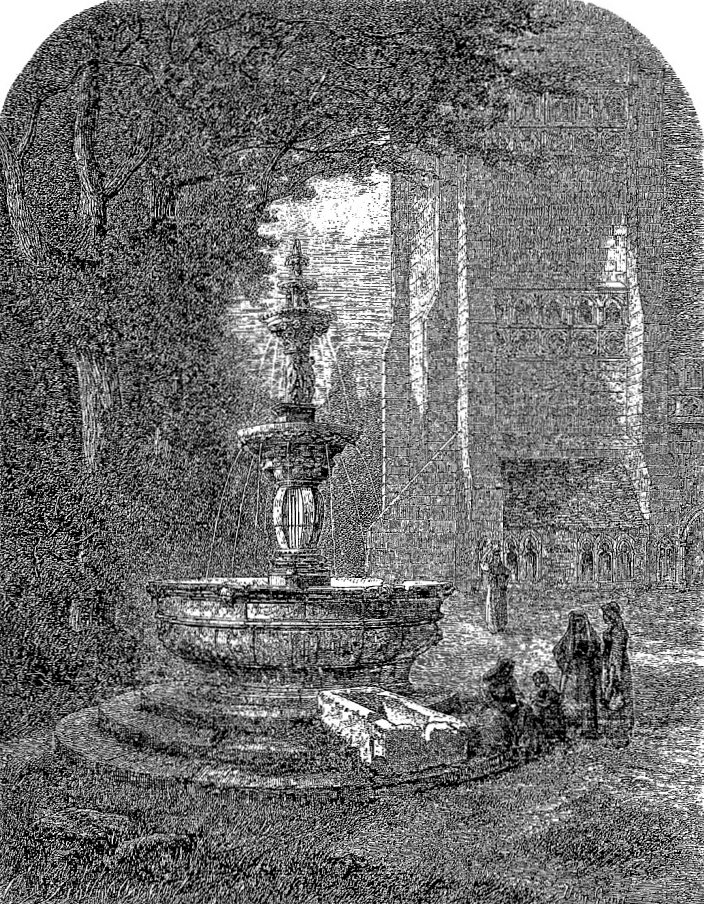
La fontaine-vasque de Saint-Jean-du-Doigt (dessin de Dominique Grenet, 1863).
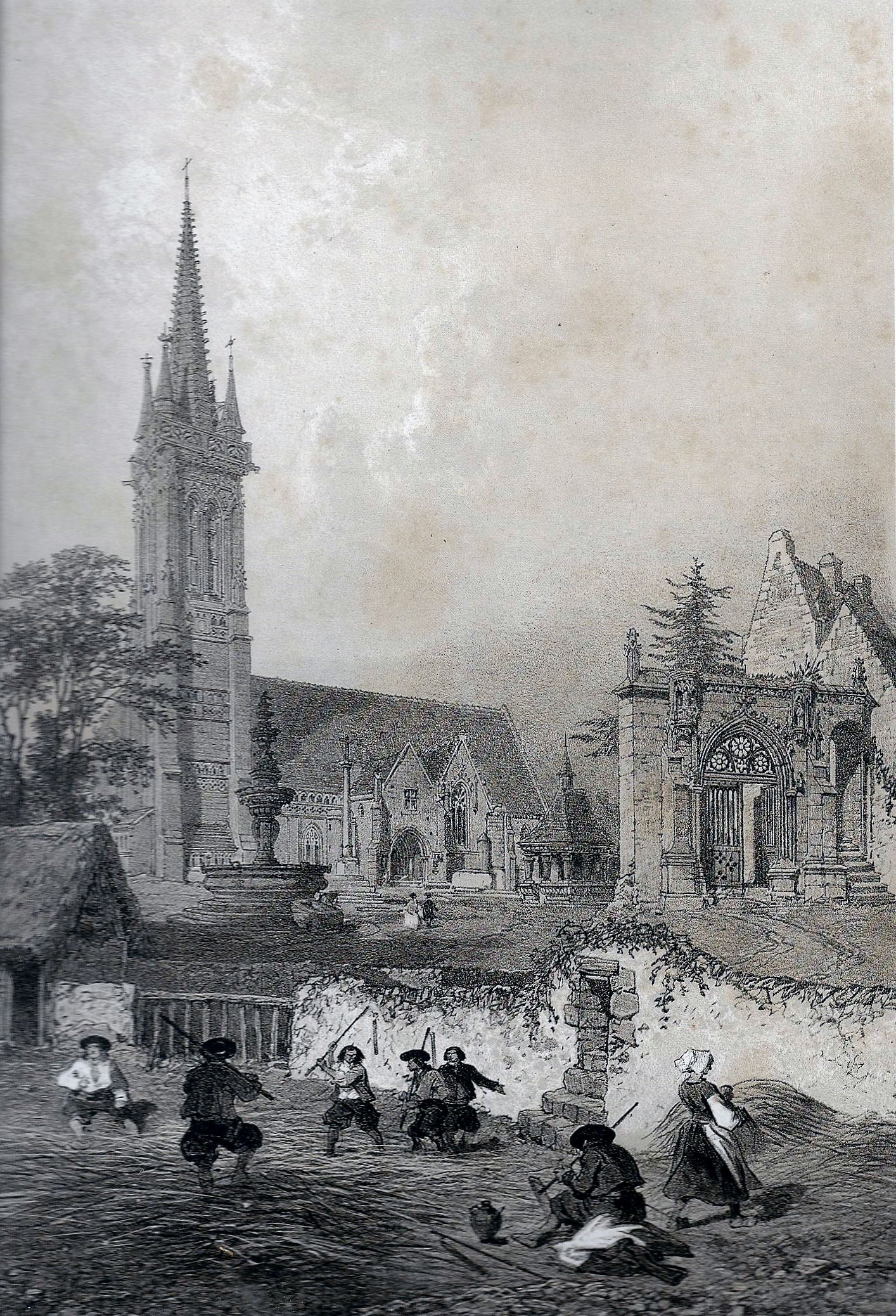
Eugène Cicéri : Église et fontaine de Saint-Jean-du-Doigt (dessin, 1867)

À Plougasnou et Saint-Jean-du-Doigt, la coupe du goémon vif [vivant] se pratiquait traditionnellement entre le 5 et le 31 mai.
En 1899, Saint-Jean-du-Doigt fait partie des dix-huit seules communes du département du Finistère à déjà posséder une société d'assurance mutuelle, forte de 63 adhérents, contre la mortalité des animaux de ferme, qui assure les chevaux et les bêtes à cornes.
Répondant en 1904 à une enquête de l'inspection académique, Sévère, instituteur à Saint-Jean-du-Doigt, écrit que « plusieurs personnes de la commune (surtout les vieillards) ne comprennent pas un mot de français ».

#### Le pardon de Saint-Jean-du-Doigt vers 1900
Louis Tiercelin décrit ainsi le pardon de Saint-Jean-du-Doigt en 1894 : 

« Je n'ai jamais vu plus beau groupe d'infirmes, réunion mirifique de loqueteux et de mendiants. Le cimetière est à eux. Ils y cherchent une bonne place et s'y installent, et nul ne les délogera de la journée. C'est une collection radieuse de guenilles et de loques, un étalage prodigieux d'écuelles, de béquilles et de bâtons. Tout cela remue et grouille et se croise et vous heurte. Place aux mendiants de Bretagne : à la fête de la Saint-Jean, ils sont chez eux, ils sont rois. »

Charles Géniaux a longuement décrit le pardon de Saint-Jean-du-Doigt dans un texte publié en 1904 accompagné de nombreuses illustrations et photographies. Il évoque les nombreux mendiants, les pèlerins, la procession montant jusqu'au feu de joie, les reliques portées par les diacres, la fête profane, l'ivresse des hommes, etc..
Gustave Geffroy évoque le pardon du 24 juin : « tous les mendiants, tous les estropiés, les manchots, les boiteux, les culs-de-jatte, les paralytiques, les aveugles, les épileptiques, les gangrenés, les tuméfiés de la Bretagne, se donnent sûrement rendez-vous ce jour-là autour de l'église de Saint-Jean. Huit jours avant, les arrivées commencent, les routes sont pleines de piétons (...) Les fidèles vont vers la fontaine aux trois bassins, y trempent leurs doigts, les aveugles mouillent leurs yeux, les lalades boivent ».

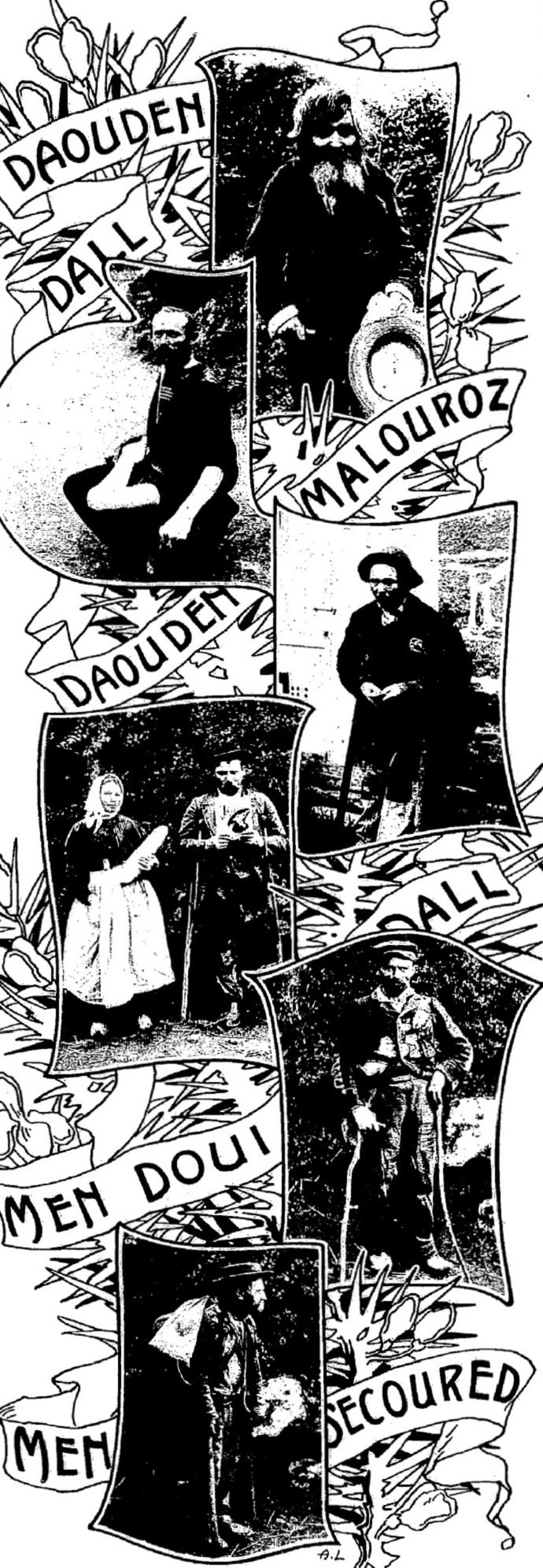
Quelques mendiants au pardon de Saint-Jean-du-Doigt vers 1904 (dessin de Charles Géniaux).
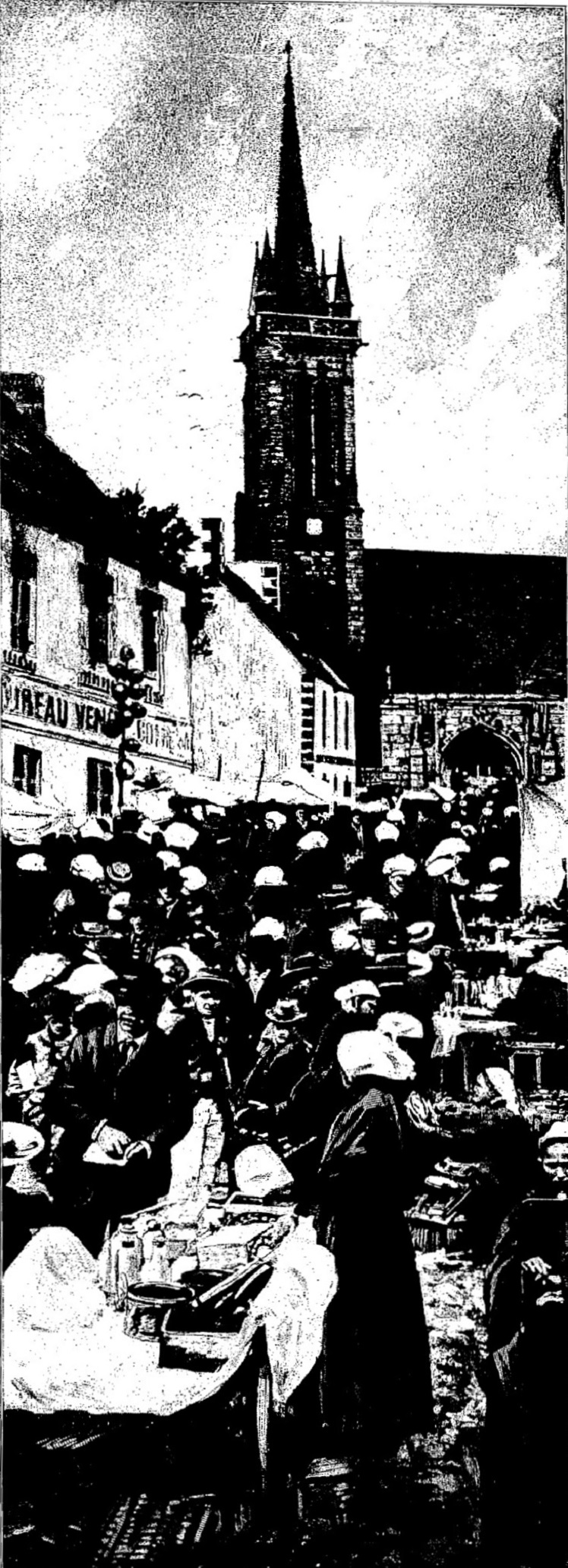
Le pardon de Saint-Jean-du-Doigt vers 1904 : la fête profane (dessin de Charles Géniaux).
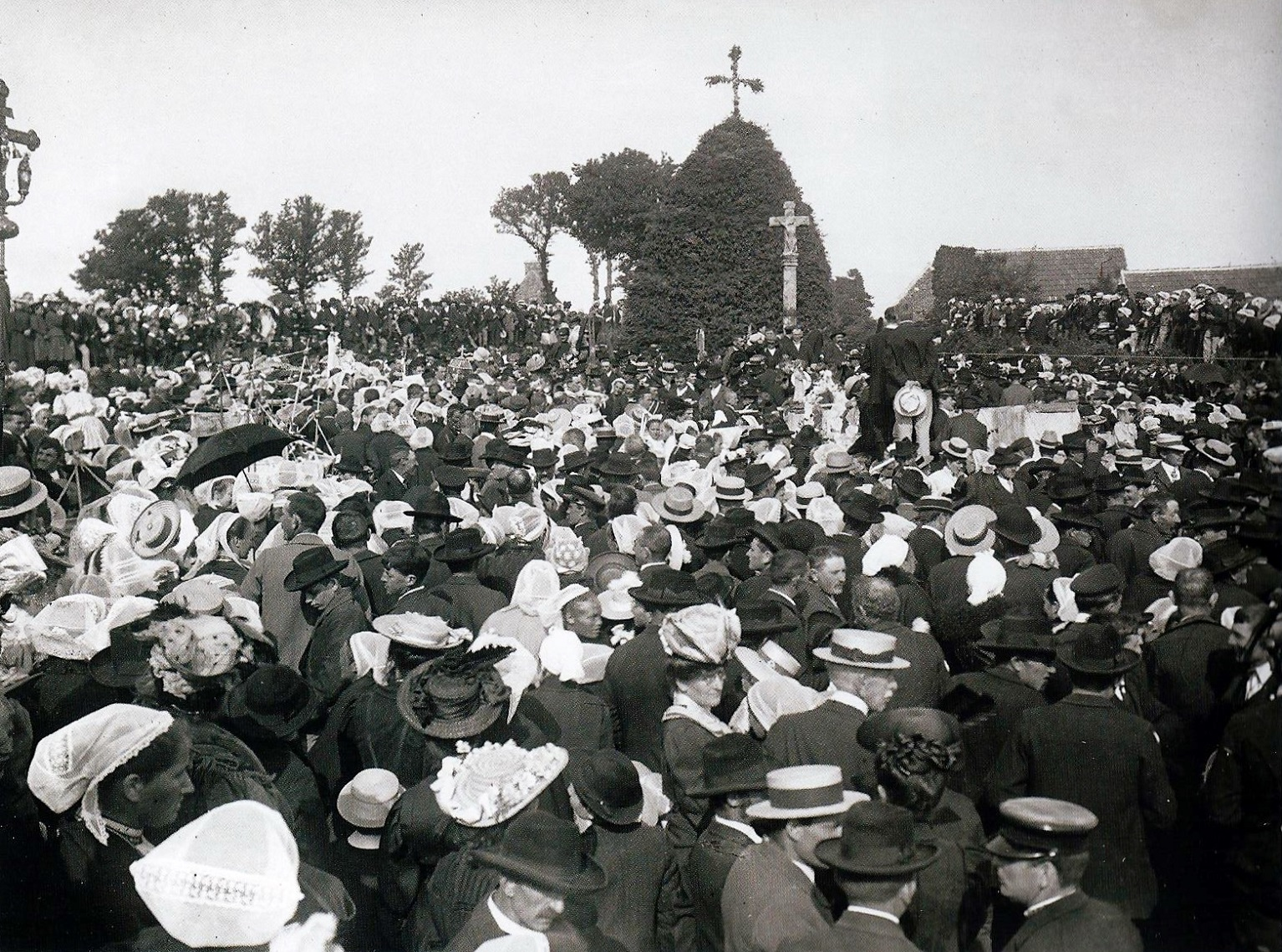
Le pardon de Saint-Jean-du-Doigt en 1907 (photographie Georges de Kerever, musée d'art et d'histoire de Saint-Brieuc).
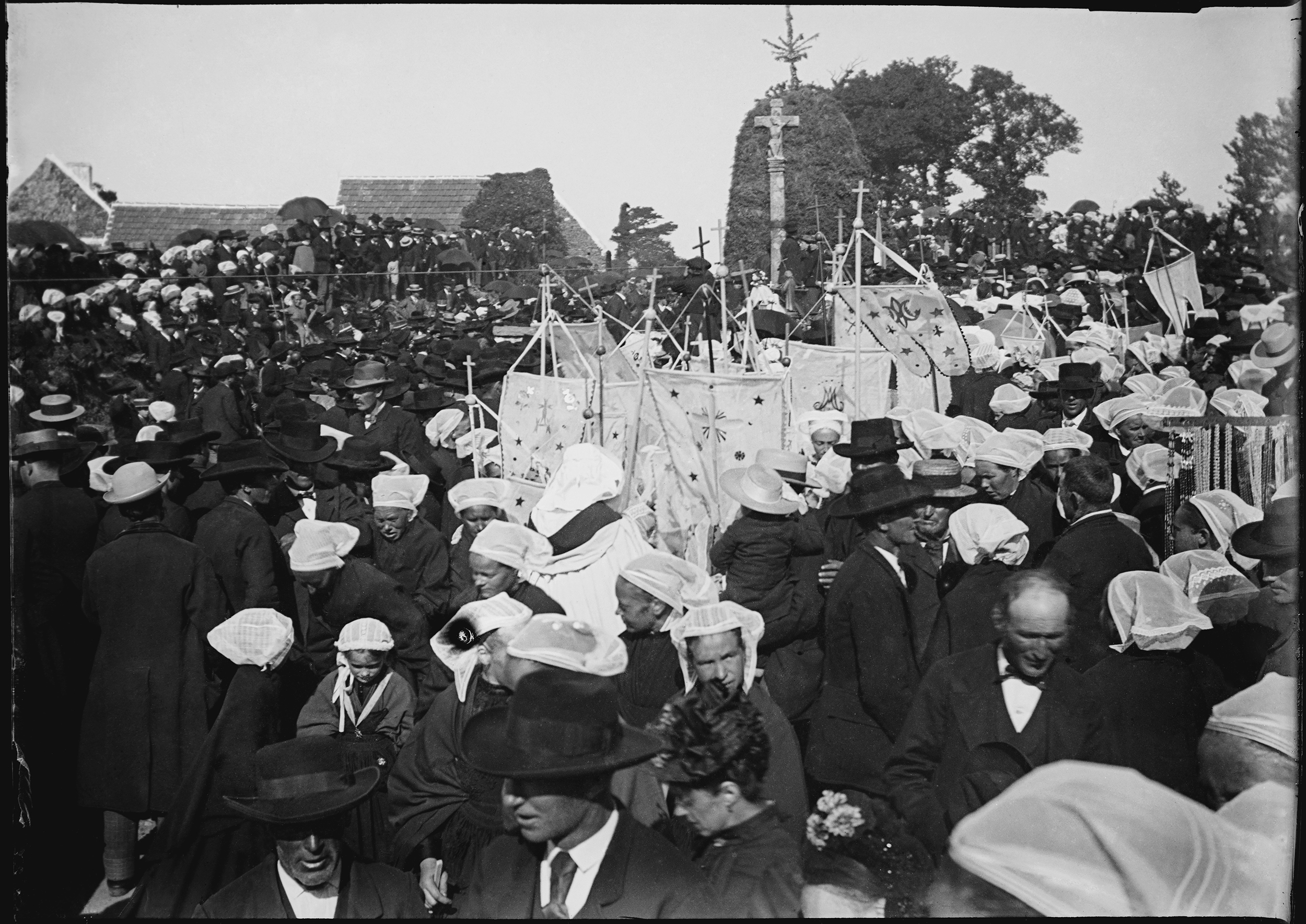
Pardon de Saint-Jean-du-Doigt entre 1902 et 1905. Négatif sur verre par Charles Géniaux
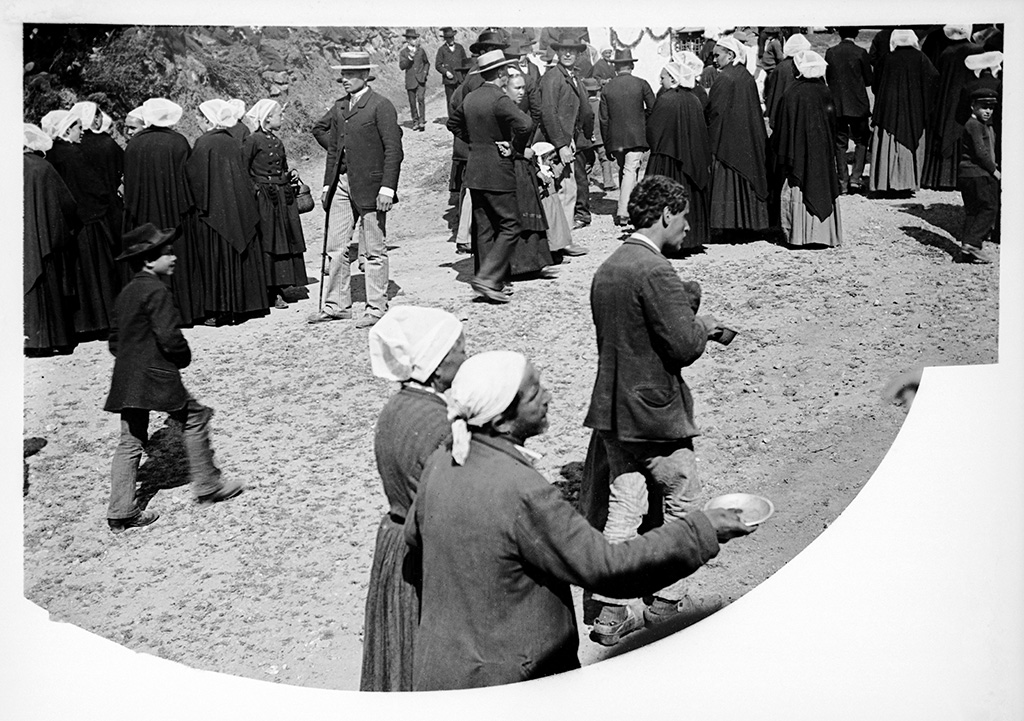
Mendiants lors du Pardon de Saint-Jean-du-Doigt photographié par Charles Géniaux entre 1902 et 1905. Les femmes portent la toukenn, coiffe emblématique du Trégor.

Selon la revue La Paix sociale, en 1910, environ 7 000 pèlerins assistaient au pardon de Saint-Jean-du-Doigt.

#### La Première Guerre mondiale
Le monument aux morts de Saint-Jean-du-Doigt porte les noms de 64 soldats et marins morts pour la France dont 55 pendant la Première Guerre mondiale.

#### L'Entre-deux-guerres
Un rapport publié en 1923 décrit les insuffisances du système d'adduction et de distribution de l'eau potable et l'absence d'un système d'égout à Saint-Jean-du-Doigt :« Saint-Jean-du-Doigt est alimenté depuis une époque très reculée par une source située sur le territoire de la commune de Plougasnou, sur le versant ouest de la vallée, à une altitude de 40 à 50 mètres environ. L'eau vient sourdre au niveau d'une cuvette de captation de 1 mètre de profondeur en partie maçonnerie et protégée par une niche en granit. (...) Une conduite en plomb de 4 cm de diamètre part du bassin de captation et (...) après un trajet total d'environ 400 mètres aboutit enfin à la vasque de la fontaine monumentale située dans le cimetière. C'est dans cette vasque souillée par toutes les poussières atmosphériques que les habitants ne possédant pas de puits particuliers (il en existe 4 dans la localité) venaient puiser l'eau potable. Des améliorations toutes récentes (décembre 1921, janvier 1922) ont été heureusement apportées à ce système primitif. Deux autres sources situées au voisinage de la première ont été captées par des tuyaux en grès de 6 cm de diamètre aboutissant à la cuvette ci-dessus décrite. La niche en pierre a été complètement fermée par une porte cadenassée. On a refait en partie l'ancienne conduite en plomb. (...) Un branchement en plomb de 3 cm de diamètre a été greffé sur la conduite principale avant son entrée dans le cimetière : ce branchement alimente deux bornes-fontaines avec robinet situées en pleine agglomération, l'une contre le mur du cimetière, l'autre contre le mur de l'école communale. (...) Ajoutons qu'un deuxième branchement aliment[e] l'hôtel le plus important de la localité. (...) Bien que nous n'ayons pu mesurer exactement le débit de la conduite principale, il est notoirement insuffisant pour le chiffre de la population actuelle. (...) Il n'existe pas d'égouts, mais des caniveaux curés régulièrement ; quelques-uns ont une circulation d'eau ».
Un artiste-peintre originaire de Saint-Jean-du-Doigt, Édouard Bizi Ferré (1891-1972), peint entre les deux guerres mondiales des tableaux de la région de Locquirec et expose à Paris, faisant l'objet d'articles élogieux. Le journal Ouest-Éclair par exemple en parle en ces termes, à l'occasion d'une exposition que le peintre a organisée à Paris : « Voici Locquirec, dans une très belle toile qui montre toute la presqu'île, où les maisons s'évrillent comme un vol de mouette, les anses et leurs sables, et au loin les côtes de Saint-Michel, si grandioses dans leur nudité. Voici encore l'église de Locquirec, son port à marée basse, Saint-Jean-du-Doigt, Guimaëc et sa chapelle du Christ, etc. »
En février 1925, un orage détruisit la flèche du clocher et fit choir en les fêlant les cloches de l'église de Saint-Jean-du-Doigt.

#### Le pardon de Saint-Jean-du-Doigt en 1931

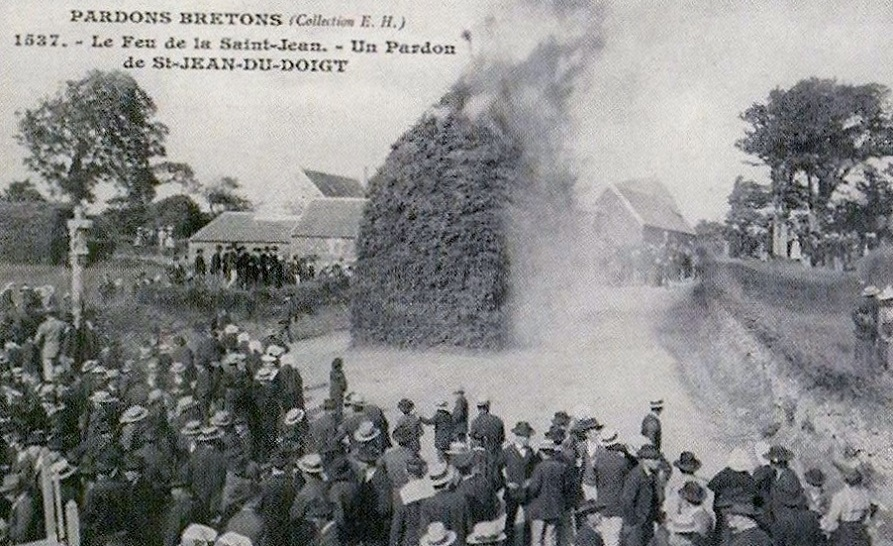
Le feu de la Saint-Jean à Saint-Jean-du-Doigt (carte postale Émile Hamonic, vers 1930)

Francis Gourvil a longuement décrit Saint-Jean-du-Doigt et son pardon en 1931 dans deux articles du journal Ouest-Éclair :

« (...) Dans le matin calme, un murmure de ruisseaux dissimulés sous d'envahissantes verdures m'escorte tout au long de la descente raboteuse qui conduit à Saint-Jean. Quelques pèlerins échelonnés et un char à bancs aux freins grinçants suivent aussi la route encaissée. Celle-ci élargit soudain son horizon et débouche au creux d'un vallon entouré de collines et dont la perspective est limitée par la nappe pleine de la mer. Un fouillis de toits d'ardoises, de façades et de pignons recouverts d'un badigeon immaculé, et que surmonte une tour grise élancée, couronnée par une galerie ajourée de quadrilobes, occupe le centre du tableau, l'un des plus frais, des plus admirablement composés qu'il soit donné de contempler en notre pays. »

« (...) Cependant que hâtivement se montent les boutiques foraines et que les crêpières en plein vent délaient leur pâte ou allument leur feu sous la grande « pillig » noire, je franchis l'arc de triomphe gothique à double baie qui donne accès au cimetière. La célèbre fontaine à vasques superposées jette une note quelque peu italienne dans le campo santo (...). Sur la droite, face au porche, s'érige le charmant oratoire funéraire, dont le grand toit supporté par des pilastres en gaines abritait autrefois l'office des morts que les fidèles pouvaient suivre agenouillés sur les tombes de leurs parents défunts. Deux mendiants taciturnes ont déjà pris place sous le porche de l'église (...). Les appels de la messe n'ont pas encore tinté, et la nef est à peu près vide de fidèles. (...) Des touristes matinaux se font présenter l'admirable trésor d'orfèvrerie, le calice d'argent ciselé et doré, la patène de vermeil garnie d'émaux (...) [dues à] un Cellini morlaisien du nom de François Lapous. »

« (...) Comme j'achève le tour des bas-côtés et m'apprête à gagner la sortie, la porte grince et donne le passage à une foule de dévots. Ce sont les pèlerins amenés par le « petit train ». Parmi eux est un groupe de robustes Cornouaillaises de Plouyé qui, me confiera l'une d'elles tout à l'heure, viennent à Saint-Jean pour la première fois et n'ont encore jamais vu la mer... Le pèlerinage se doublera pour ces « terriennes » d'une promenade mémorable ; et la grand'messe ouïe, en attendant vêpres, c'est vers la grève qu'elles se dirigeront. Je les y retrouverai, la jupe troussée, laissant voir la cotte [jupon] rouge ou bleue, occupées à inspecter les pierres et les rochers pour y découvrir (...) quelque coquillage comestible. »

« La procession qui suit l'office sort par le porche Ouest (...) Si elle a quelque peu perdu de bannières de toutes les paroisses du canton, si elle a quelque peu perdu de son caractère, avec l'invasion des plâtres sulspiciens et la banalisation progressive des costumes, surtout chez les fillettes, elle ne laisse pas, malgré tout, d'être encore imposante. (...) Aux transparentes bannières enfantines suivent d'autres plus grandes, plus étoffées, maintenues par des jeunes filles en cornette ajourée, auxquelles leur châle à franges donne l'allure de vestales romaines. Ce sont ensuite les croix processionnelles et les lourdes bannières (...) ; les reliques des thaumaturges bretons saints Maudez et Mériadec, portées par de jeunes prêtres en surplis blanc ; l'agneau bénit, paré comme pour un sacrifice, tenu en laisse par des jeunes filles à l'aide de rubans multicolores, et conduit par un bambin frisé, vêtu d'une peau blanche de mouton ; la précieuse relique du Précurseur, sur son coussin de velours, portée par des prêtres âgés, vêtus de riches ornements. Une foule pressée, où dominent les vieilles gens du pays, mais où l'on identifie cependant maintes coiffes du Léon et de la Cornouaille, suit l'officiant en clamant un cantique et s'apprête à gravir les flancs de la colline au sommet de laquelle se dresse le gigantesque, le monstrueux tas d'ajoncs promis aux flammes du feu sacré. (...) Un prêtre asperge d'eau bénite la grossière pyramide à l'édification de laquelle chaque foyer de la commune a contribué en fournissant aux « quêteurs » du « tantad », (« feu de joie* »), un ou plusieurs fagots de lande. Il craque ensuite une allumette, et les chants liturgiques reprennent, pendant que, dans un grésillement sec, la flamme monte (...). »

« L'unique rue [du bourg] est à présent livrée à une invraisemblable cohue. Les boutiques et un manège à l'orgue poussif ayant accaparé la chaussée, on risque l'écrasement vingt fois répété (...). Dans ce va-et-vient (...) les costumes de ville qui, il y a vingt ans, eussent été l'exception, tendent à mettre une note banale (...). [D]es odieuses rengaines parisiennes, débitées sous un parapluie rouge à franges avec un lamentable accompagnement (...), c'est vers ces rengaines que semble aller la préférence de la jeunesse. La note bretonnante n'est cependant pas complètement éteinte (...). Un groupe prête l'oreille à une gwerz psalmodiée sur l'air bien connu  de Petra'zonevez en Ker Is. Je reconnais le chanteur Émile Gallic, de Plougonven (...) qui interprète sa dernière création : Gwerz en memor d'an dud beuzet war ar lestr Saint-Philibert, d'ar 14 a viz Even 1931 ("Complainte à la mémoire des personnes noyées à bord du Saint-Philibert, le 14 juin 1931"). »

#### François Tanguy-Prigent, maire de Saint-Jean-du-Doigt

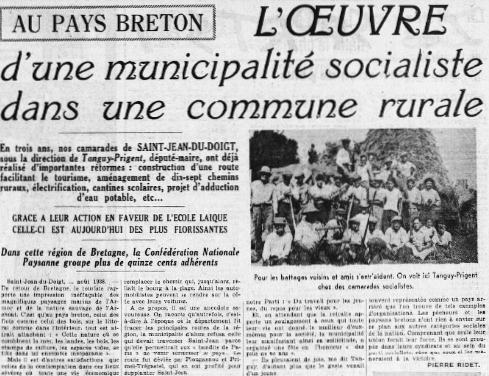
Extrait d'un article du journal Le Populaire vantant l'action de François Tanguy-Prigent comme maire de Saint-Jean-du-Doigt daté du 27 août 1938.

François Tanguy-Prigent devient maire de Saint-Jean-du-Doigt en 1935 ; socialiste, il mit en œuvre dans la commune d'importantes réformes : construction d'une route afin de favoriser l'essor de la commune comme station balnéaire, de 17 chemins ruraux, électrification, cantines scolaires, projet d'un réseau d'adduction d'eau potable, développement de l'école laïque face à l'école privée jusque-là dominante, soutien à la Confédération nationale paysanne (une coopérative dont le siège était à Morlaix et qui regroupait plus de 1 500 agriculteurs, principalement du nord du Finistère), , etc.. Conseiller général, député, il fut suspendu en 1940 et révoqué en janvier 1943 de son poste de maire par le gouvernement de Vichy, mais redevint maire (et fut un temps ministre de l'agriculture) entre 1945 et 1970.

#### La Seconde Guerre mondiale
Le monument aux morts de Saint-Jean-du-Doigt porte les noms de 9 personnes mortes pour la France pendant la Seconde Guerre mondiale.

#### L'après-Seconde Guerre mondiale
En décembre 1985 le conseil municipal de Saint-Jean-du-Doigt ne s'opposant pas, contrairement à celui de Plogoff, au projet de centrale nucléaire sur le site de Beg-an-Fry : il se montra, en dépit de la présence d'opposants, par neuf voix contre six, favorable à la poursuite de l'information sur ce projet. Mais finalement le site envisagé ne fut pas retenu, celui de Plogoff étant préféré ; mais la centrale n'y fut finalement pas construite en raison des vives oppositions rencontrées.

## Politique et administration

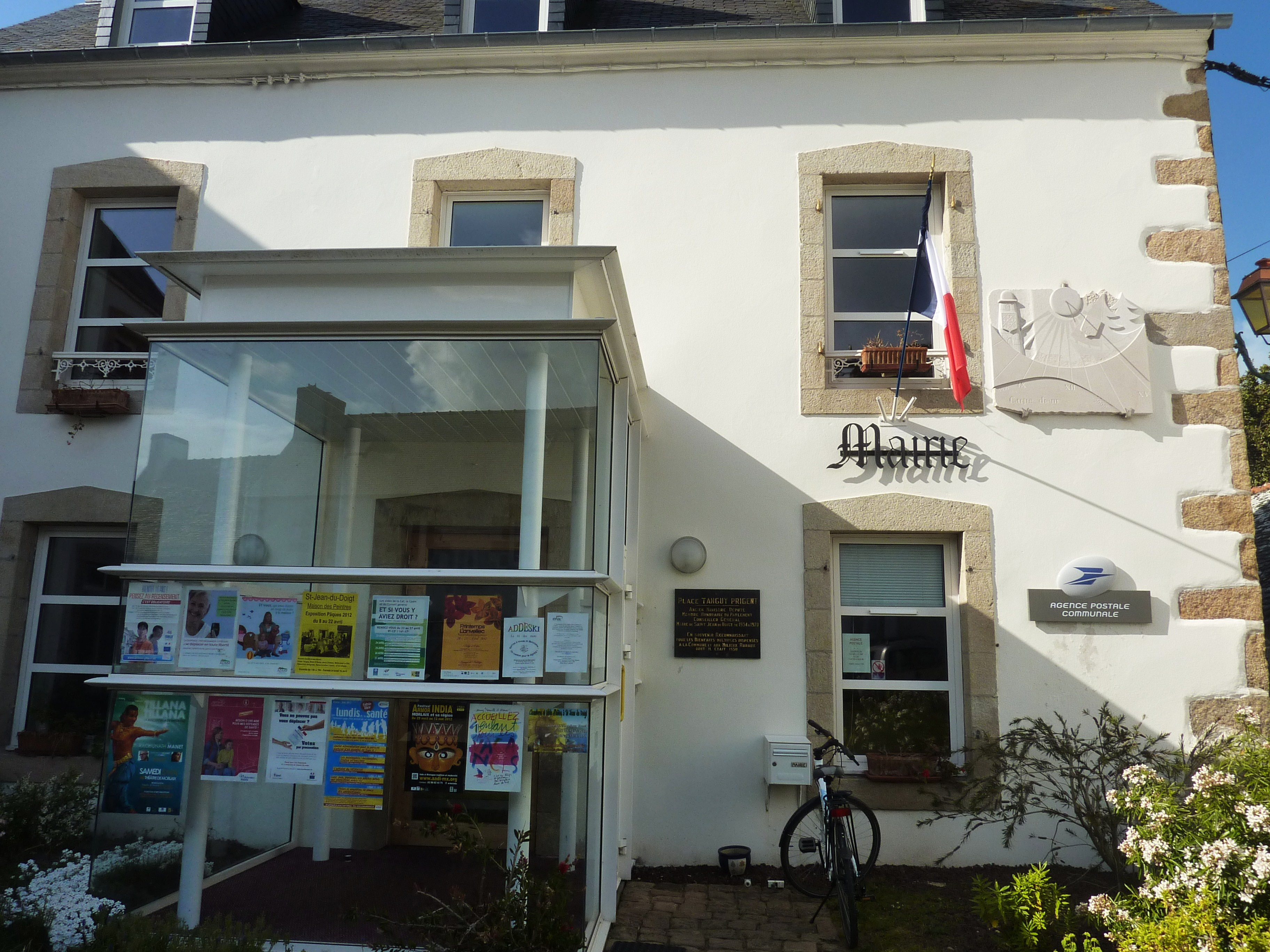
La mairie (et agence postale).

### Rattachements administratifs et électoraux

#### Rattachements administratifs
La commune se trouve  dans l'arrondissement de Morlaix du département du Finistère. 
Elle faisait partie depuis 1801 du canton de Lanmeur. Dans le cadre du redécoupage cantonal de 2014 en France, cette circonscription administrative territoriale a disparu, et le canton n'est plus qu'une circonscription électorale.

#### Rattachements électoraux
Pour les élections départementales, la commune fait partie depuis 2014 du canton de Plouigneau.
Pour l'élection des députés, elle fait partie de la quatrième circonscription du Finistère.

### Intercommunalité
Saint-Jean-du-Doigt est membre de la communauté d'agglomération dénommée Morlaix Communauté., un établissement public de coopération intercommunale (EPCI) à fiscalité propre créé en 2000 et auquel la commune a transféré un certain nombre de ses compétences, dans les conditions déterminées par le code général des collectivités territoriales.

### Liste des maires
| Période      | Période                        | Identité                          | Étiquette   | Qualité |
| ------------ | ------------------------------ | --------------------------------- | ----------- | --- |
|              |                                | Gilles Loyer                      |             | |
| 1803         | 1804                           | Pierre-Jean Dulaurent de La Barre |             | Lieutenant des vaisseaux du Roi. |
| 1809         | 1811                           | Joseph Pastour de Kerjean         |             | |
| 1811         | 1814                           | Philippe Mathurin Jaffre          |             | Praticien et ex-notaire. |
| 1814         | 1851                           | René Hervé                        |             | Cultivateur. |
| 1852         | 1853                           | Charles Jean de Kergrist          |             | Procureur du roi à Morlaix. |
| 1854         | 1865                           | Nicolas Primot                    |             | Cultivateur. |
| 1866         | mars 1874                      | Jean-Marie Tallégas               |             | Cultivateur propriétaire. Fils de Charles Jean de Kergrist, maire entre 1852 et 1853. |
| mars 1874    | octobre 1876                   | Nicolas Primot                    |             | Déjà maire entre 1854 et 1865. |
| octobre 1876 | octobre 1876                   | Louis Auguste de Kergrist         |             | Propriétaire cultivateur. |
| octobre 1876 | janvier 1878                   | Jean-Marie Tallégas               |             | Déjà maire entre 1871 et 1874. |
| janvier 1878 | janvier 1907                   | Hervé Masson                      |             | Cultivateur. |
| mars 1907    | mai 1935                       | Jean-Marie Masson                 |             | Propriétaire cultivateur. Fils d'Hervé Masson. |
| mai 1935     | juin 1940                      | François Tanguy-Prigent,          | SFIO        | Agriculteur-exploitant ; syndicaliste agricole Conseiller général de Lanmeur (1934 → 1940 et 1945 → 1970) Député du Finistère (1936 → 1942, 1945 → 1958 et 1962 → 1967) Suspendu par le préfet du gouvernement de Vichy puis révoqué le 23 janvier 1943                 |
| juin 1940    | août 1944                      | Thomas Charles                    |             | Président de la délégation spéciale nommée par le Gouvernement de Vichy |
| 1945         | 1970                           | François Tanguy-Prigent,          | SFIO→PSU    | Agriculteur-exploitant, syndicaliste agricole, Résistant Conseiller général de Lanmeur (1934 → 1940 et 1945 → 1970) Député du Finistère (1936 → 1942, 1945 → 1958 et 1962 → 1967) Ministre de l'Agriculture (1944 → 1947 Ministre des Anciens combattants (1956 → 1957) |
| 1970         | juin 1980                      | René Prigent                      | SFIO→PSU→PS | Cultivateur. |
| août 1980    | mars 1983                      | Jeanne Clech                      | PS          | |
| mars 1983    | mars 2001                      | François Jégaden                  | PS          | Agriculteur. |
| mars 2001    | mars 2014                      | Hervé Quéméner                    | PS          | Technicien d'exploitation au centre de Pleumeur-Bodou. |
| mars 2014    | janvier 2023                   | Maryse Tocquer                    | PS          | Directrice d'école à la retraite Démissionnaire |
| mars 2023    | En cours (au 30 novembre 2023) | Monique Nédellec                  |             | Cadre retraitée |

## Population et société

### Démographie
L'évolution du nombre d'habitants est connue à travers les recensements de la population effectués dans la commune depuis 1793. Pour les communes de moins de 10 000 habitants, une enquête de recensement portant sur toute la population est réalisée tous les cinq ans, les populations de référence des années intermédiaires étant quant à elles estimées par interpolation ou extrapolation. Pour la commune, le premier recensement exhaustif entrant dans le cadre du nouveau dispositif a été réalisé en 2005.

En 2022, la commune comptait 683 habitants, en évolution de +6,22 % par rapport à 2016 (Finistère : +2,16 %, France hors Mayotte : +2,11 %).
| 1793  | 1800  | 1806  | 1821  | 1831  | 1836  | 1841  | 1846  | 1851  |
| ----- | ----- | ----- | ----- | ----- | ----- | ----- | ----- | ----- |
| 1 550 | 1 251 | 1 375 | 1 309 | 1 402 | 1 487 | 1 454 | 1 417 | 1 500 |

| 1856  | 1861  | 1866  | 1872  | 1876  | 1881  | 1886  | 1891  | 1896  |
| ----- | ----- | ----- | ----- | ----- | ----- | ----- | ----- | ----- |
| 1 525 | 1 487 | 1 458 | 1 408 | 1 398 | 1 323 | 1 374 | 1 278 | 1 172 |

| 1901  | 1906  | 1911  | 1921  | 1926  | 1931 | 1936 | 1946 | 1954 |
| ----- | ----- | ----- | ----- | ----- | ---- | ---- | ---- | ---- |
| 1 167 | 1 131 | 1 116 | 1 031 | 1 031 | 971  | 905  | 885  | 907  |

| 1962 | 1968 | 1975 | 1982 | 1990 | 1999 | 2005 | 2006 | 2010 |
| ---- | ---- | ---- | ---- | ---- | ---- | ---- | ---- | ---- |
| 865  | 818  | 688  | 656  | 661  | 628  | 628  | 636  | 617  |

| 2015 | 2020 | 2022 | - | - | - | - | - | - |
| ---- | ---- | ---- | - | - | - | - | - | - |
| 636  | 662  | 683  | - | - | - | - | - | - |

| selon la population municipale des années : | 1968 | 1975 | 1982 | 1990 | 1999 | 2006 | 2009 | 2013 |
| Rang de la commune dans le département      | 175  | 206  | 212  | 226  | 225  | 238  | 241  | 244  |
| Nombre de communes du département           | 286  | 283  | 283  | 283  | 283  | 283  | 283  | 283  |

En 2016, Saint-Jean-du-Doigt était la 238e commune du département en population avec ses 643 habitants (territoire en vigueur au 1er janvier 2019), derrière Tréglonou (237e avec 650 habitants) et devant La Feuillée (239e avec 641 habitants).

### Manifestations culturelles et festivités

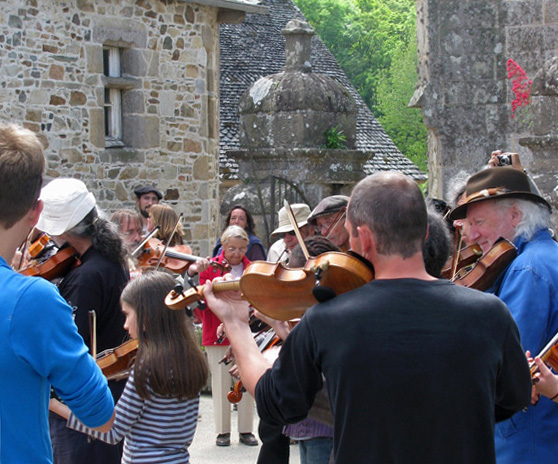
Fête du violon 2010.

- Le pardon de la Saint-Jean. Le dernier dimanche de juin, où, après un défilé de personnes costumées de façon typiquement bretonne (coiffe, châle, etc.) et une messe, une procession rejoint ensuite le feu de joie de la Saint-Jean (tantad en breton).
- La Fête du violon est le rendez-vous annuel des violonistes amateurs et professionnels de la région (rassemblement de violonistes en plein air, concerts de musiques classique, traditionnelle, latino-américaine ou encore celte).

## Culture locale et patrimoine

### Monuments
- L'enclos paroissial[78],[79] :
Selon le chanoine Abgrall, « Saint-Jean[-du-Doigt] nous offre l'ensemble le plus complet et le plus parfait de ce qu'était autrefois une église paroissiale avec toutes ses annexes : église monumentale entourée du cimetière, porte de style ou arc de triomphe pour pénétrer dans cette enceinte, fontaine sacrée, calvaire, ossuaire, oratoire ouvert ou abri pour célébrer la messe les jours de pèlerinage, riche trésor toujours conservé : aucune autre paroisse n'a la même bonne chance de posséder pareilles richesses »[80].
  - L'église Saint-Jean-Baptiste, du XVIe siècle, de style flamboyant, restaurée : vestiges du XVe siècle (nef), tour-clocher avec galeries à jour superposées (la flèche actuelle a été construite entre 1566 et 1571 par Fiacre Hamon, maître pintier (plombier) à Morlaix), porche voûté sur croisées d'ogives orné de bénitiers sculptés du XVe siècle, fonts du XVe siècle, cloche du XVIIe siècle ; à la base du clocher, deux ossuaires d'attache (XVe siècle et XVIIe siècle). L'église a été sinistrée trois fois : au XVIIe siècle (destruction de la flèche de l'église), en 1925 (destruction de la flèche à nouveau) et en 1955 (la nuit du 5 au 6 novembre 1955) à la suite d'un incendie (destruction du riche mobilier qui ornait l'église antérieurement).

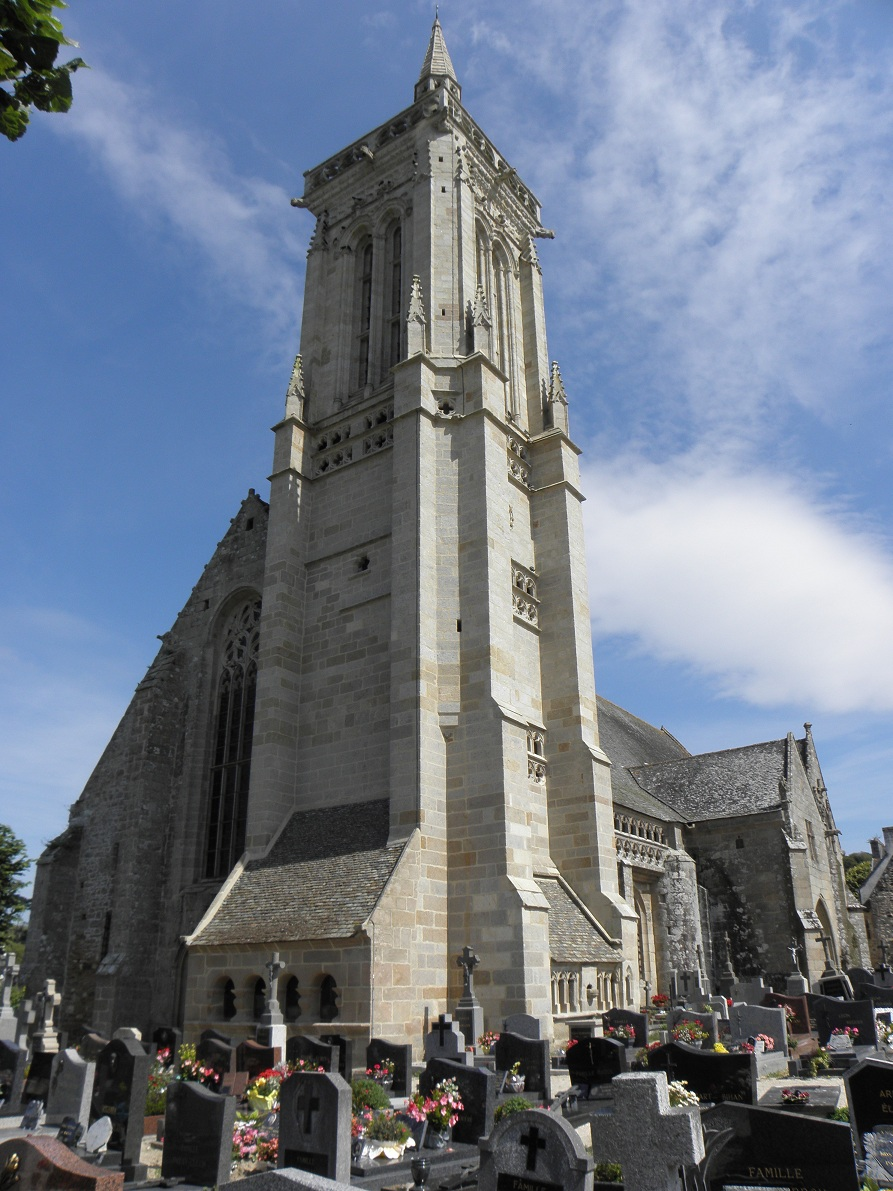
Saint-Jean-du-Doigt : église paroissiale, la tour (clocher).
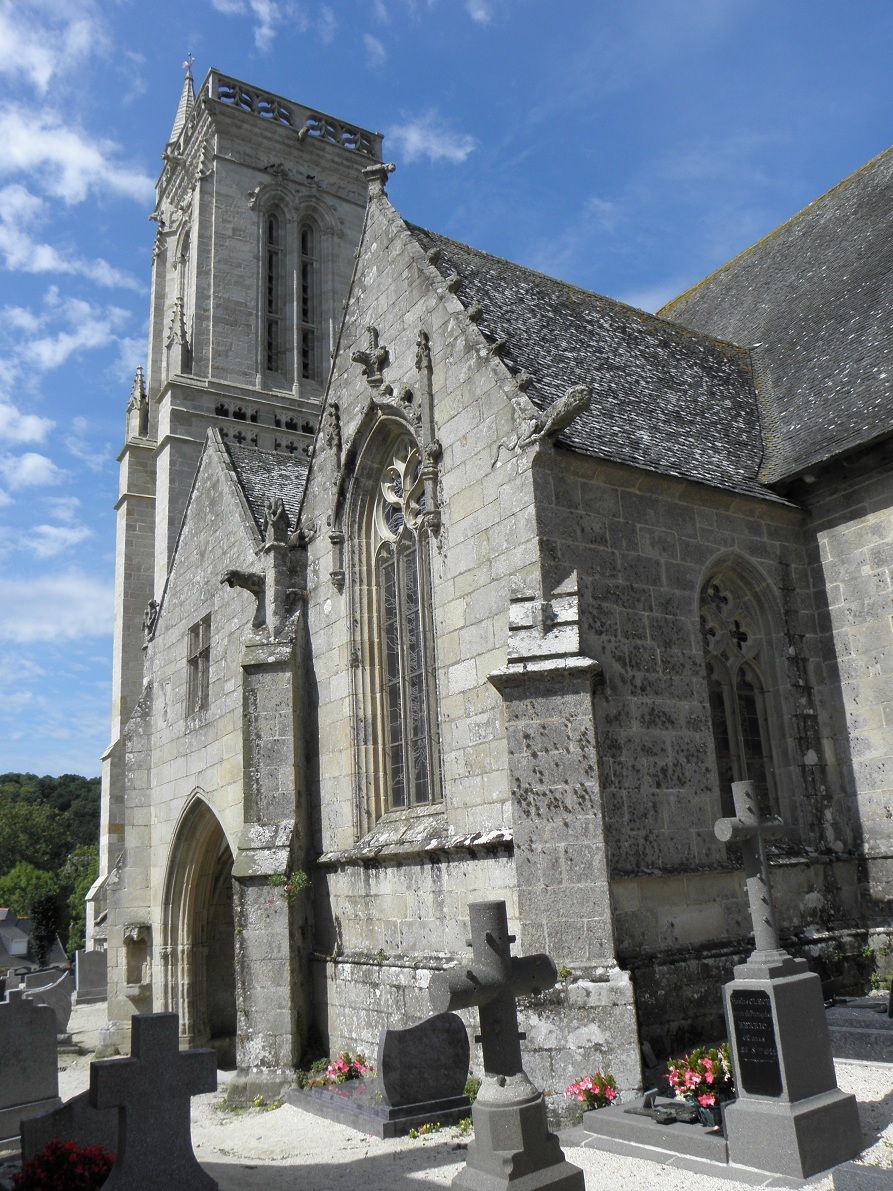
Saint-Jean-du-Doigt : église paroissiale, tour, porche et chapelle méridionale.
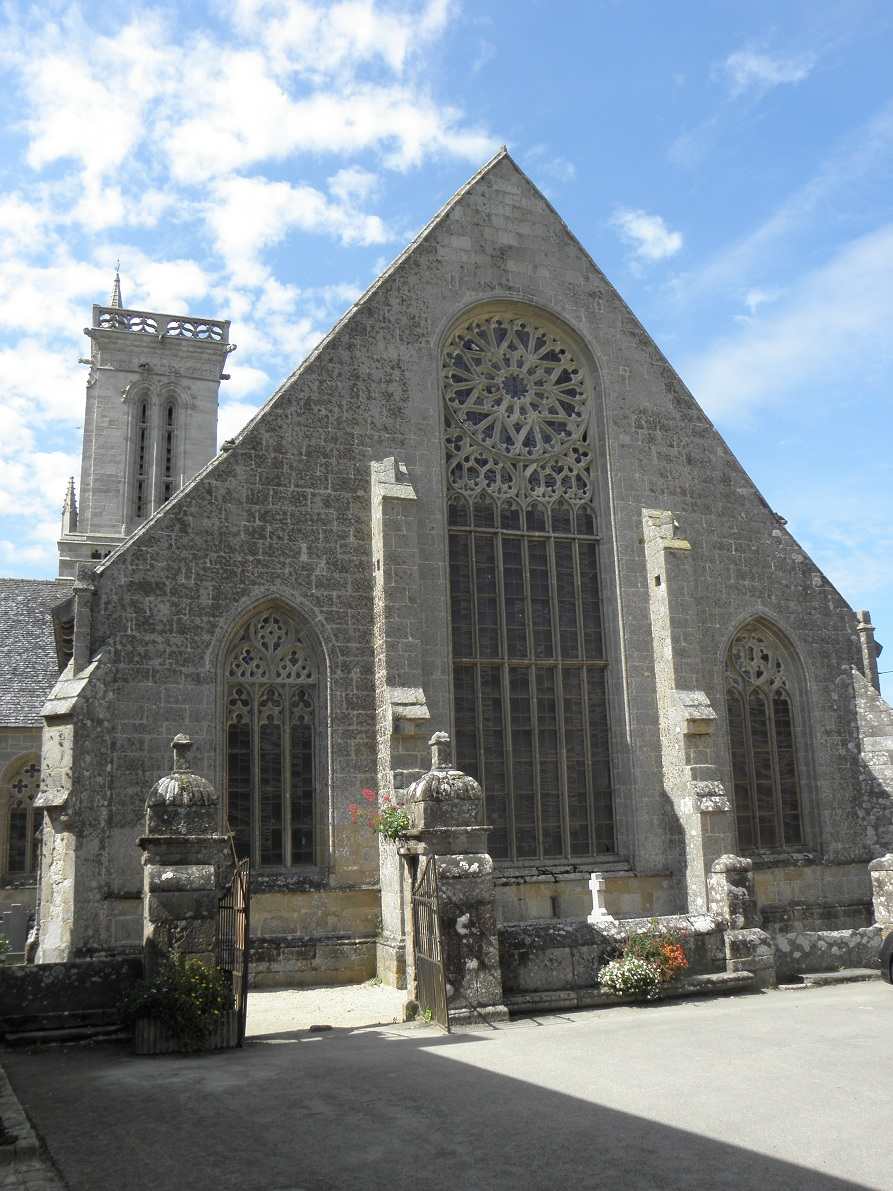
Saint-Jean-du-Doigt : église paroissiale, le chevet.
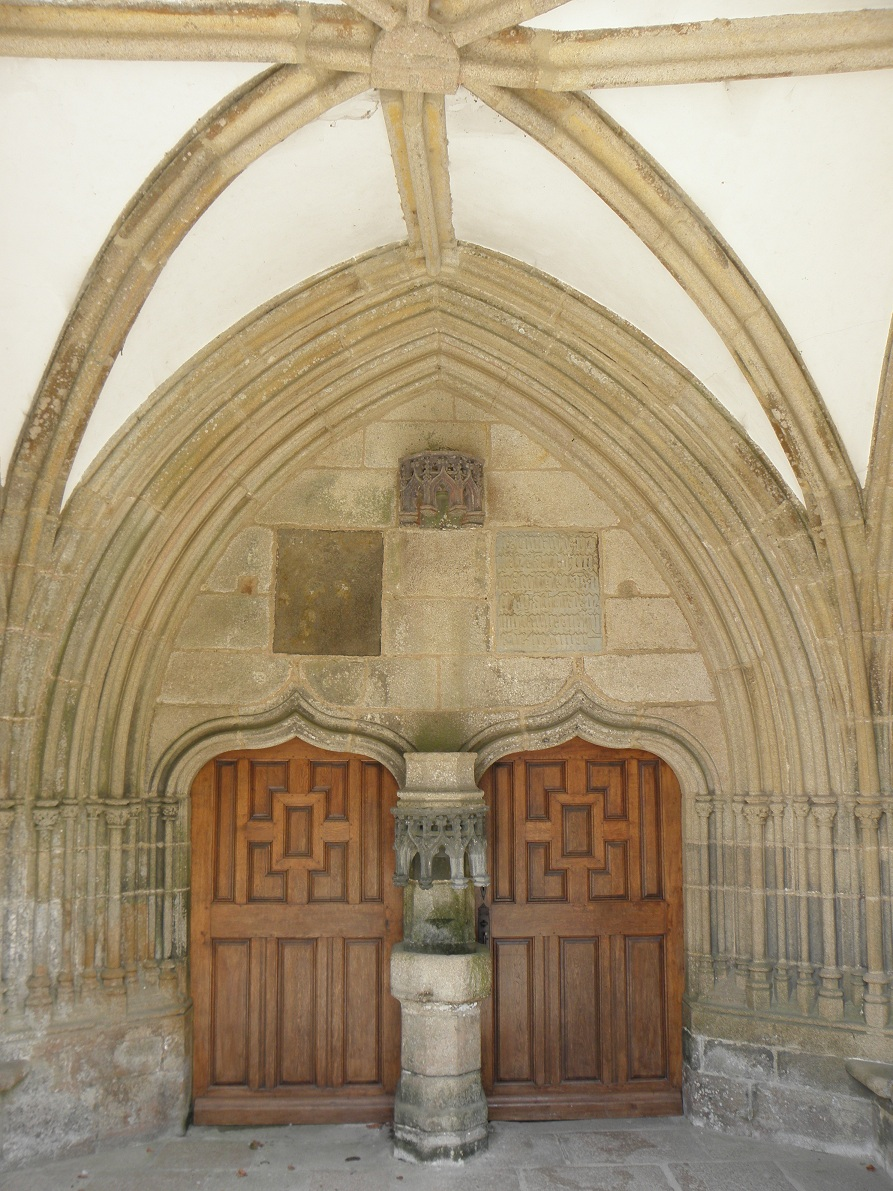
Saint-Jean-du-Doigt : église paroissiale, porche, porte d'entrée de l'église.
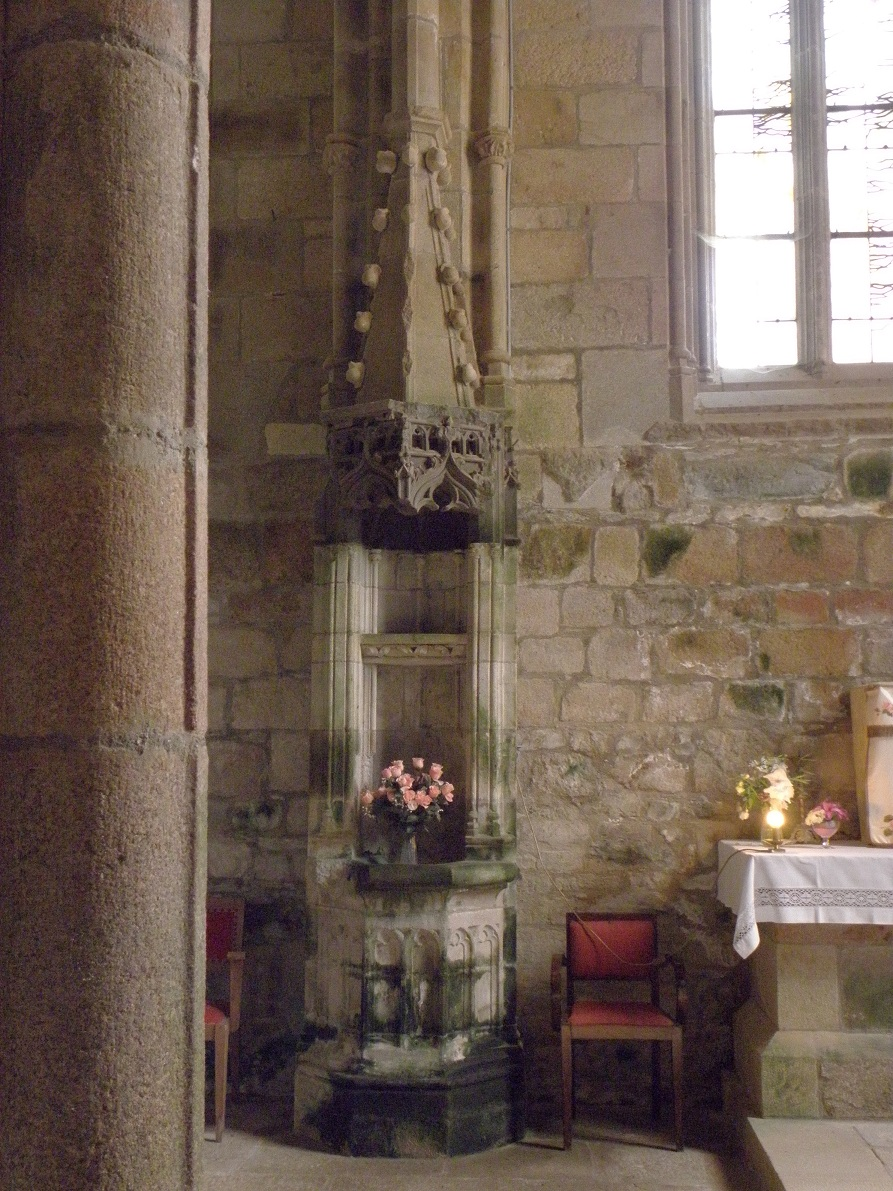
Saint-Jean-du-Doigt : église paroissiale, crédence.
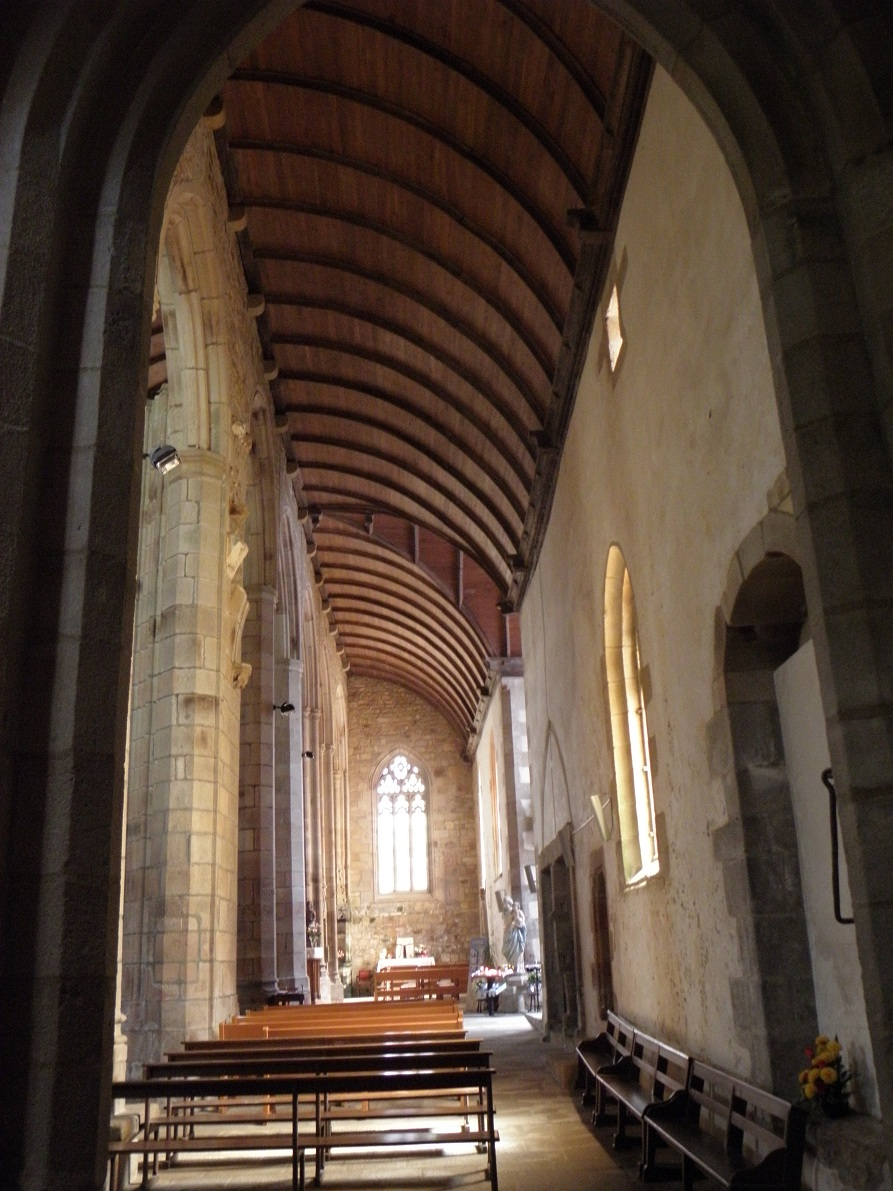
Saint-Jean-du-Doigt : église paroissiale, vue intérieure, collatéral sud.
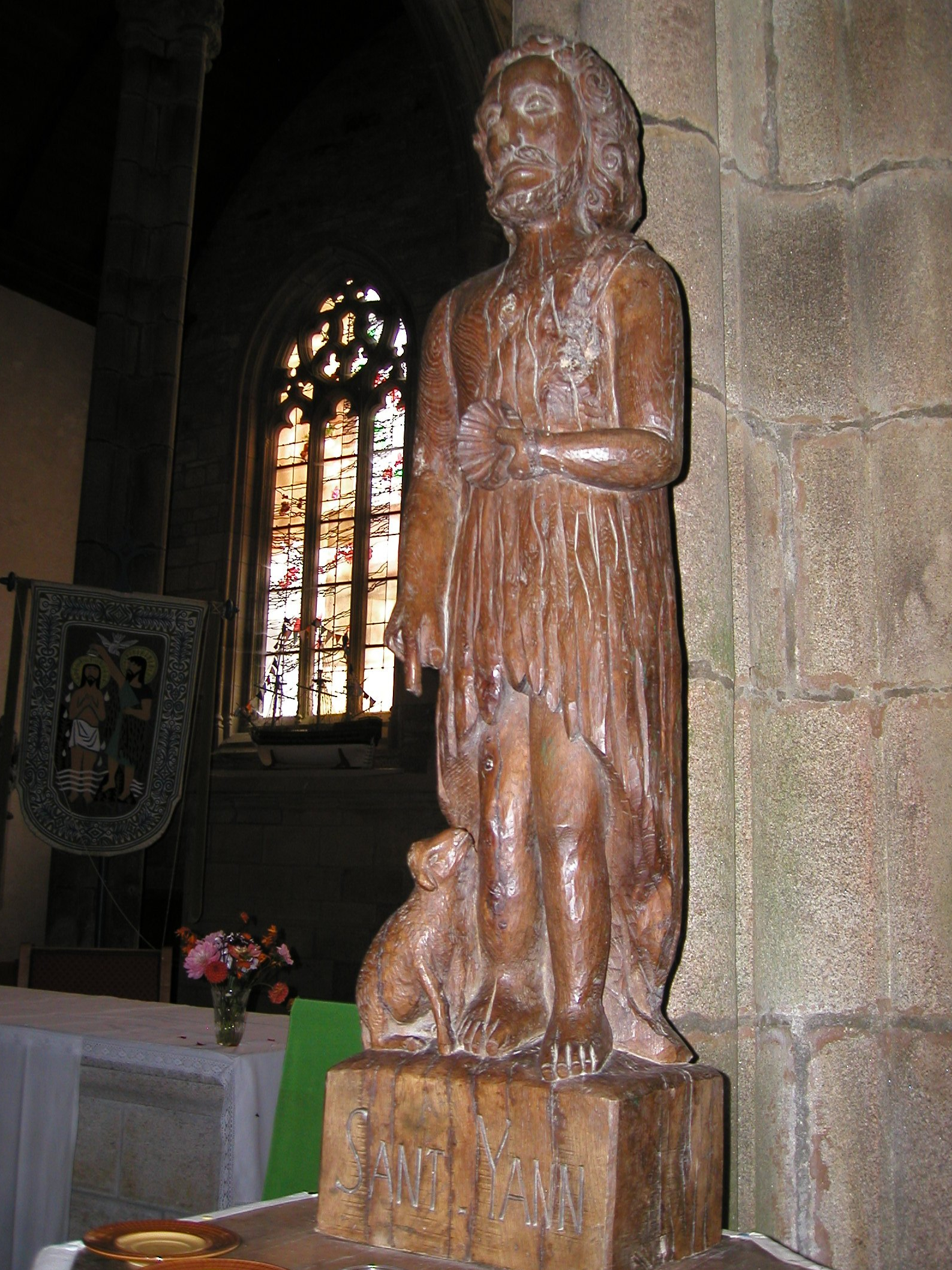
Saint-Jean-du-Doigt : église paroissiale, statue de saint Jean (sant Yann).
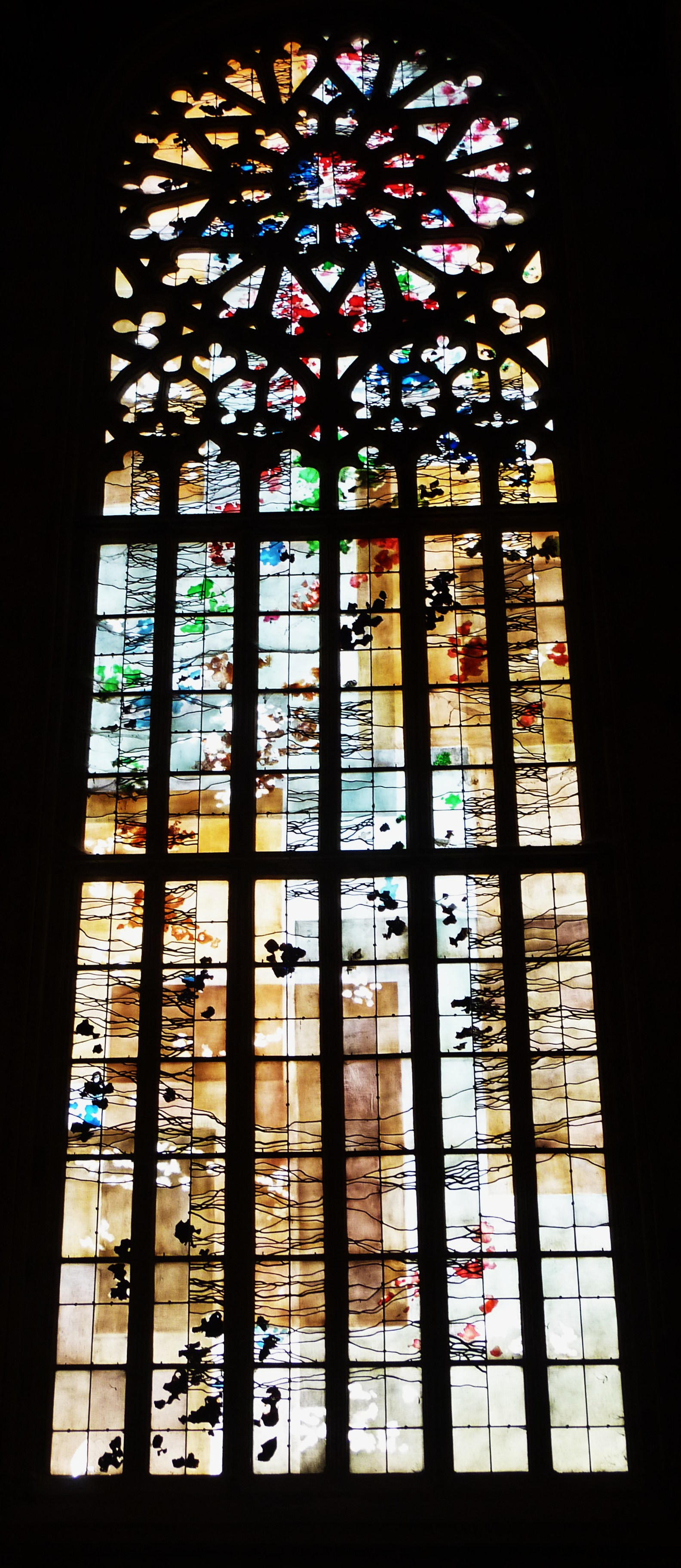
Saint-Jean-du-Doigt : église paroissiale, vitrail (1990) de Louis René Petit situé derrière le maître-autel.
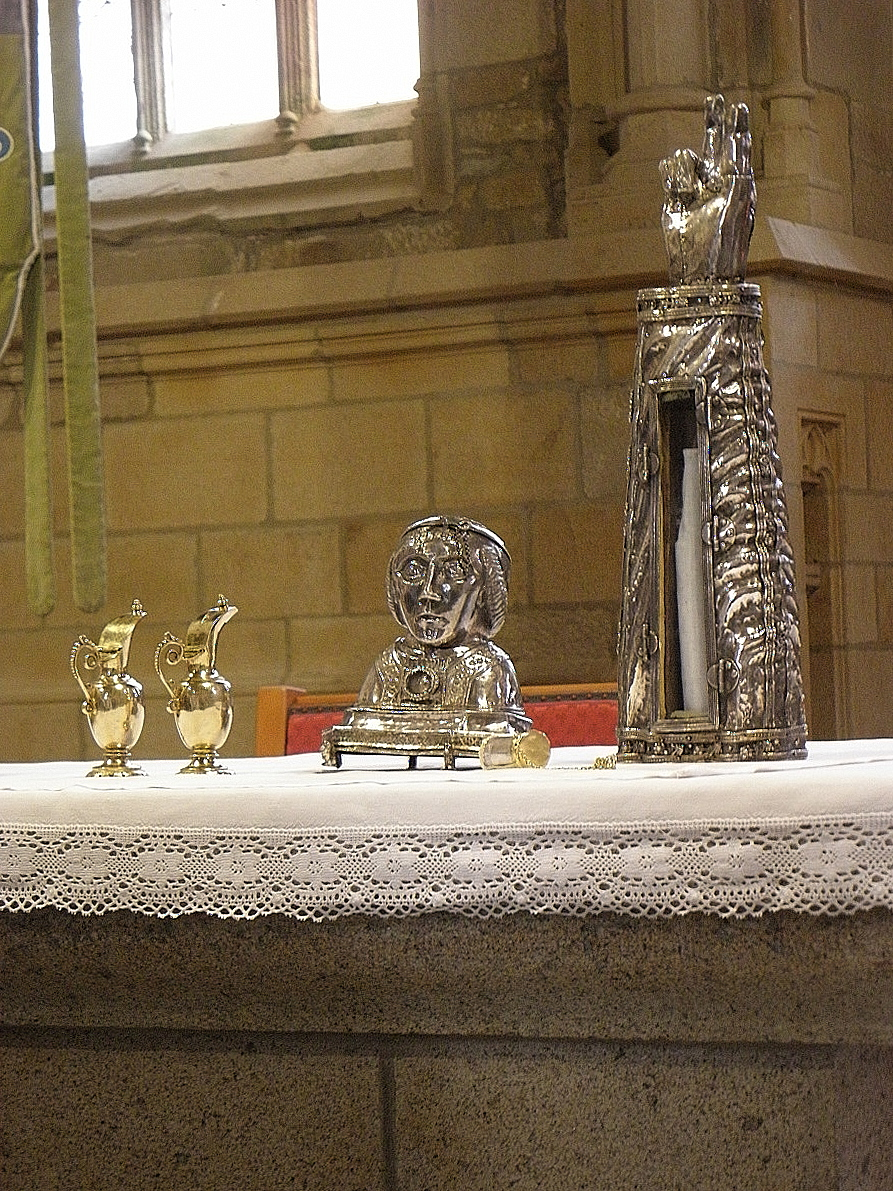
Une partie du trésor de Saint-Jean-du-Doigt dont la relique du Précurseur.

Le trésor de l'église, sauvé lors de l'incendie, comprend l'étui du doigt de Saint-Jean-Baptiste, la croix processionnelle en vermeil, deux calices, dont l'un, dû à Guillaume Floch, un orfèvre de Morlaix, est enrichi de huit médaillons en émail et date du XVIIe siècle, les reliques du chef de saint Meriadec et du bras de saint Maudet, toutes deux enchâssées d'argent et un crucifix d'ivoire.
Les vitraux modernes de Louis René Petit ont été inaugurés le 24 juin 1990 et représentent la Transfiguration du Christ, l'Arbre de Jessé et l'Apocalypse.
- Le cimetière entourant l'église avec le mur d'enceinte, escaliers et porte double dite aussi « arc de triomphe » (la grande baie de style gothique semble remonter au XVe siècle ou au début du XVIe siècle ; elle est accompagnée à droite d'une petite porte cintrée destinée aux piétons, qui date sans doute de 1584-1585. La croix du cimetière est une croix de mission datant de 1877.

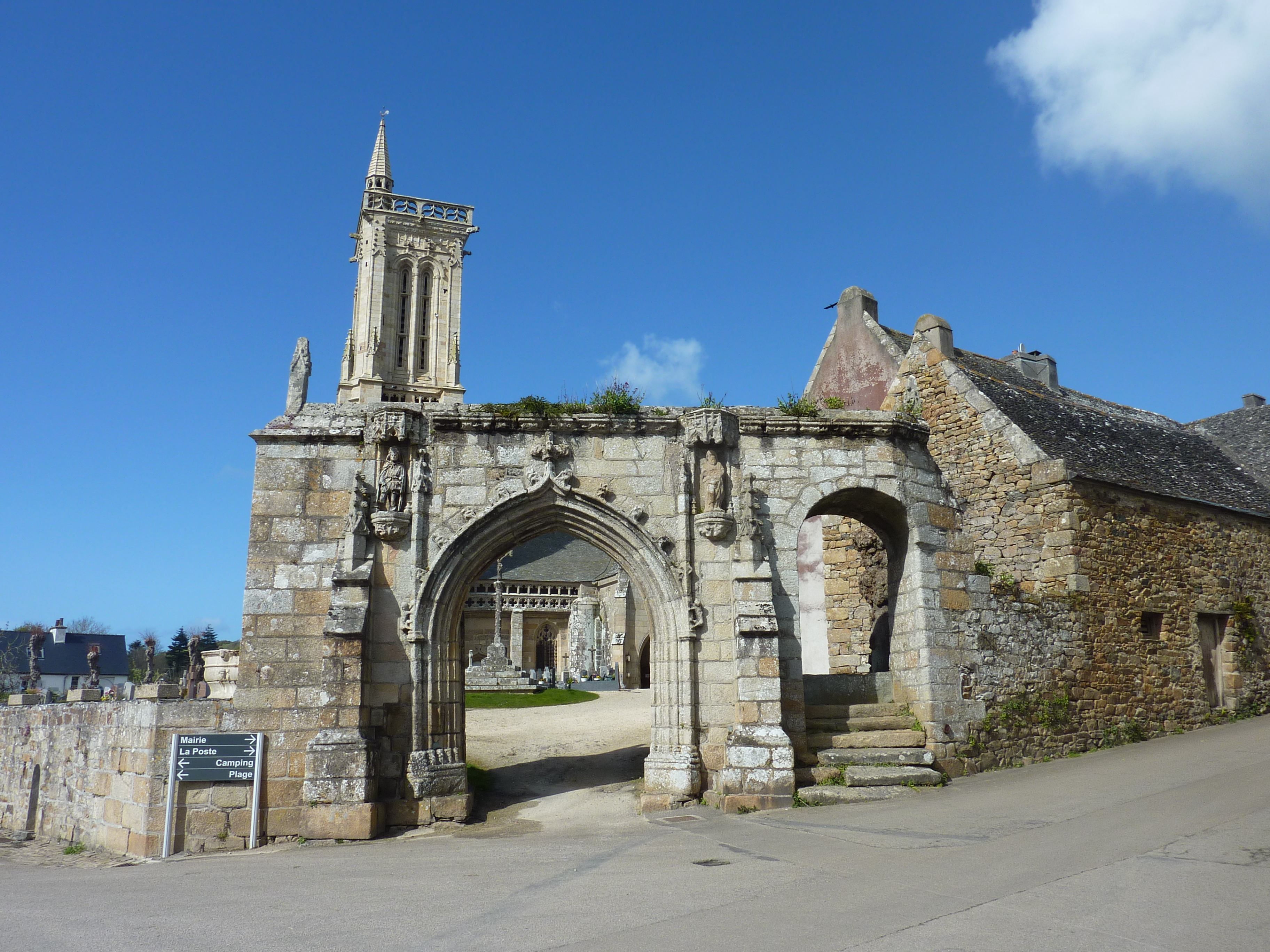
Saint-Jean-du-Doigt : enclos paroissial, l'arc de triomphe ou « porte double ».
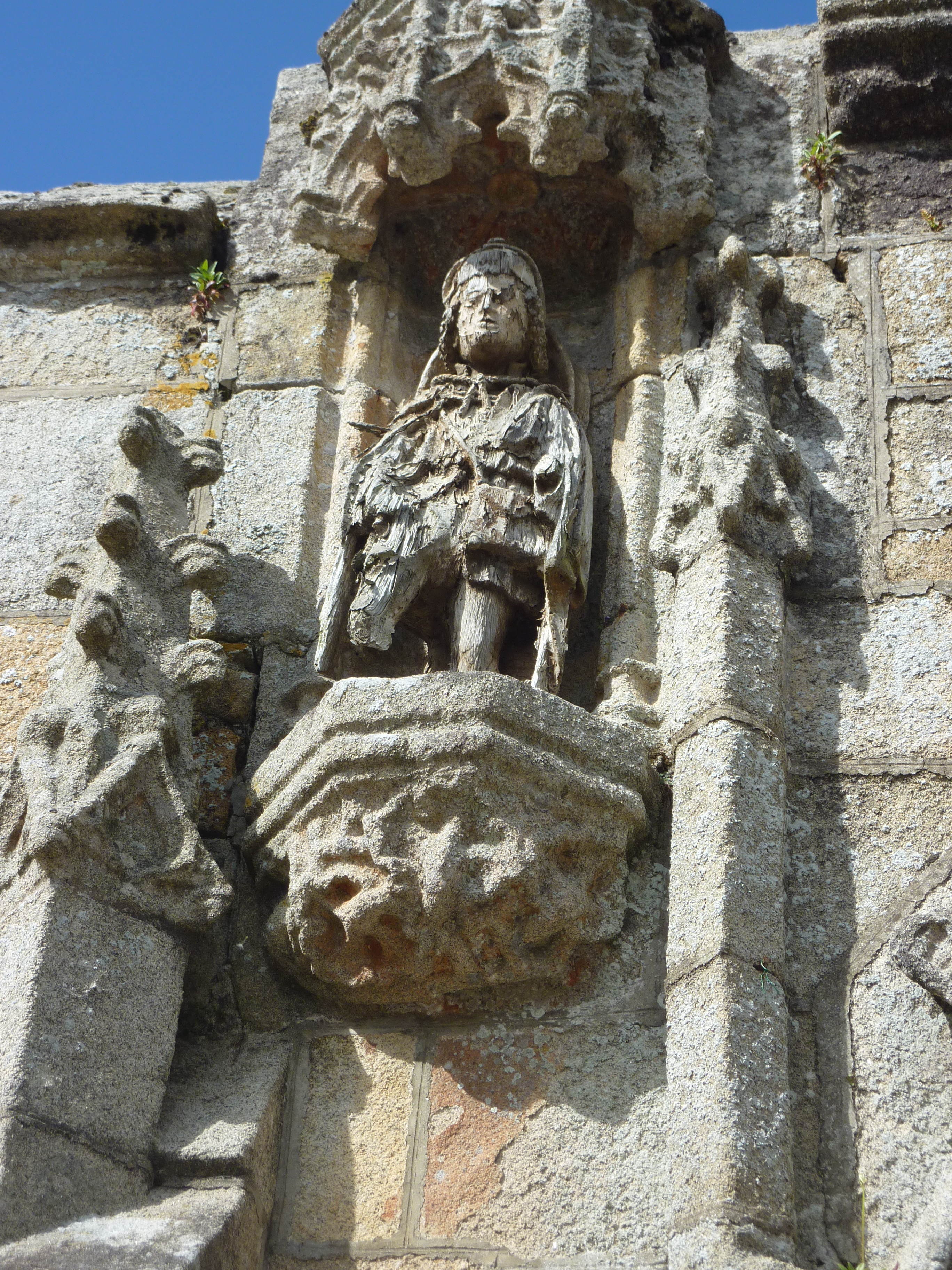
Saint-Jean-du-Doigt : arc de triomphe, pilier de gauche, statue de Saint-Roch, en bois, très abîmée.
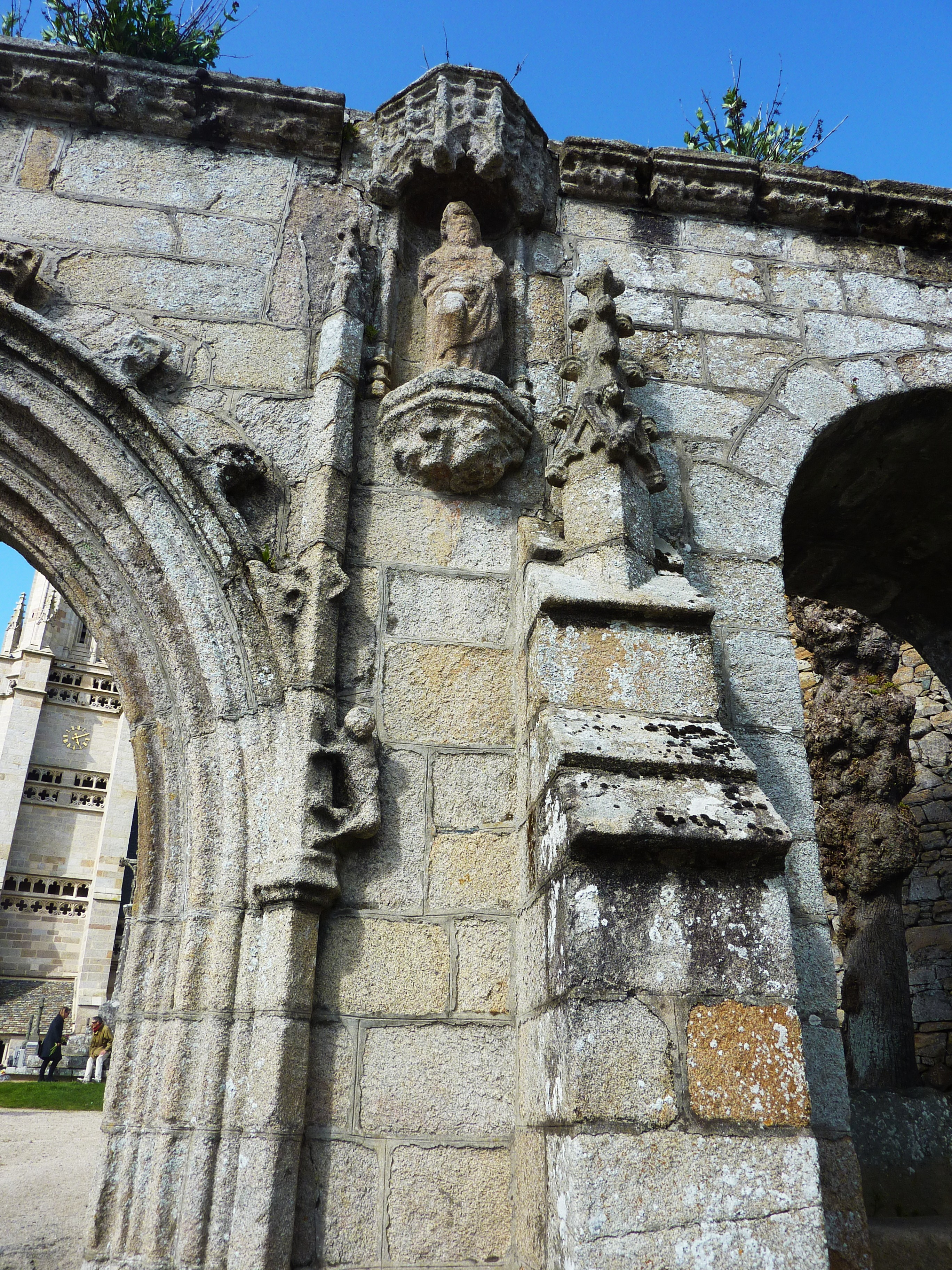
Saint-Jean-du-Doigt, arc de triomphe, pilier de droite, statue de Saint-Jean-Baptiste.
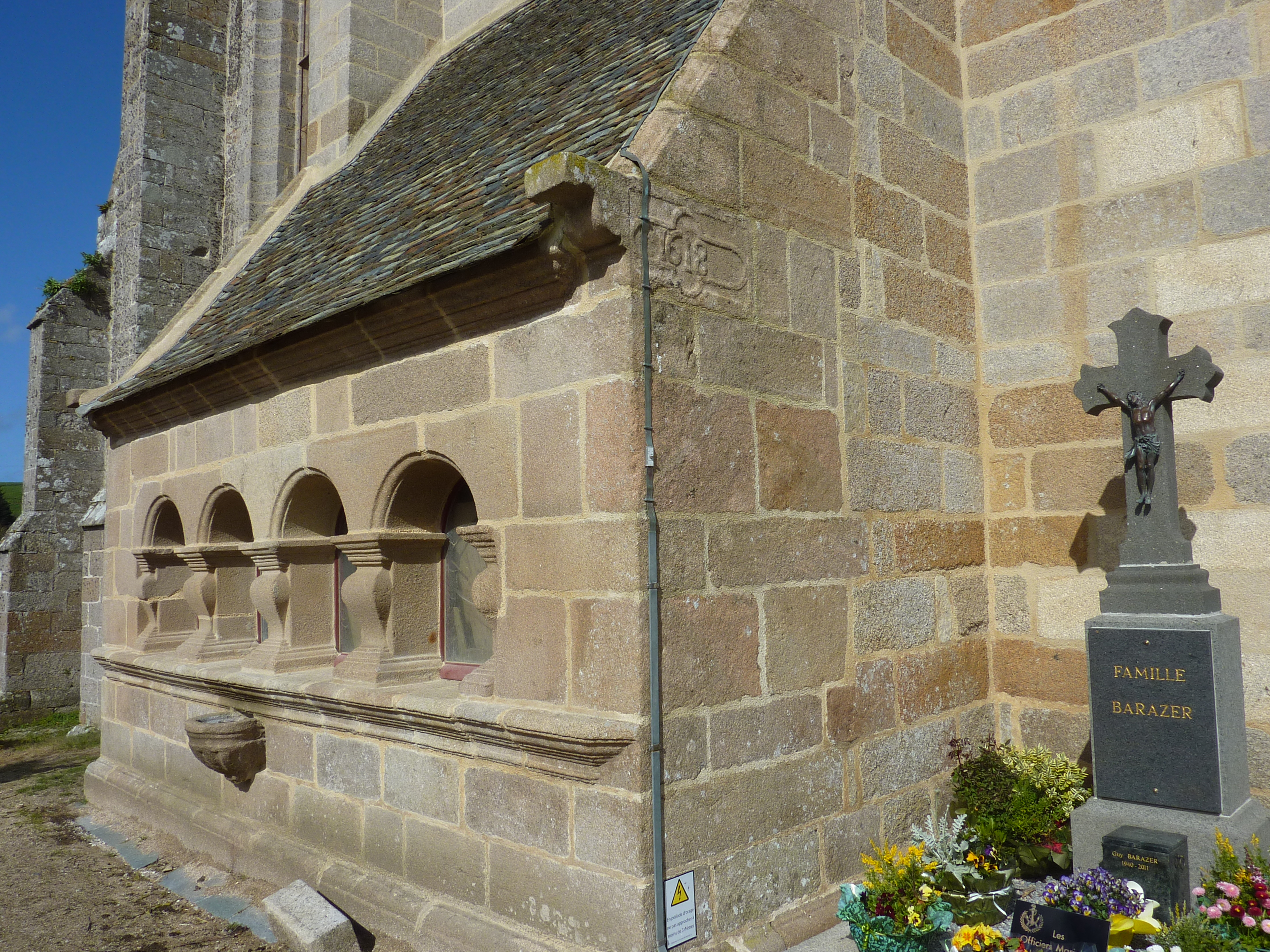
L'ossuaire accolé à l'église paroissiale (1618).

- La fontaine monumentale, en pierre de kersanton, aurait été construite grâce aux libéralités de la reine Anne, ce qui semble très peu probable car elle date sans doute de 1691 et est due au maître sculpteur morlaisien Jacques Lespaignol (mais une autre fontaine existait antérieurement, attestée en 1520). Au milieu d'un large bassin circulaire en granite s'élève un pilier qui supporte trois vasques superposées d'où l'eau s'écoule par la bouche d'angelots. Au sommet, Dieu le Père bénit son fils, que saint Jean-Baptiste baptise dans une vasque inférieure.

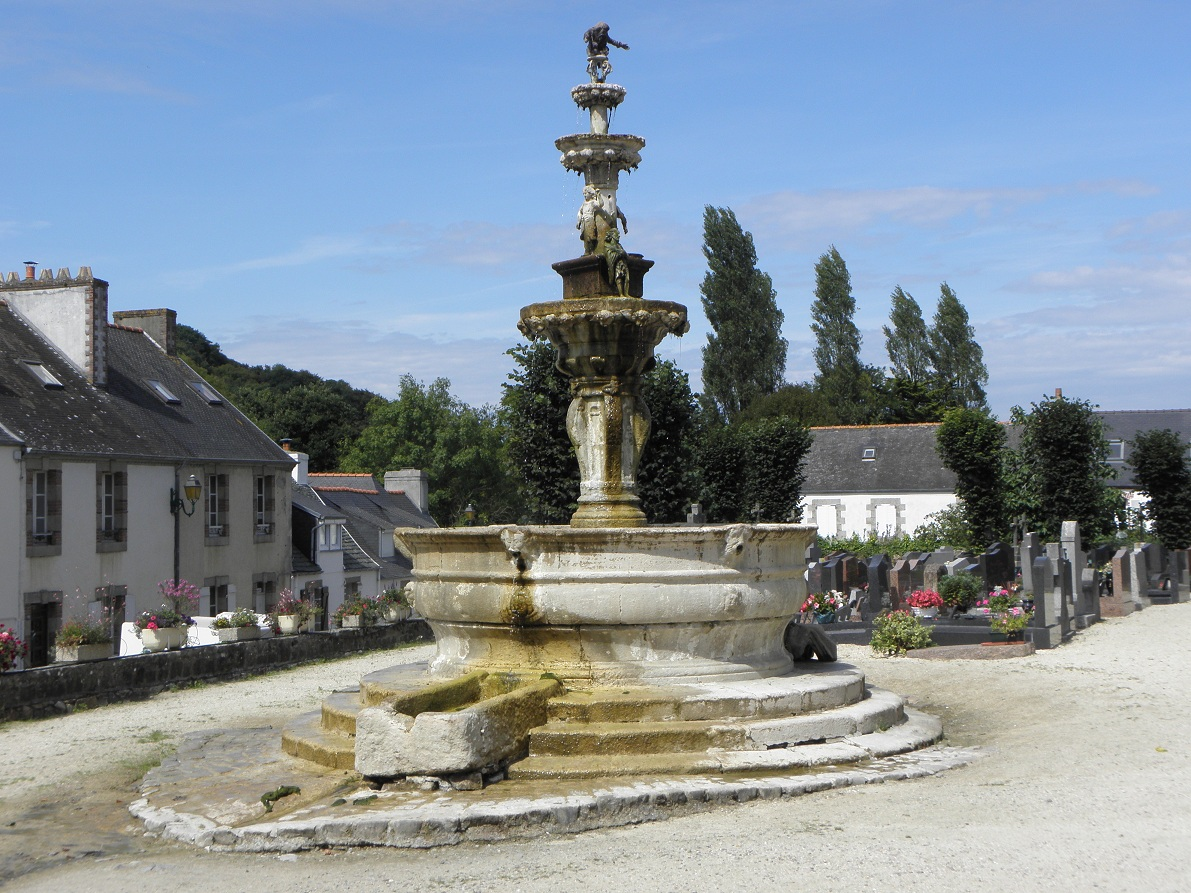
Saint-Jean-du-Doigt : fontaine monumentale (1691).
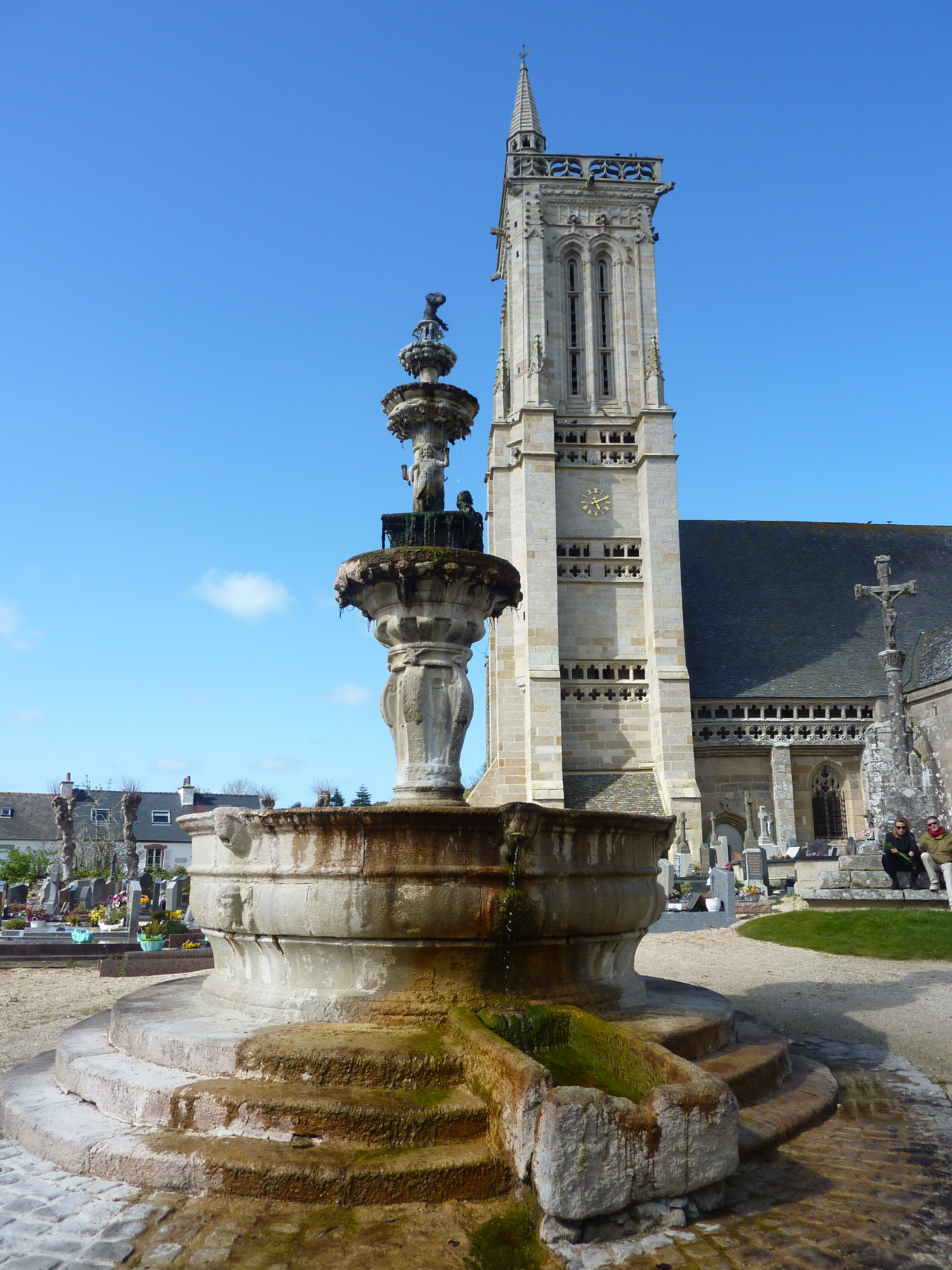
Saint-Jean-du-Doigt : fontaine monumentale (1691) et tour-clocher de l'église.
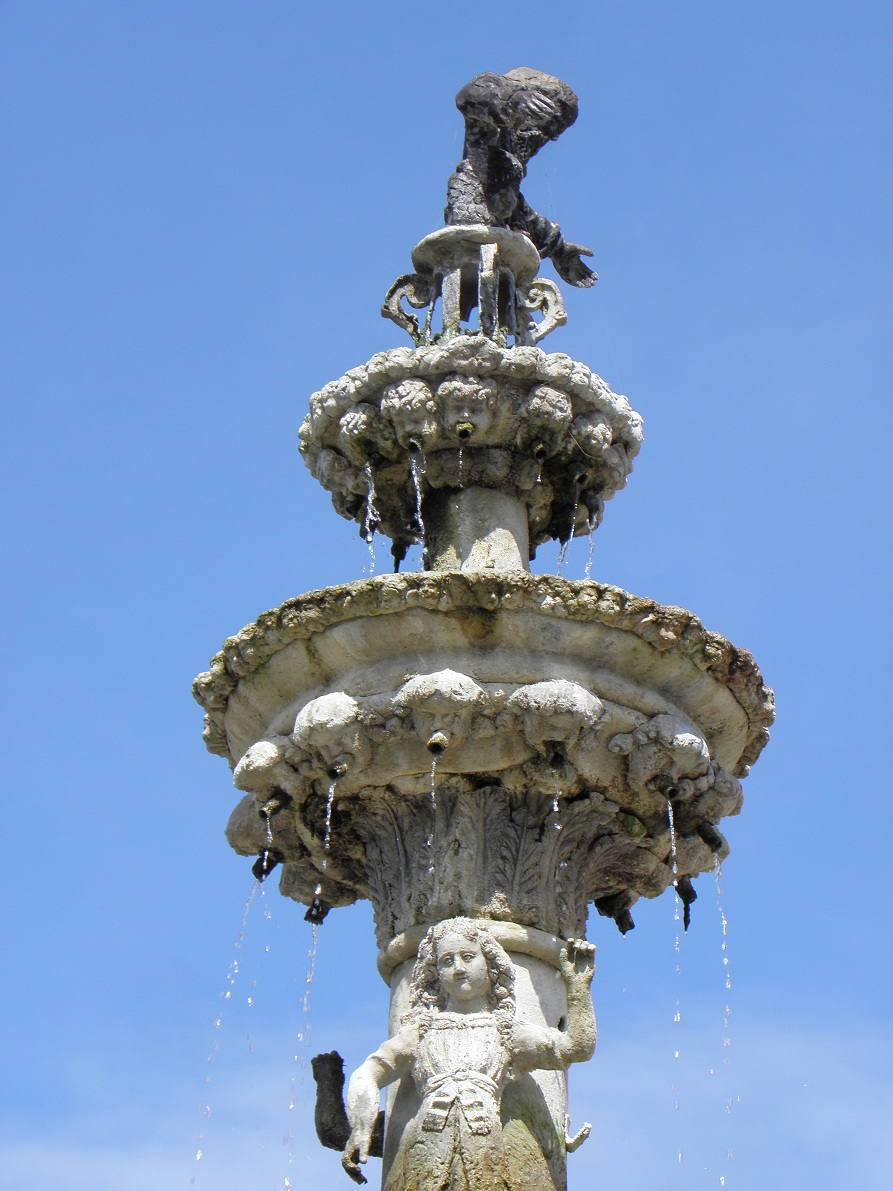
Saint-Jean-du-Doigt : fontaine monumentale (1691), partie sommitale.
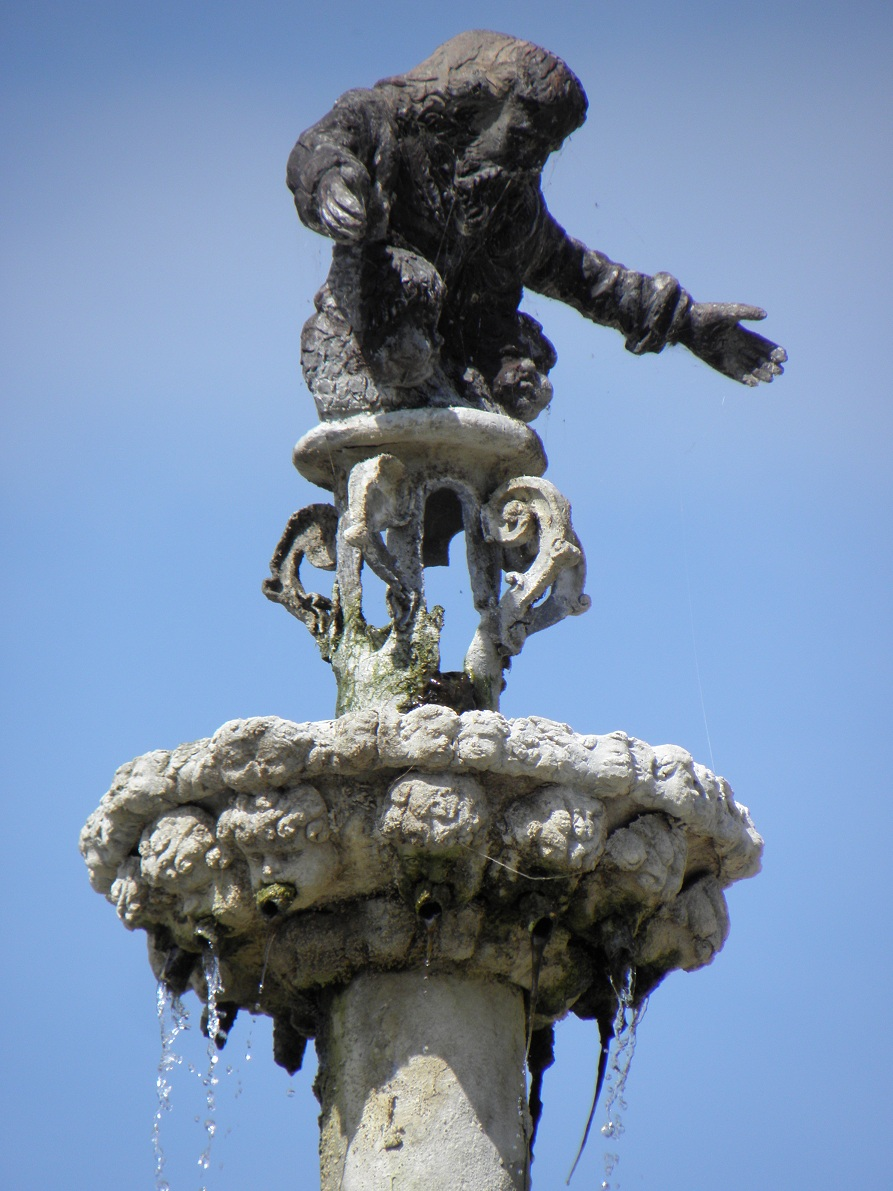
Saint-Jean-du-Doigt : fontaine monumentale (1691), Dieu le Père bénissant le baptême de son Fils.
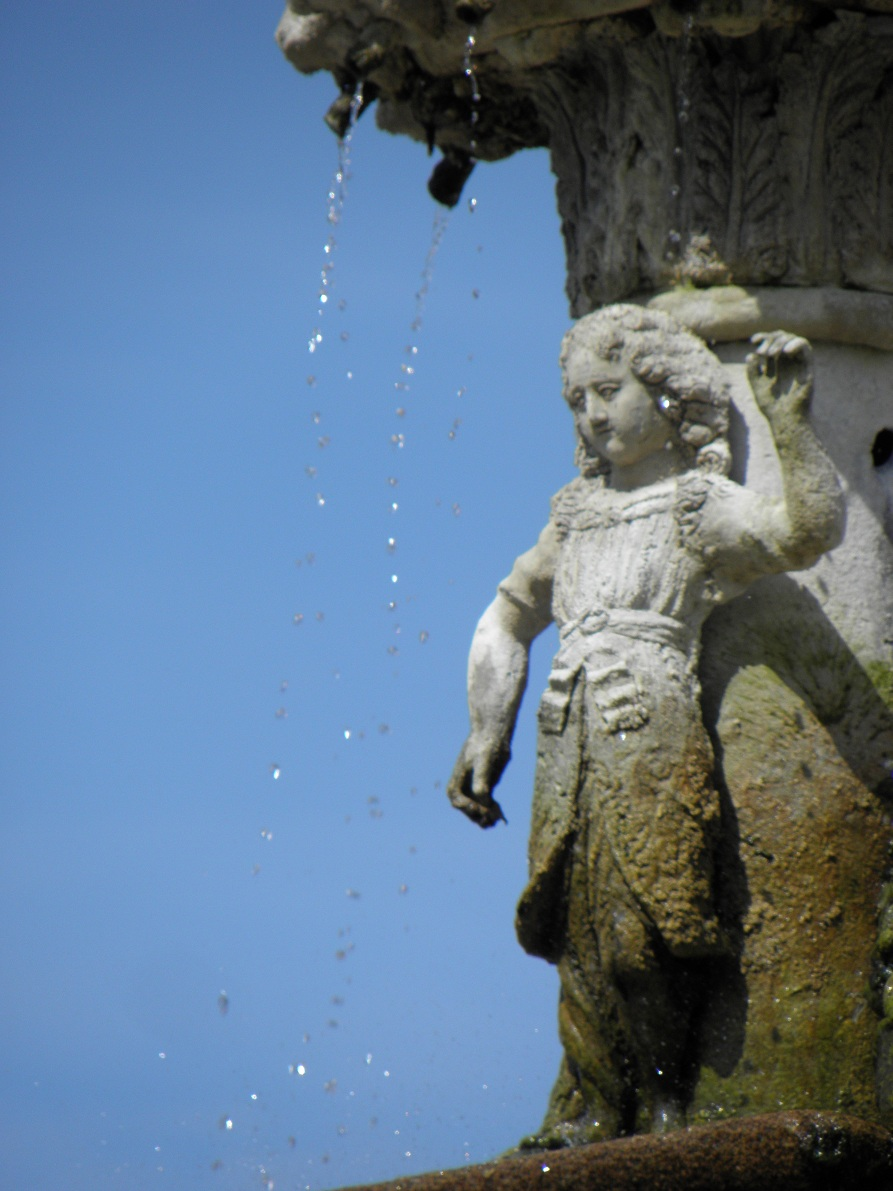
Saint-Jean-du-Doigt : fontaine monumentale (1691).

- L'Oratoire du Sacre dans le cimetière (XVIe siècle) : modèle d'architecture de la Renaissance bretonne, il s'agit en fait d'un reposoir de la confrérie du Saint-Sacrement, servant aussi les jours de pèlerinage à la célébration de la messe, et aussi d'un lieu abritant le corps des défunts lors des veillées funèbres. Cet édifice a été construit en 1577 par l'architecte Michel Le Borgne, le granite ayant servi à sa construction venant de l'Île-Grande. Cet édifice à baies ouvertes séparées par des balustres carrés, contenant un autel et des consoles qui supportaient autrefois des statues, conserve des poutres, des clefs pendantes et sablières sculptées par un menuisier local et qui représentent des scènes mythologiques (Hercule étranglant le Lion de Némée, Lucrèce étendue, un couteau dans la poitrine, etc.), des végétaux, des masques et même des personnages dans une position lascive. On y célébrait aussi probablement la messe les jours de grande fête, les fidèles n'ayant pu entrer dans l'église s'entassant alors dans le cimetière. Cet oratoire fut reproduit au « Village breton » lors de l'Exposition universelle de 1900.

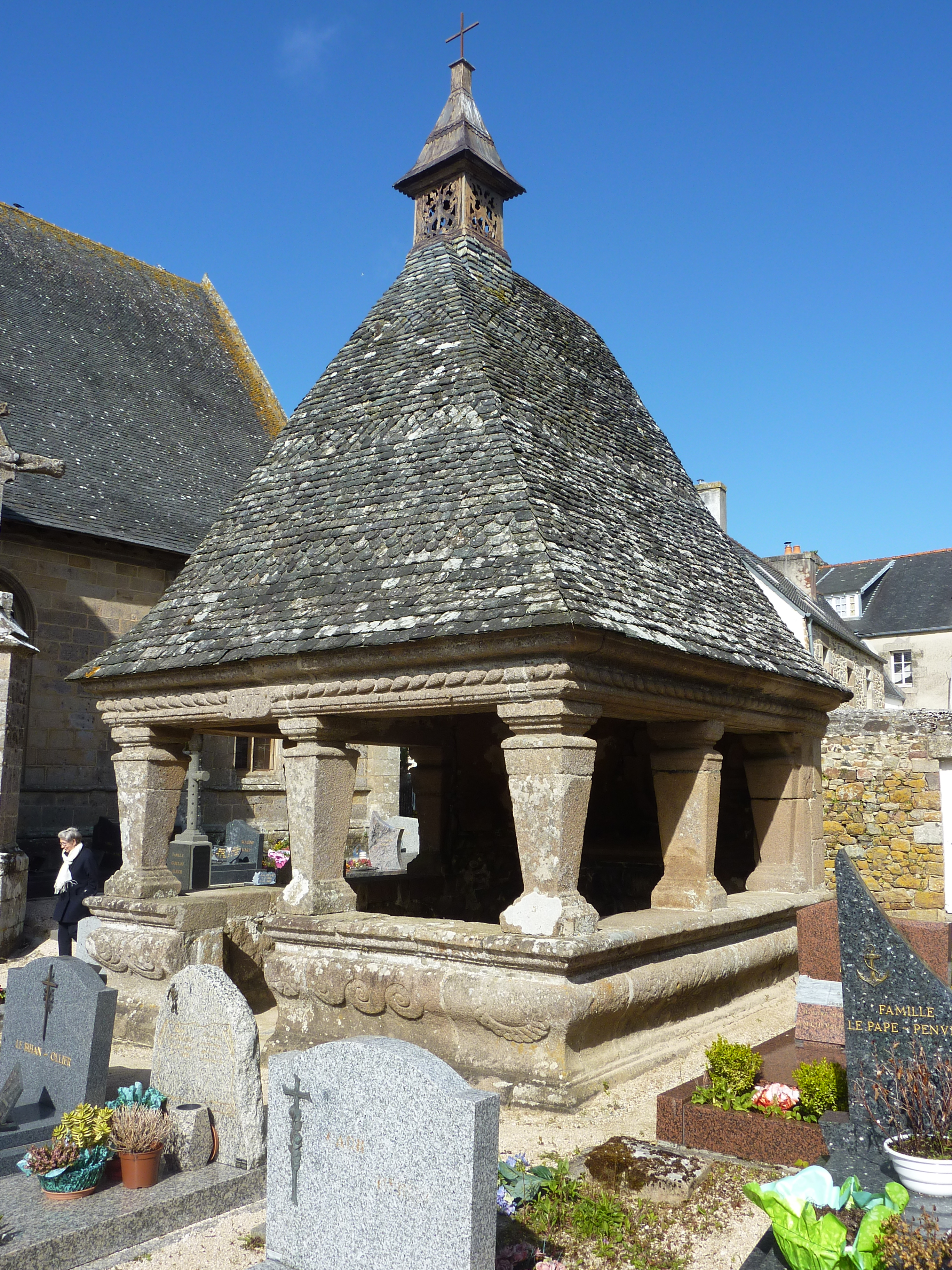
L'Oratoire du Sacre (servit aussi de chapelle funéraire).
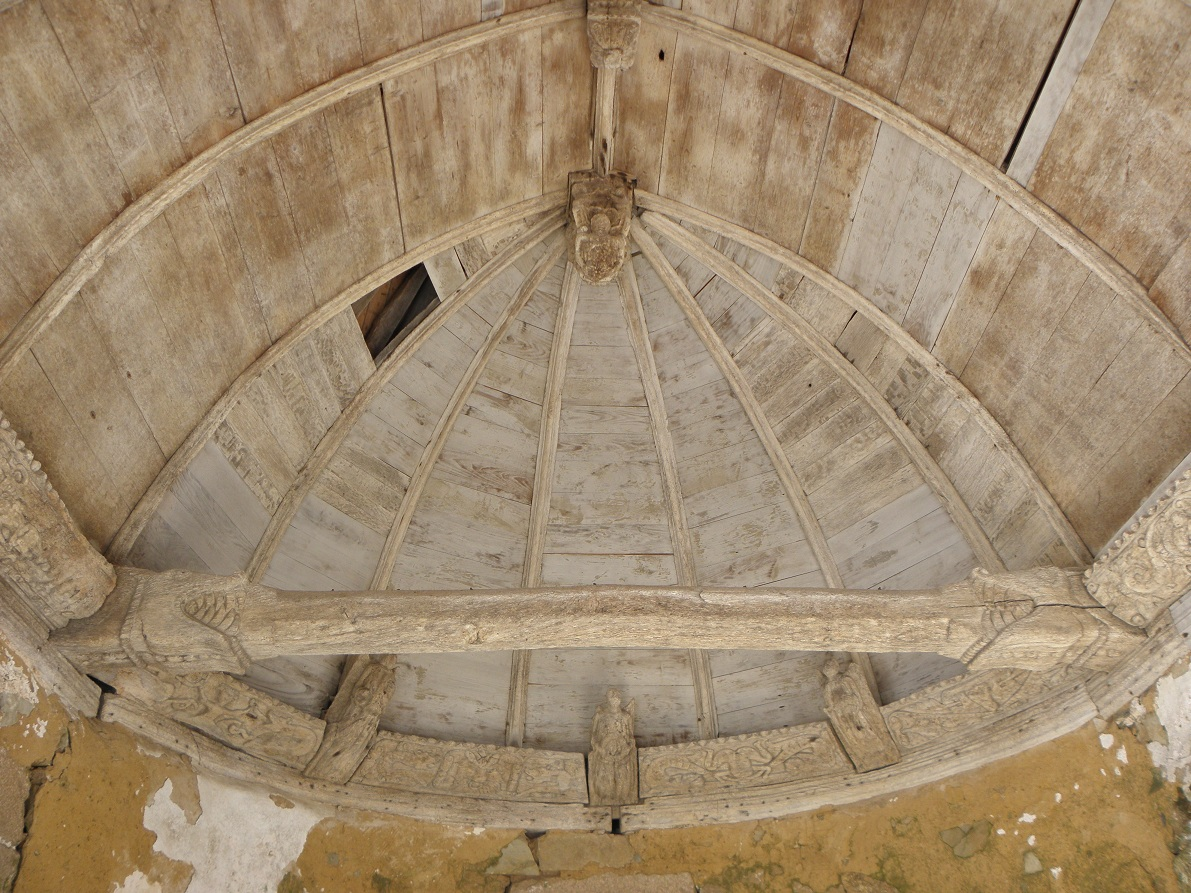
Oratoire du Sacre, voûte ornée et poutres sculptées.
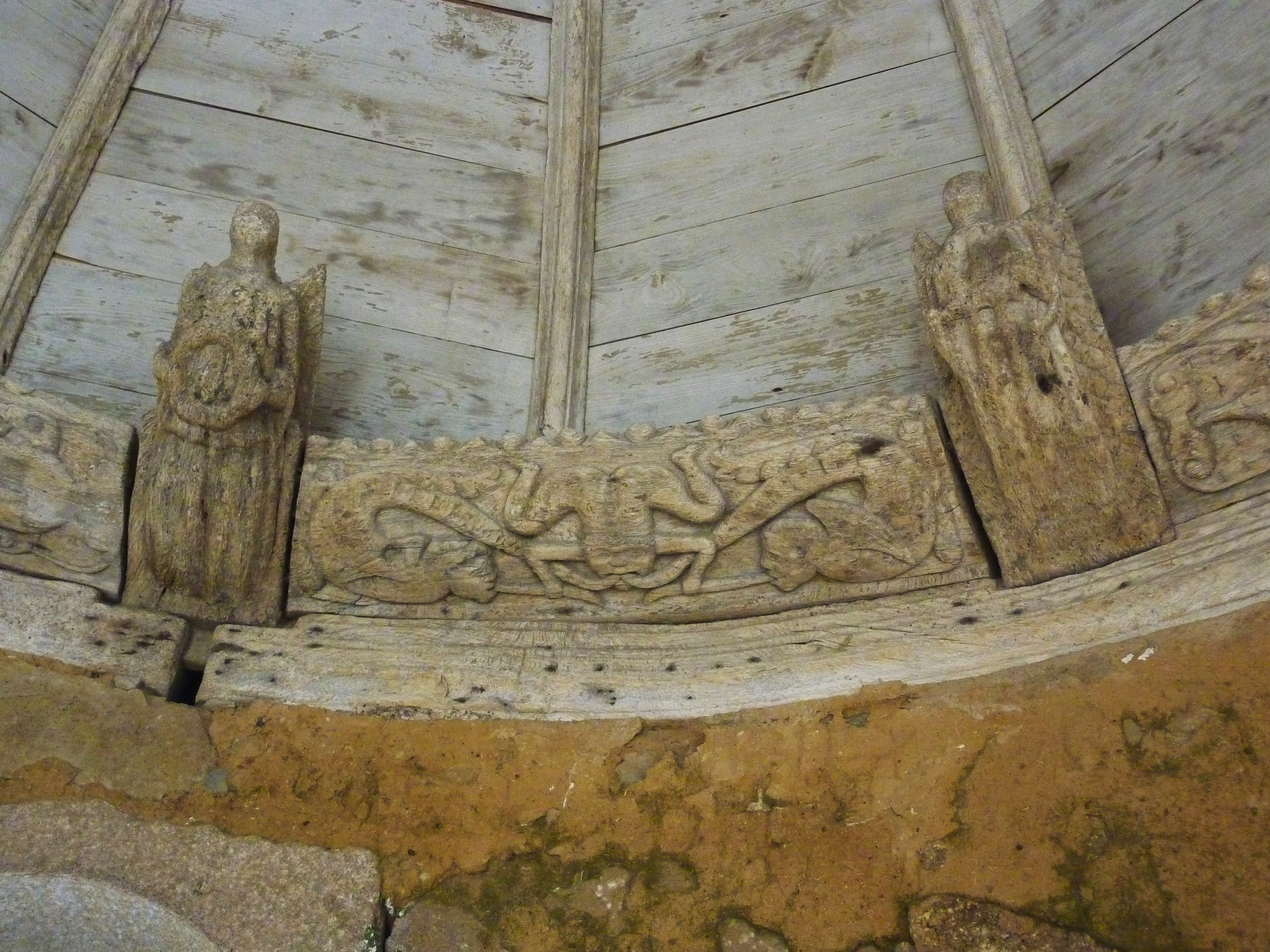
Oratoire du Sacre, détail d'une sablière (personnage dans une position lascive).
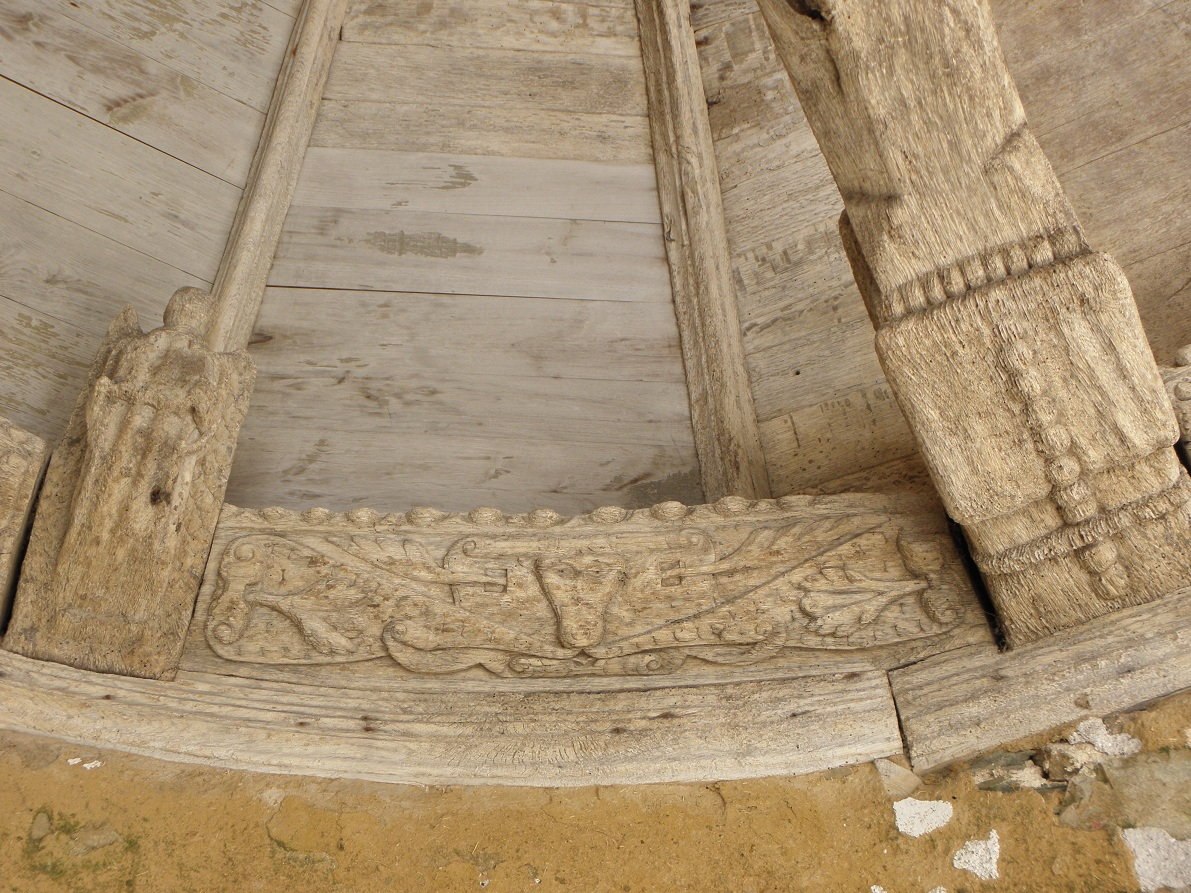
Oratoire du Sacre, détail d'une sablière.
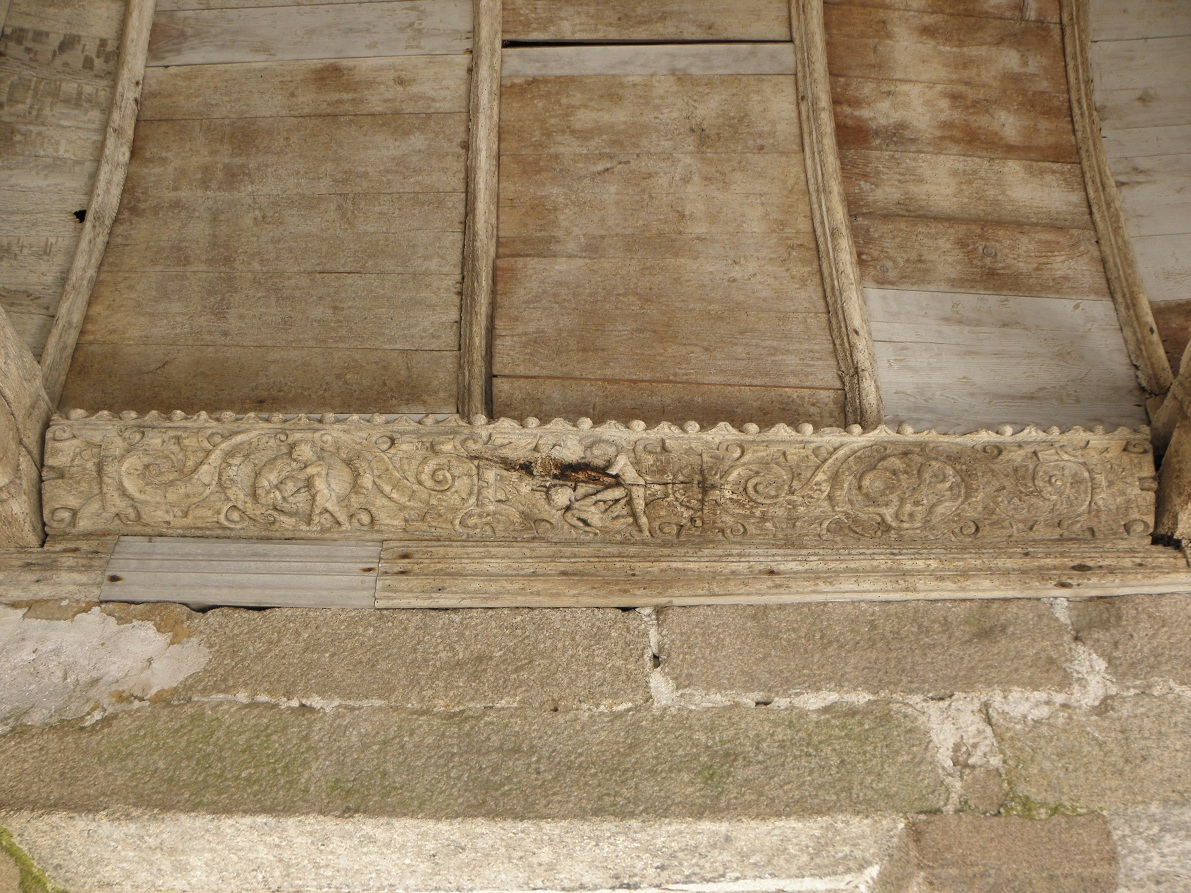
Oratoire du Sacre, détail d'une sablière.

- La « Maison du Gouvernement » (ou « Grande Maison de Saint-Jean »), qui date de 1562-1572 (agrandie au XVIIe siècle), était la résidence du gouverneur ecclésiastique de la chapelle saint-Jean-Baptiste. On a parfois attribué là encore sa construction aux libéralités de la reine Anne, mais c'est très douteux. La porte principale est de style gothique ; des traces d'armoiries (sans doute s'agit-il de l'écusson de la famille de Montfort, alors régnante en Bretagne) martelées lors de la Révolution française, sont encore visibles au-dessus d'une petite fenêtre à meneau située sur le pignon sud. Cette demeure recevait les pèlerins et visiteurs de marque aux XVIIe siècle et XVIIIe siècle, qui étaient les hôtes du gouverneur. Devenue bien national pendant la Révolution française, elle fut vendue le 21 vendémiaire an IV (14 septembre 1795) à François Pezron, négociant à Morlaix, pour 54 200 livres assignats. C'est désormais une propriété privée[85].
- Le calvaire de Pen-ar-C'hra (1757) et la fontaine Pen-ar-C'hra, dite miraculeuse (XVIe siècle) ; selon la tradition, elle fut bâtie sur une source qui jaillit de la terre à l'endroit même où le porteur de la relique de Saint-Jean-Baptiste s'assit en 1420 pour contempler son village lors de son voyage de retour depuis Saint-Jean-de-Daye) ; c'est à cette fontaine que se termine le « Grand pardon » chaque dernier dimanche de juin et près d'elle qu'a lieu le tantad (un gigantesque feu de joie) ; la fontaine servait à l'alimentation en eau potable du bourg jusque dans les années 1950). Vasques en granite de kersanton, figurines en plomb.
- La chapelle Saint-Mélar et la fontaine Saint-Mélar (XVIIe siècle), consacrées à saint Mélar.
- Le manoir de Kermabon, édifié au XVe siècle.
- Le manoir de Kergadiou.
- Le manoir de Pont ar Glech.

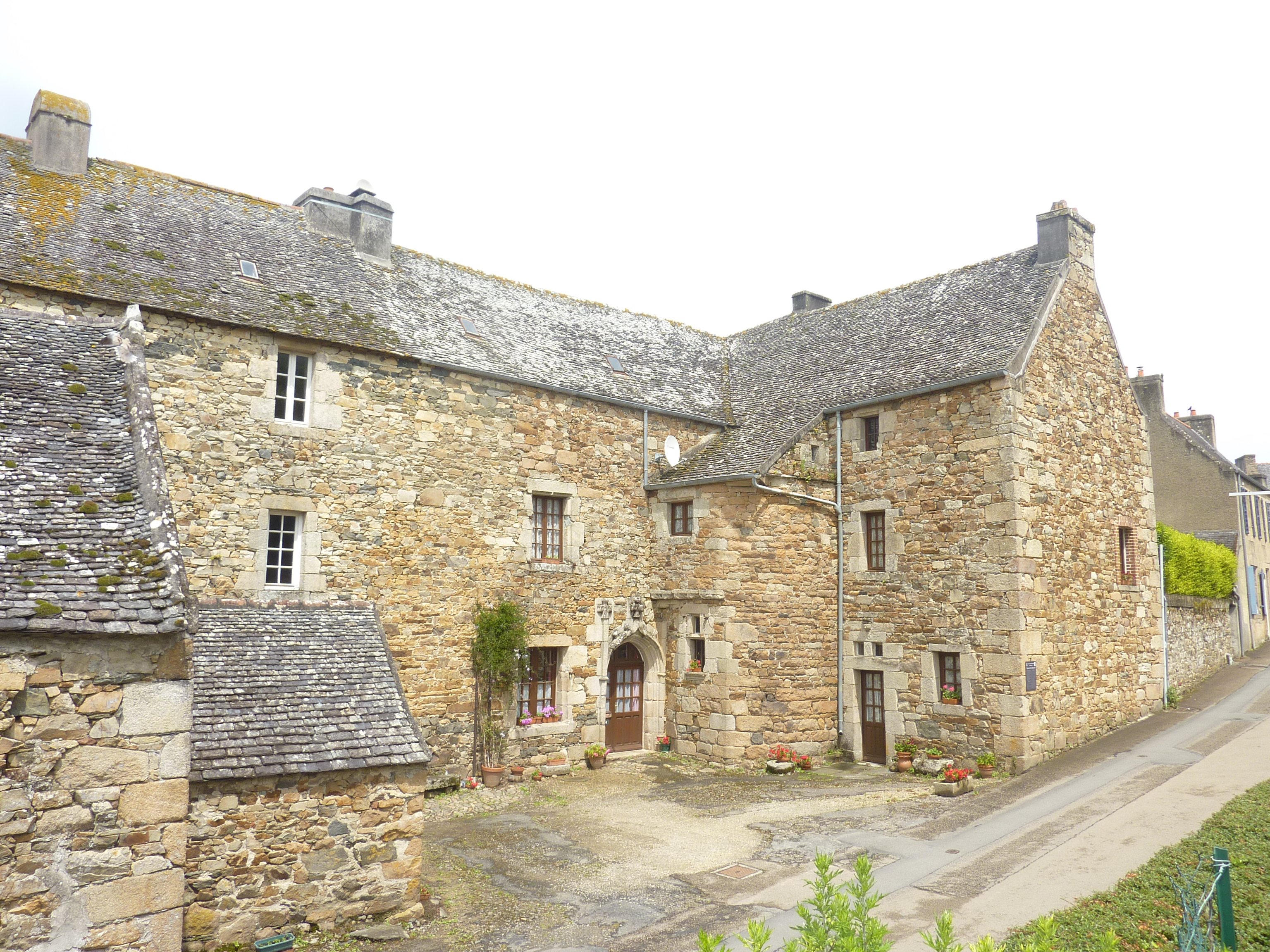
La « Maison du gouvernement » (1562-1572).
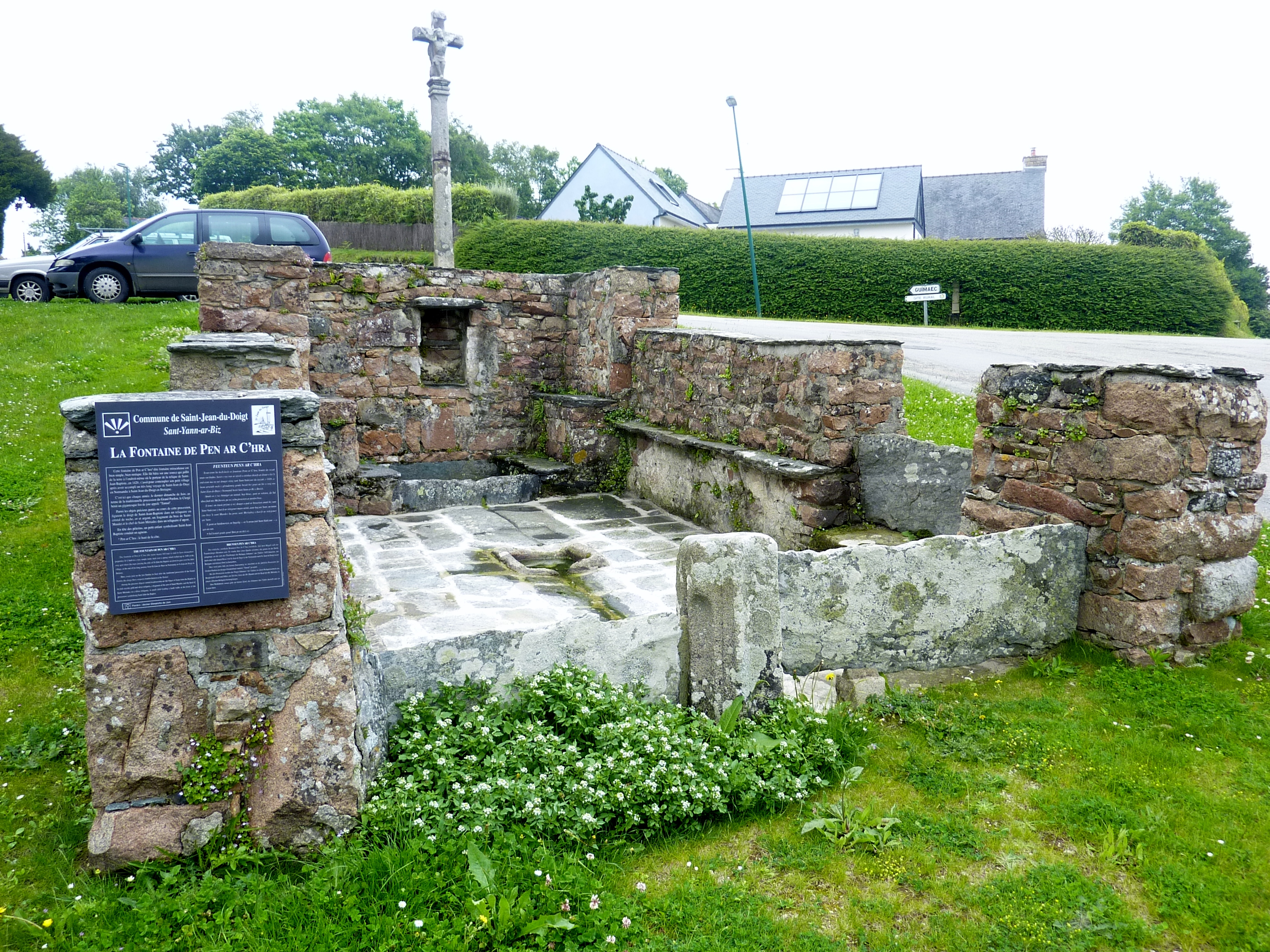
La fontaine de Pen ar C'hra.
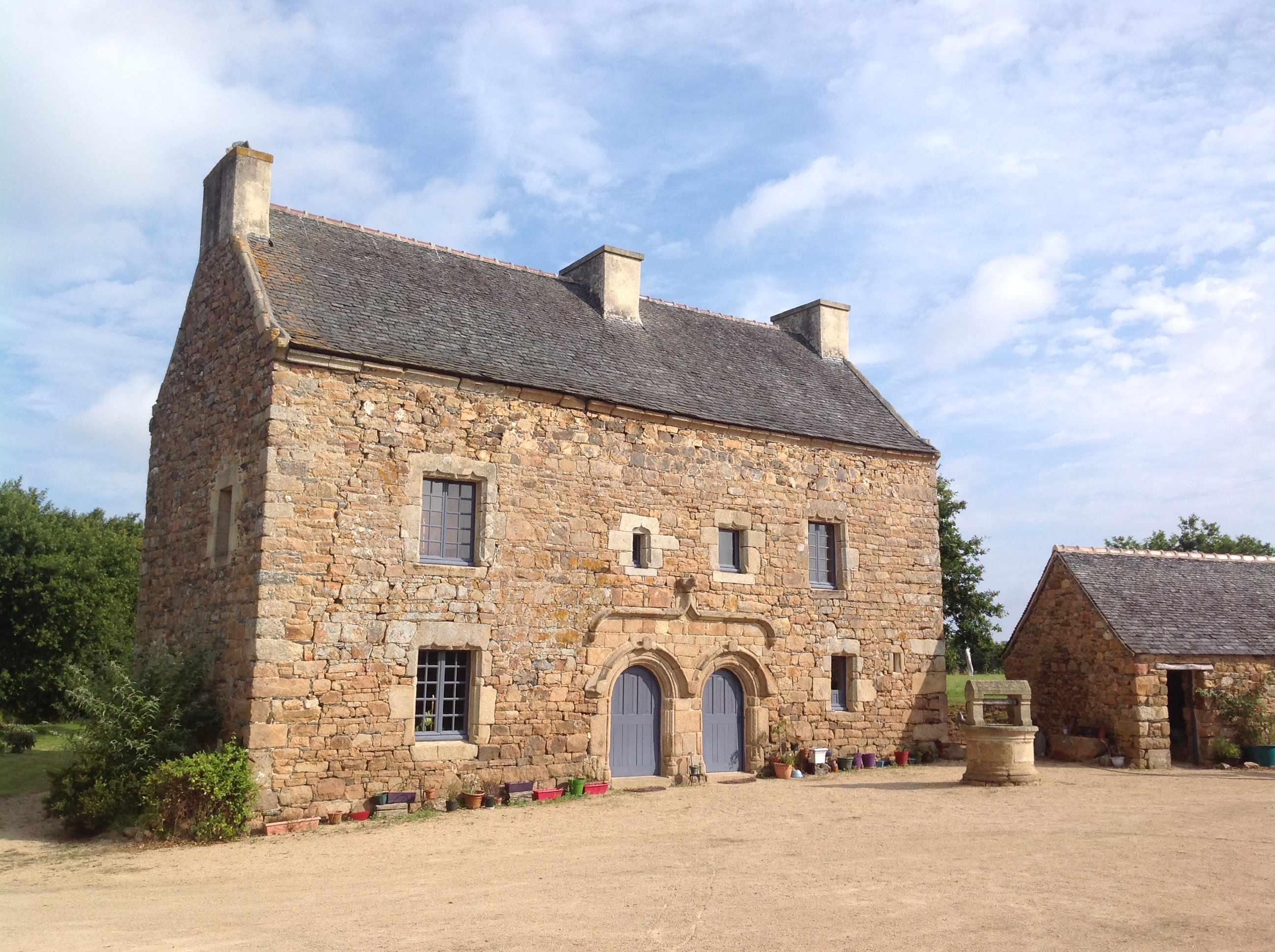
Le manoir de Kergadiou (fin XIVe s.).
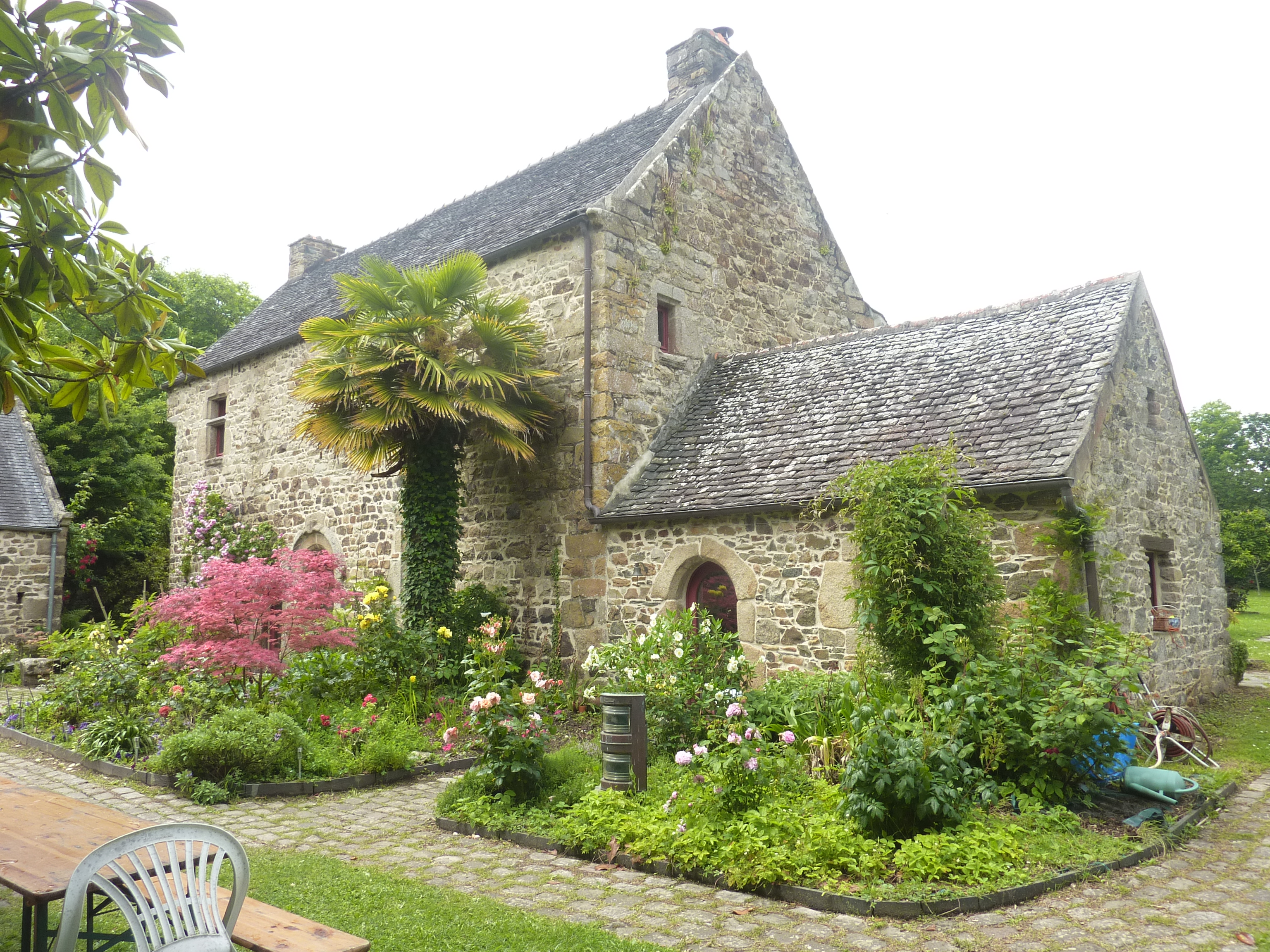
Le manoir de Pont ar Glech.

- La vallée du Donnant Rau, dite vallée des moulins, compte une douzaine de moulins sur la commune. Seuls trois d'entre eux ne sont pas en ruine, mais aucun n'a conservé sa roue. Le chemin de randonnée permet encore d'admirer les ruines et les biefs de ce complexe réseau hydraulique qui a cessé son activité dans les années 1940 à 1960.

### Saint-Jean-du-Doigt dans les arts et la culture
- Alexandre Benois : Saint-Jean-du-Doigt (aquarelle, 1905, collection particulière)[86].

Peintures de Maxime Maufra
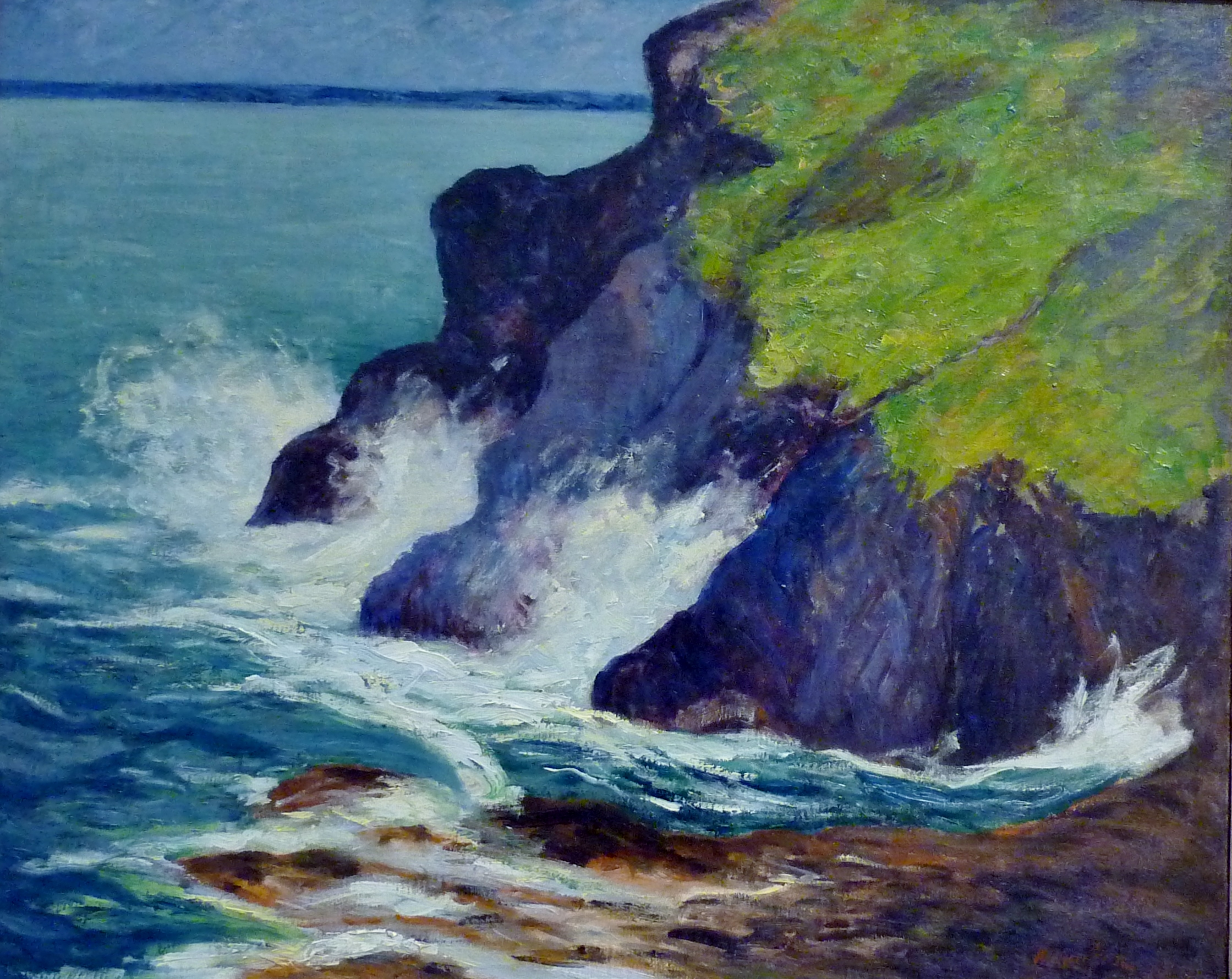
Les Trois Falaises ; Saint-Jean-du-Doigt, 1894 musée des Beaux-Arts de Quimper
Les Falaises de Beg-ar-Fry, Saint-Jean-du-Doigt, 1895 Cleveland Museum of Art

- Thomas Fersen consacre à la commune la chanson Saint-Jean-du-Doigt, extraite de l'album Pièce montée des grands jours : cette chanson, se voulant légèrement grivoise, raconte les tribulations amoureuses de Blaise, jeune habitant de Saint-Jean-du-Doigt.

### Personnalités liées à la commune
- Léopold Pascal (1900-1958),  artiste peintre et dessinateur autodidacte français, y est enterré.
- François Tanguy-Prigent (1909-1970), résistant, homme politique français, ministre de l'agriculture, y est né et y est enterré
- Robert Antoine Pinchon (1886-1943), un peintre postimpressionniste de la deuxième génération de l'École de Rouen, a peint à Saint-Jean-du-Doigt en 1919[87].
- Robert Le Meur (1920-1985), missionnaire chez les Inuits du Grand Nord canadien et un grand défenseur des intérêts des Esquimaux, y est né.
- Ricardo Cavallo (1954- ), artiste peintre français d'origine argentine, vit et travaille depuis 2003à Saint-Jean-du-Doigt. Il réalise des œuvres monumentales (assemblage de multiples plaquettes) et a créé l'école de peinture Bleimor. Ricardo Cavallo peint les falaises dressées au bord de la mer, les amoncellements rocheux découverts à marée basse.
- Renan Luce (1980- ), auteur-compositeur-interprète français, possède une maison depuis 2009 dans une ferme de Saint-Jean-du-Doigt qu'il a rénovée, ainsi qu'un studio d'enregistrement dans l'ancienne grange, baptisé Little Purple Studio, en référence aux petits artichauts violets qui poussent aux alentours. Il y a enregistré presque l'intégralité de son album D'une tonne à un tout petit poids[88].

## Pour approfondir